# Artur Bernardes
Artur da Silva Bernardes (Viçosa, 8 de agosto de 1875 – Rio de Janeiro, 23 de março de 1955) foi um advogado e político brasileiro. Foi o 12.º presidente de Minas Gerais de 1918 a 1922 e o 12.º presidente do Brasil entre 15 de novembro de 1922 e 15 de novembro de 1926. Seu período na administração nacional foi de crise da Primeira República e vigência quase ininterrupta do estado de sítio. Na sua longa carreira política, de 1905 até sua morte, ele foi o principal líder do Partido Republicano Mineiro (PRM) de 1918–1922 até a extinção da agremiação, e fundador e líder do Partido Republicano (PR). Sua ideologia, o "bernardismo", era identificada pelo cravo vermelho.
Como presidente (governador) de Minas Gerais, fundou a atual Universidade Federal de Viçosa e impediu o investidor americano Percival Farquhar de explorar as jazidas de minério de ferro de Itabira, cultivando uma imagem de nacionalista e municipalista. Candidato situacionista e "café com leite" na eleição presidencial de 1922, foi alvo de cartas falsas e uma tentativa de golpe para impedir sua posse, a Revolta dos 18 do Forte. Sua administração foi impopular nas cidades, especialmente no Rio de Janeiro, e a partir de julho de 1924 foi atacada por conspirações e revoltas armadas de militares tenentistas.
Os partidos dominantes em dois estados que se opuseram à sua candidatura, o Rio de Janeiro e a Bahia, foram derrubados sob pressão federal. Outro, o Rio Grande do Sul, enfrentou a Revolução de 1923, na qual o governo federal intermediou a paz. Sua recusa a qualquer anistia e uso da polícia política (a 4.ª Delegacia Auxiliar), censura à imprensa e repressão a militantes operários, especialmente os anarquistas, são exemplos de sua atitude intransigente com a oposição. Centenas de militares e civis morreram no bombardeio de São Paulo e colônia penal de Clevelândia.
A administração também aprovou algumas leis trabalhistas, aplicou uma política econômica de austeridade e contração monetária, combatendo a inflação e a desvalorização da moeda, retirou o Brasil da Liga das Nações, realizou uma reforma constitucional centralizadora, a única da Constituição de 1891, e reaproximou o Estado da Igreja Católica. Fora da Presidência, participou das revoluções de 1930 e 1932 e viu o PRM reduzido a uma facção minoritária em Minas Gerais. Nos seus últimos anos, participou da Campanha do Petróleo. Homem austero e reservado, foi idolatrado pelos seguidores e odiado pelos inimigos.

## Família e primeiros anos

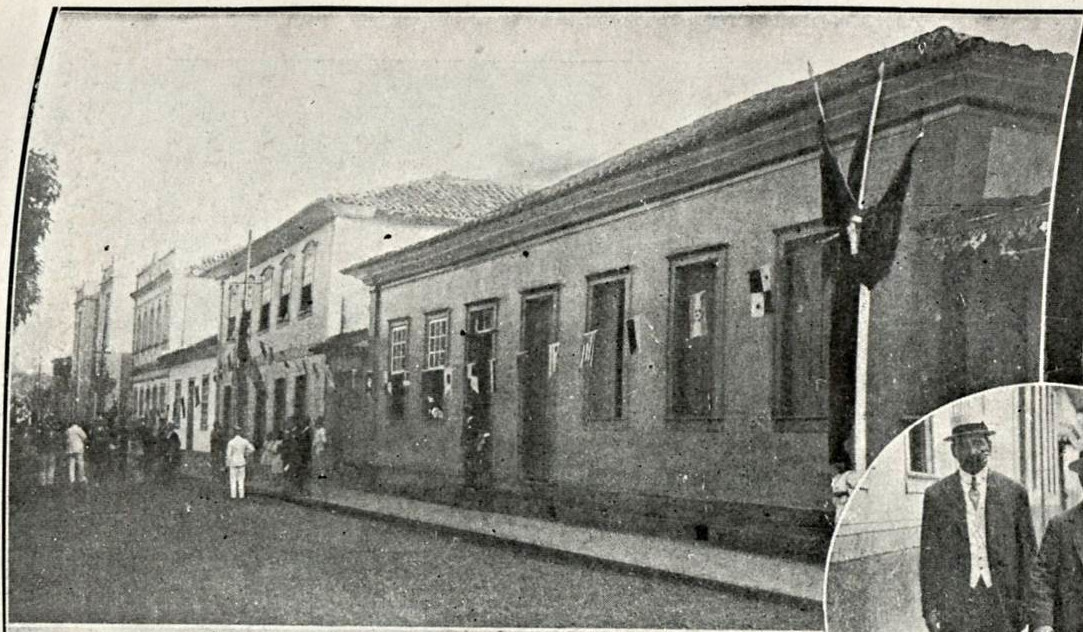
Casa da família Bernardes em Viçosa

Artur da Silva Bernardes nasceu em 8 de agosto de 1875 na Vila de Santa Rita do Turvo, atual Viçosa, conforme reconhecido nos livros de história. Este local de nascimento é disputado no município de Cipotânea, onde se afirma que o futuro presidente teria nascido no local, então parte de Alto Rio Doce, e mudado para Viçosa, uma cidade já constituída, aos 5 anos de idade. Ele era o quarto dos nove filhos de Antônio da Silva Bernardes e Maria Aniceta Bernardes. Um de seus irmãos, Olegário, viria a ser ministro do Tribunal de Contas da União, deputado estadual no Rio de Janeiro e prefeito de Teresópolis.
Sua mãe descendia dos Vieira de Sousa, uma das famílias da nobreza do café da Zona da Mata Mineira, e seu pai, um português de Castanheira de Pera, coronel da Guarda Nacional e solicitador nas comarcas de Alto Rio Doce, Piranga e Viçosa. Nesta última ele foi o primeiro advogado provisionado e depois promotor de justiça. Conforme algumas biografias, Antônio Bernardes não cursou mais que a escola primária em Portugal. Esta família era rica o suficiente para financiar a educação do filho, mas não pertencia ao grupo político local.

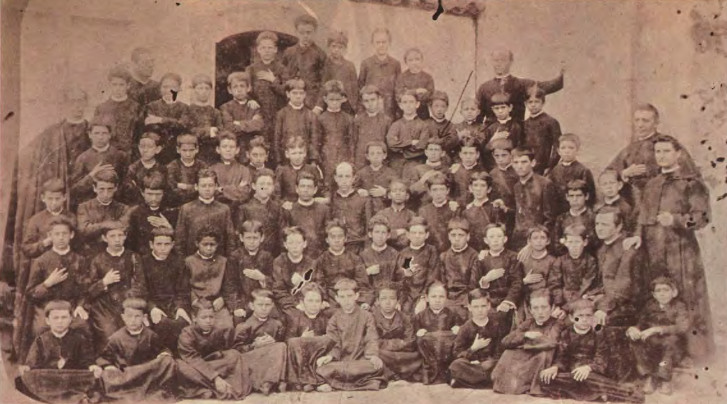
Bernardes (indicado pela seta) entre os alunos do Colégio do Caraça

A educação famíliar rígida foi complementada pelo tradicional Colégio do Caraça, onde foi matriculado para estudos secundários em fins de 1887, aos 12 anos de idade. O Caraça era um dos educandários mais prestigiados do país. Gilberto Freire chamou-o de "casarão triste nas montanhas". O controle de horários, restrição de visitas, vigilância e punições deixavam sua marca nos filhos da elite mineira. Os professores viviam em claustro e penitência e "a palmatória passava de aula em aula, de salão em salão, de recreio em recreio, nivelando a todos com o seu avassalador domínio".
Esta experiência permitiu a Bernardes "valorizar o poder disciplinar como formador de mentes e corpos para a nação", além de fixar sua religiosidade católica para o resto da vida, enquanto muitos de seus contemporâneos flertaram com o positivismo e evolucionismo. Uma biografia favorável no Instituto Histórico e Geográfico de Minas Gerais, do qual Bernardes é patrono de uma cadeira, afirma que os ensinamentos no Caraça "muito influíram na sua formação moral, religiosa e pública: o zelo pela causa pública, o escrúpulo na distribuição do dinheiro do governo, o espírito de disciplina, de ordem e de economia". No outro extremo o livro antibernardista Terra Desumana (1926), de Assis Chateaubriand, argumentou que o colégio incutiu no jovem Bernardes uma personalidade autoritária, mais interessada na letra da lei do que nos sentimentos humanos.
Em fins de 1889 sua família não teve mais condições de mantê-lo no Caraça devido ao abalo da abolição da escravatura na economia cafeeira. A solução veio por seu cunhado José da Graça Sousa Pereira, sócio da firma Pena e Graça, onde ele conseguiu emprego. Esta firma do distrito viçosense de Coimbra intermediava o comércio de café entre produtores e exportadores, expondo Bernardes ao mundo rural. Esta experiência continuou no seu emprego seguinte, na firma Adriano Teles, em Visconde do Rio Branco, onde ele chegou aos 18 anos, em 1894, à posição de guarda-livros (contador). O cargo era o mais alto que um empregado poderia alcançar e dava acesso a informações confidenciais, provando que ele era um empregado de confiança. Sua vida em Rio Branco o expôs à problemática da modernização das técnicas agrícolas, pois o grupo empresarial propagandeava os produtos brasileiros no exterior.

### Direito e jornalismo

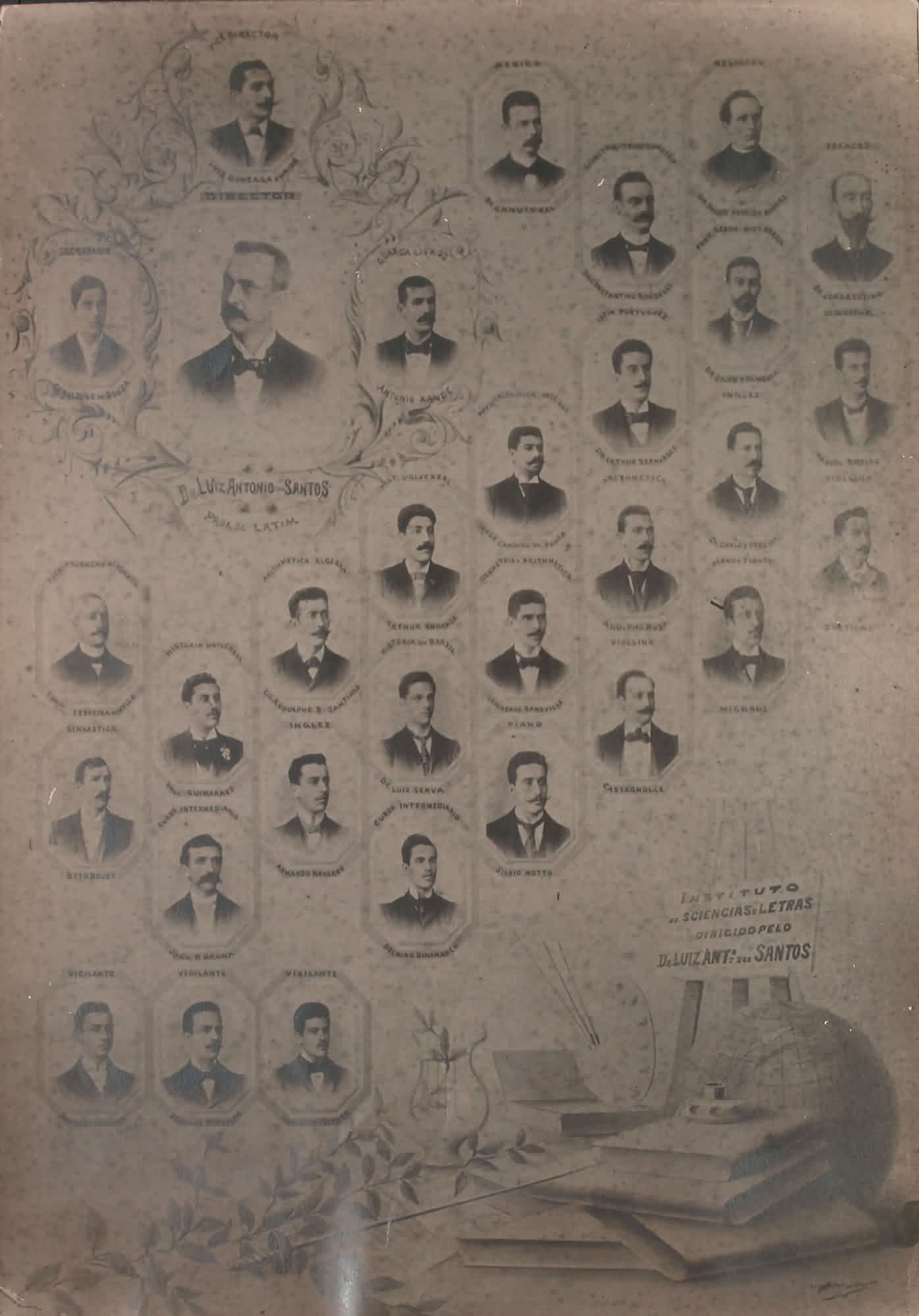
Corpo discente do Instituto de Ciências e Letras em 1899; Bernardes, professor de português e latim, está na quinta coluna

Com sua família em melhor condição financeira, pôde ao final de 1894 matricular-se no Externato do Ginásio Mineiro em Ouro Preto, aproveitando um decreto do governo estadual que abria matrículas avulsas. Ali estudou para os exames preparatórios (equivalentes ao vestibular) enquanto morava numa pensão e trabalhava em vários jornais e brevemente como estafeta dos Correios e Telégrafos. Por influência do pai e do Caraça, matriculou-se na Faculdade Livre de Direito, inicialmente como aluno ouvinte, em 1896, antes de passar nos exames e entrar no segundo ano em 1897.
Como estudante do Direito, fez amizade com seu colega e futuro aliado político Raul Soares de Moura, além de conhecer outras figuras de futura relevância política, como Fernando de Melo Viana e José Vieira Marques. A política nacional repercutia muito em Ouro Preto, então capital de Minas Gerais. Em março de 1897 Bernardes se voluntariou ao Batalhão Patriótico Bias Fortes, no contexto da Guerra de Canudos, mas a unidade nunca saiu para a luta. O aniversário da Abolição foi comemorado com a criação do jornal Academia, do qual ele foi redator.
Admirava Floriano Peixoto, Presidente da República de 1891 a 1894. Os seguidores radicais de Floriano consideravam-se os defensores da República e apreciavam a mão forte do presidente ao esmagar a Revolta da Armada. Detestavam as intromissões estrangeiras ocorridas na ilha de Trindade, brevemente ocupada pelos britânicos, e no contestado franco-brasileiro no Amapá.
No ano seguinte a Faculdade de Direito foi transferida para a Cidade de Minas, atual Belo Horizonte, mas Bernardes, Raul Soares e outros preferiram a transferência à Faculdade de Direito de São Paulo. A nova capital estadual, "onde havia de se sentir o cheiro de barro e tinta fresca", não se comparava ao conforto de Ouro Preto, ainda mais para um estudante que vivia do próprio trabalho. E São Paulo oferecia oportunidades muito melhores na vida pública; a única alternativa para a elite política com formação em Direito era a Faculdade de Direito do Recife. Dos doze presidentes da Primeira República, sete tiveram diplomas da Faculdade paulista.
Em São Paulo, sustentou-se como revisor do Correio Paulistano, fiel no Cartório de Notas do pai do senador Álvaro de Carvalho e professor de português e latim no Instituto de Ciências e Letras de São Paulo. Bernardes e Raul Soares fizeram amizade com mais um mineiro na Faculdade, Arduíno Bolívar, e possivelmente integraram uma sociedade secreta acadêmica, a Bucha. Nas férias, o contato era mantido através de cartas, e num desses períodos, em 1899, Bernardes ganhou fama defendendo um réu no foro criminal de Viçosa. O acusador era seu pai. Ao receber o título de bacharel em Ciências Jurídicas e Sociais, em dezembro de 1900, ele optou pela carreira na advocacia. Prestigiado entre os colegas, foi escolhido para o discurso de encerramento. Chegando a Viçosa, foi recebido com uma manifestação na estação ferroviária e um baile. O título de bacharel em Direito elevou seu status social. A comarca tinha poucos advogados diplomados, e seus companheiros de profissão tinham forte presença no Estado republicano, pois intermediavam os interesses públicos e privados.
Aos 25 anos, ainda em 1900, ele abriu um escritório em Viçosa. Pouco depois seu pai exonerou-se do cargo de promotor de justiça para evitar o conflito de interesse com a carreira do filho. Os dois anos seguintes foram de viagens constantes às comarcas vizinhas. Além da advocacia, Bernardes passou a trabalhar no semanário Cidade de Viçosa, de propriedade de um chefe político local, o senador Carlos Vaz de Melo, líder de diretórios e correligionários locais do Partido Republicano Mineiro (PRM), o único no estado. O PRM representava os interesses do sul mineiro e da Zona da Mata, e Viçosa era um município de significativa produção agrícola na Mata, embora não fosse um dos maiores na região. O interesse de Bernardes pela política era visível. Desde sua época acadêmica, o Cidade de Viçosa apresentava-o como membro da elite local e representante de valores burgueses, e ele publicou diversos artigos no periódico, entre eles uma matéria sobre a revisão da Constituição em 1901.

### Casamento e filhos

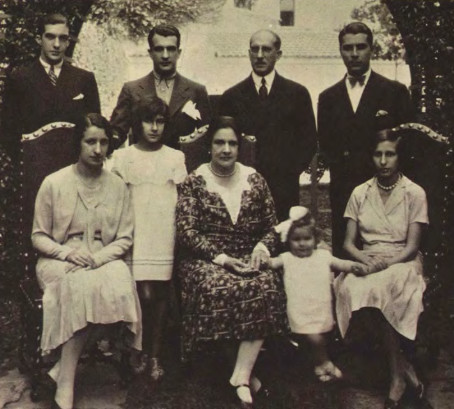
A família em 1932: Clélia Bernardes senta ao centro, tendo seu marido em pé á direita na foto

A paixão por Clélia Vaz de Melo, filha de Carlos Vaz de Melo, abriu as portas ao mundo político quando o senador autorizou o casamento, que ocorreu em 15 de julho de 1903. Artur Bernardes agora era o herdeiro político do sogro. O namoro já durava uma década, mas Carlos não permitiu o casamento antes do final do curso. O casal teve oito filhos: Clélia, Artur, Maria da Conceição, Dhalia, Rita, Sylvia, Geraldo e Maria de Pompeia. Destes, Artur Bernardes Filho seguiu na carreira do pai e foi deputado federal, constituinte, senador e vice-governador de Minas Gerais, chegando à posição de ministro da Indústria e Comércio em 1961.
Os Vaz de Melo-Bernardes tornaram-se um dos grupos familiares que dominavam, com certa estabilidade, as zonas, regiões, distritos eleitorais ou municípios de Minas Gerais. A parentela a pelo menos um outro político pode ser observada em 51,7% de uma amostra de 511 políticos mineiros entre 1891 e 1930, conforme um estudo biográfico coletivo de Amílcar Vianna Martins Filho. Bernardes era também muito típico da classe política mineira por seu bacharelado em Direito, compartilhado com 61,6% da amostra. 17,6% tiveram ensino secundário no Caraça.
As propriedades rurais da família foram diretamente beneficiadas por algumas das decisões fiscais, orçamentárias e tributárias elogiadas no Cidade de Viçosa, como a redução dos preços na Estrada de Ferro Leopoldina. Artur Bernardes apareceu no Almanaque Laemmert de 1907 como fazendeiro da região de Viçosa, e ao longo da vida foi cafeicultor e diretor-proprietário de uma usina de açúcar em Ponte Nova. Minas Gerais era uma sociedade agrária, mas a educação e a profissão liberal (a advocacia) tinham relações mais diretas com a carreira política.

## Ascensão política

### Vereador
A participação nas eleições não foi imediata, e Bernardes recusou uma oferta do sogro para apoiar uma candidatura a deputado federal. Em vez disso, Vaz de Melo designou seu genro para recepcionar o Presidente do Estado (governador) Francisco Sales e outros políticos. Bernardes gradualmente fez contatos e demonstrou sua retórica. Em 1904 ele concorreu a vereador especial pelo distrito viçosense de Teixeiras. Apesar de suas declarações prévias sobre a reforma da Constituição, em outubro ele alegou no Cidade de Viçosa que não desejava cargos eletivos e só figurou na chapa do PRM em última hora, "cedendo às ordens de amigos do Distrito".
Em 19 de novembro os 52 eleitores do Distrito o elegeram por unanimidade. Carlos Vaz de Melo morreu três dias depois, e em janeiro Bernardes sucedeu-o na direção do Cidade de Viçosa, que passou a cobrir temas extramunicipais e sustentar as opiniões políticas do vereador. No primeiro dia do ano ele publicou mais uma defesa de reforma da Constituição, prometendo que "dará esta folha encarniçado e impiedoso combate à ideia, propugnada por alguns, de nada se alterar nessa lei fundamental". Esta ambição seria concretizada duas décadas depois, quando ele assumiu a Presidência. O programa apresentado no artigo era de valorização do município e defesa dos interesses da lavoura, comércio e indústria. Outros artigos discutiam os problemas da cafeicultura local e alternativas de produção, representando os interesses dos produtores e comerciantes. Seu discurso era compatível ao do presidente do Estado João Pinheiro, cujas pautas incluíam o incentivo à educação e à policultura.
Em junho de 1905 ele foi nomeado coronel da Guarda Nacional, o que legitimava seu poder local e conferia honras e regalias. Eleito presidente da Câmara Municipal no mês seguinte, preferiu permanecer na vice-presidência. No ano seguinte ele foi novamente eleito, aceitou e foi investido como agente executivo, equivalente a prefeito. O agente executivo era escolhido pela Câmara. Num Congresso de Municipalidades em Leopoldina, em outubro de 1907, foi convidado pelo deputado Ribeiro Junqueira para discursar em nome dos chefes do Executivo na região.
Esta rápida ascensão não foi aceita por todos os veteranos; José Teotônio Pacheco, chefe político viçosense e antigo aliado de Vaz de Melo, rompeu suas ligações com Bernardes e liderou a oposição municipal. Os "bernardistas" e "pachequistas" disputaram o poder em Viçosa por uma década. Na eleição de um vereador em 1906 e na renovação de toda a Câmara no final do ano seguinte, os bernardistas ganharam com pequena margem de votos. O Cidade de Viçosa acusava os pachequistas e seu jornal A Reação de falta de patriotismo e republicanismo. Bernardes correspondia-se com João Pinheiro, jurando seu apoio e fazendo diversos pedidos para Viçosa.

### Deputado e Secretário de Finanças

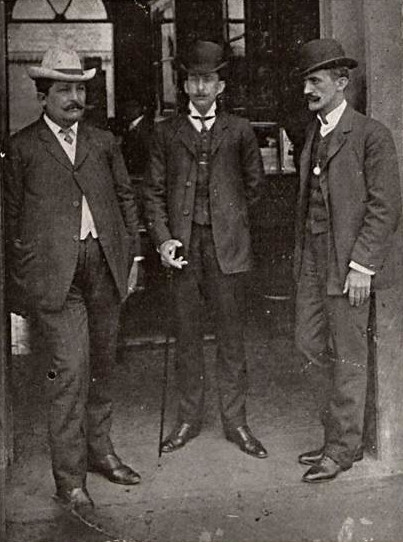
Bernardes ao centro, entre dois outros deputados estaduais, em 1907

O prestígio do sogro falecido ainda foi suficiente para que Bernardes fosse incluído na lista de candidatos a deputado estadual pelo PRM e eleito pela segunda circunscrição em março de 1907. Na Câmara estadual, foi eleito secretário da mesa em 1907 e 1908, discursou sobre os problemas da agricultura e ajudou a aprovar a reforma tributária de João Pinheiro. Este último posicionamento facilitou sua indicação à concorrência para deputado federal em 1909. Os candidatos à bancada federal mineira eram coronéis ou intelectuais, ambos escolhidos pelo presidente do Estado e a Comissão Executiva do PRM, a "Tarasca", composta em sua maioria de políticos do sul mineiro. O partido orgulhava-se de promover a carreira de jovens talentos. Seu domínio era elitista e centralizado, controlando as nomeações políticas, pressionando a imprensa, cooptando grupos de pressão e garantindo seus votos através do coronelismo, o voto de cabresto e a fraude. Ser escolhido como candidato do PRM era equivalente a ser eleito.
Francisco Bernardino Rodrigues Silva, advogado de Juiz de Fora e ocupante passado da vaga, concorreu como independente contra Bernardes, com o apoio dos pachequistas de Viçosa. Em janeiro de 1909 ele conseguiu mais votos do que o rival, mas uma Comissão de Reconhecimento de Poderes cassou 2 552 votos de Bernardes em Viçosa e 3 339 de Bernardino em Juiz de Fora. Sob ordens do PRM, a Câmara aprovou a decisão e Bernardes foi diplomado com mais de mil votos acima do concorrente. Segundo Afonso Arinos de Melo Franco, o PRM confirmou Bernardes por ser ele "um jovem e enérgico chefe", "experimentado comandante do oficialismo em uma das mais duras lutas municipais da Zona da Mata".

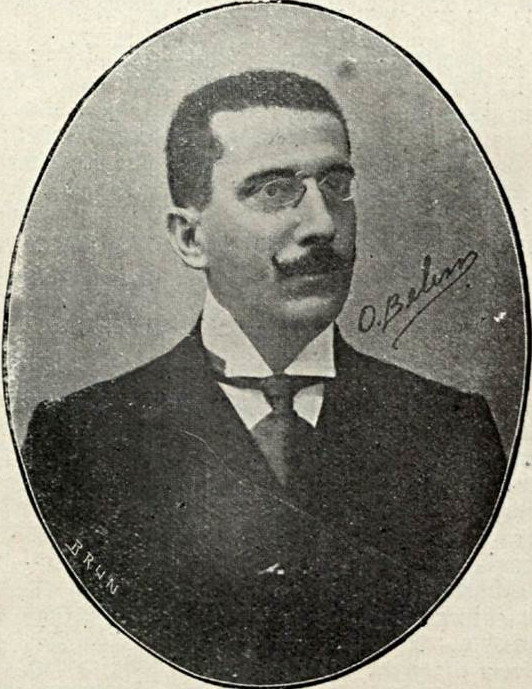
Retrato como secretário de Finanças em 1913

Neste primeiro período na Câmara federal, Bernardes não teve destaque nem participou das comissões técnicas. Sua maior realização foi em Viçosa, onde garantiu ao presidenciável Hermes da Fonseca a maioria dos votos na eleição de 1910.
Em 7 de setembro de 1910 renunciou ao mandato e retornou a Belo Horizonte para assumir a Secretaria de Finanças estadual, por nomeação do presidente Júlio Bueno Brandão. Minas Gerais era uma das maiores economias do país, e portanto o cargo impulsionou ainda mais sua carreira. Sua gestão concentrou-se em aumentar a arrecadação, criando coletorias de impostos, negociando a taxação dos produtos mineiros escoados por São Paulo e Espírito Santo e reorganizando a Recebedoria de Minas Gerais no Rio de Janeiro. Essas medidas não deixaram de ter um viés regionalista, evitando ferir os interesses da cafeicultura da Zona da Mata. Nesse período foram criados a Caixa Beneficente dos Funcionários do Estado e o Banco Hipotecário e Agrícola, futuro Banco do Estado de Minas Gerais. Em 1911, novas modalidades de empréstimos a longo prazo aos municípios beneficiaram administrações na Zona da Mata e sul mineiro, numa política municipalista que renderia dividendos eleitorais.
Bernardes deixou a Secretaria ao final do governo de Bueno Brandão, em setembro de 1914, e em janeiro seguinte foi o candidato a deputado federal com mais votos na circunscrição. Neste segundo período na Câmara federal ele presidiu a Comissão Especial do Código de Contabilidade.

## Governo de Minas Gerais

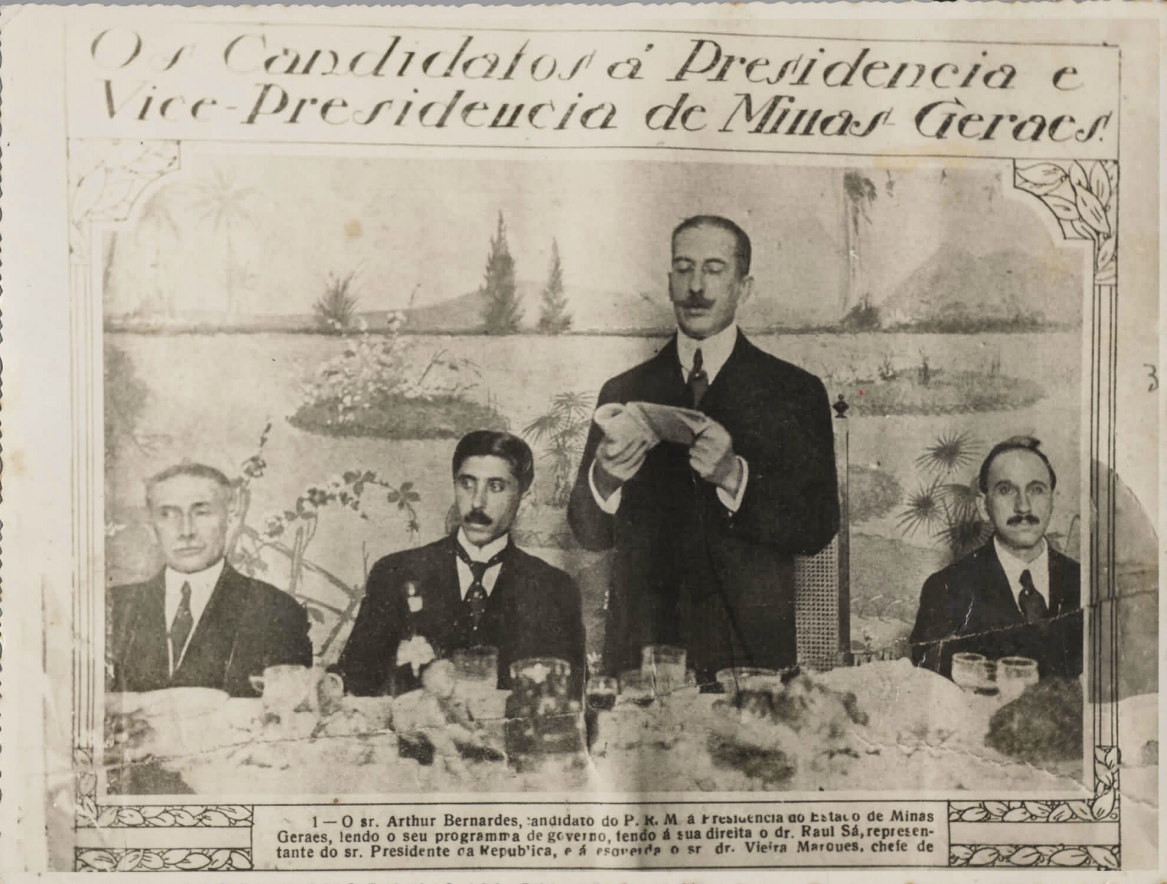
Bernardes discursa no banquete dos candidatos ao governo estadual

O deputado Gomes Lima encontrou Bernardes em Viçosa, no início de 1917, para relatar a escolha de Américo Lopes, secretário do Interior do presidente do Estado Delfim Moreira, como candidato do PRM ao Executivo estadual. Bernardes confirmou sua aceitação numa carta ao presidente. Américo Lopes era o candidato do senador ex-presidente Francisco Sales, presidente da Comissão Executiva do PRM e líder de uma das três facções existentes no Partido até 1918. As outras duas eram os biistas de Bias Fortes e os "viuvinhas" de Silviano Brandão. Os políticos da Mata eram normalmente salistas. O nome de Américo Lopes foi contestado por Raul Soares, o secretário da Agricultura, que sentia que sua região da Mata (ele era de Ubá) estava desprestigiada. Argumentando a incapacidade moral da candidatura dos secretários, especialmente o do Interior, ele convenceu o presidente da República, o mineiro Venceslau Brás, a vetar a candidatura. O resultado foi uma lista de candidatos, mas ela omitia Bernardes. Ainda sentindo que a Mata foi preterida, ele convenceu o presidente a apoiar o nome do deputado de Viçosa.
O nome foi acatado pelo presidente do Estado e oficializado pela Comissão Executiva em junho, reunificando o partido. O vice-presidente foi o senador estadual Eduardo Amaral. Embora eleito novamente deputado, Bernardes renunciou ao mandato para tomar posse no Palácio da Liberdade, em Belo Horizonte, em setembro de 1918. O secretariado foi montado com figuras ilustres: Raul Soares e depois Afonso Pena Júnior no Interior, Afrânio de Melo Franco e depois João Luís Alves nas Finanças e Clodomiro de Oliveira na Agricultura, Indústria, Terras, Viação e Obras Públicas.

### Hegemonia no PRM

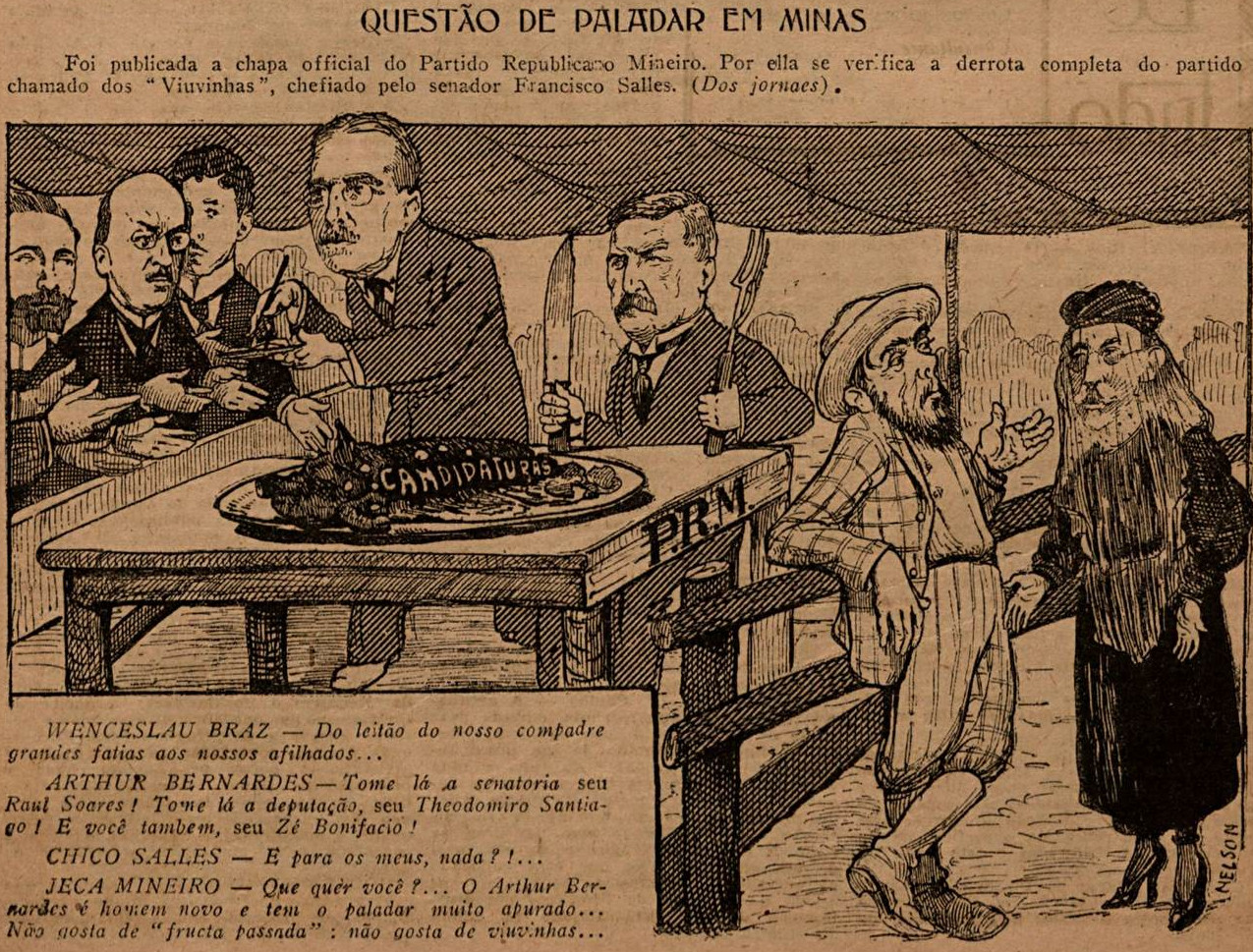
Sátira na revista carioca O Malho sobre a exclusão dos salistas da chapa do PRM

Tão logo assumiu, o novo presidente do Estado rompeu com o "salismo", visto por ele e Raul Soares como símbolo da velha política coronelística, e portanto, alvo a ser erradicado. De posse da máquina do Estado, os postos da administração foram entregues a elementos leais. Nas eleições, 72% da Câmara e 50% do Senado estadual foram renovados. Deputados e senadores salistas foram "degolados", isto é, seus votos não foram reconhecidos pela Câmara. Francisco Sales, que fez tanto pelos primeiros passos de Bernardes na carreira política, foi relegado ao ostracismo. A querela era pessoal desde 7 de julho de 1918, num banquete oferecido a Delfim Moreira. O discurso de Sales completamente ignorou Bernardes, que estava na mesa principal, como liderança mineira.
Em fevereiro de 1919 o presidente do Estado fez a "Tarasca" aceitar sua lista de candidatos para um quarto dos senadores e todos os deputados. A partir da convenção de 17 de setembro, cada delegado não poderia representar mais de cinco distritos locais. Na Comissão Executiva, todos os ex-presidentes tornaram-se membros perpétuos, criaram-se três novos lugares e a presidência e secretaria teriam que mudar anualmente.
Dentro de dois anos, Bernardes impôs sua autoridade sobre a Tarasca e os coronéis. O combate ao coronelismo obviamente não afetou seus aliados, mas estes eram líderes mais jovens, intelectualizados, com algumas ligações ao setor industrial e concentrados no desenvolvimento econômico. Efetuou-se uma verdadeira transição de gerações no PRM. A primeira geração, responsável pela consolidação da República em Minas Gerais, foi substituída por outra que entrou na vida pública por volta dos anos 1910. O sul mineiro perdeu sua predominância na política estadual e a Zona da Mata ganhou espaço. Os membros do governo passaram a dever fidelidade ao presidente e não à Comissão Executiva.

### Eleição presidencial de 1919
Dois mineiros, Artur Bernardes e Melo Franco, foram cogitados para concorrer à Presidência na eleição agendada para abril de 1919. Por motivos de saúde o vencedor do pleito de 1918, Rodrigues Alves, nunca chegou a assumir, e seu vice Delfim Moreira governou por cerca de oito meses até que fosse escolhido um sucessor. Bernardes recusou uma candidatura própria, que seria de interesse às elites mineiras, e insistiu que os três estados mais fortes (Minas Gerais, São Paulo e Rio Grande do Sul) decidissem um novo nome. Especulam-se vários motivos para sua recusa, como temores de falta de apoio paulista e rio-grandense ou má reação da opinião pública, pois um mineiro já ocupava a Presidência, e a inconveniência de interromper uma administração recém-empossada. Seria preciso primeiro acumular prestígio no governo estadual.
Mesmo sem concorrer, Bernardes conseguiu posicionar-se como o árbitro da sucessão. A 9 de fevereiro a Tarasca investiu-o da liderança das negociações mineiras. João Luís Alves e Raul Soares foram seus emissários. No dia 25 ele presidiu no prédio do Senado, no Rio de Janeiro, a Convenção para oficializar o paraibano Epitácio Pessoa como candidato situacionista. Os políticos paulistas ressentiram-se do líder mineiro por sua recusa em apoiar uma candidatura de Altino Arantes, presidente de São Paulo. Epitácio, candidato neutro entre os três maiores estados, São Paulo, Minas Gerais e Rio Grande do Sul, foi o resultado da rejeição dos dois últimos a Altino. A proposta de seu nome partiu dos mineiros e foi acatada pelos paulistas. Sua vitória na eleição não foi nenhuma surpresa.

### Reformas e obras

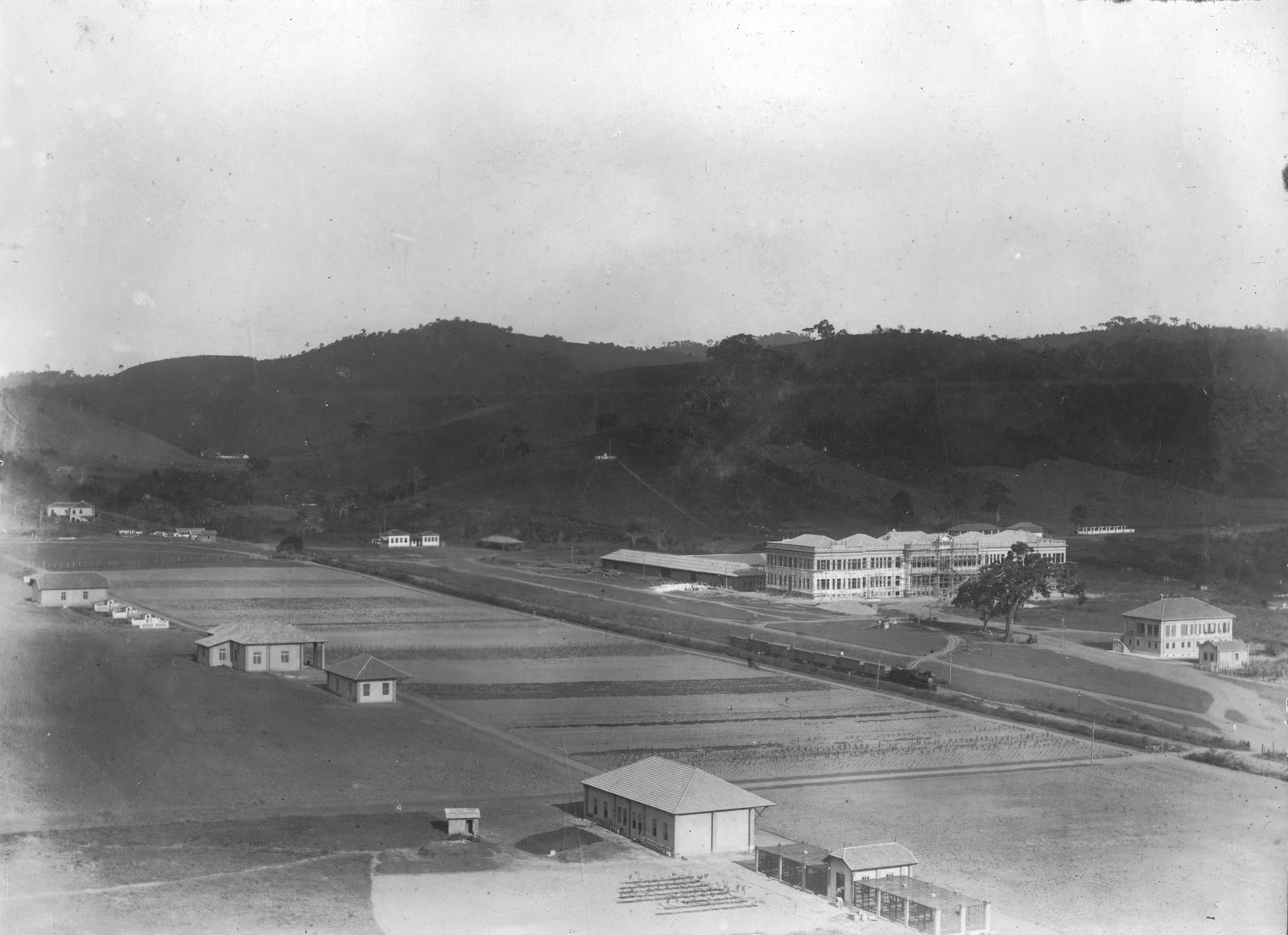
Construção da ESAV em Viçosa

A administração Bernardes privilegiou a Zona da Mata. A educação foi prioridade no programa e avanços efetivos foram obtidos no ensino público médio e superior. Construíram-se 13 grupos escolares e 421 escolas isoladas no ensino primário e secundário. Um novo regulamento para o ensino agropecuário ambulante, em 12 de julho de 1920, reforçou o ensino prático ministrado pelas escolas distritais e rurais. No ensino superior o governo criou o Instituto de Química Industrial e ampliou as clínicas da Faculdade de Medicina de Belo Horizonte.
Um destaque foi a Escola Superior de Agricultura e Veterinária (ESAV), futura Universidade Federal de Viçosa. Em 6 de setembro de 1920 o presidente do Estado iniciou com um decreto o processo de criação. A sede seria numa região de predominância de pequenas e médias propriedades cafeicultoras na Zona da Mata, que dependeriam da modernização agrícola para resistir às pressões das políticas de valorização do café. A cidade escolhida foi Viçosa, justamente a origem do presidente. Segundo o livro A Universidade Federal de Viçosa no Século XX, publicado pela Editora UFV, a localização da escola não foi decisão arbitrária do presidente e levou em conta a topografia, disponibilidade de água e proximidade à Estrada de Ferro Leopoldina. O ensino seria em moldes americanos. A inauguração só ocorreu em 1926.
Na agricultura, a administração Bernardes deu favores ao Banco de Crédito Real de Minas Gerais e ao Banco Hipotecário e Agrícola, esperando atenuar a insolvência das cooperativas rurais. A administração reduziu os impostos de exportação de café, gado e cereais e manteve a garantia de preços do café, que segundo o presidente, merecia mais atenção. Por sugestão do Executivo, em 20 de setembro de 1919 os legisladores aprovaram uma reforma do imposto territorial, buscando coibir fraudes e subterfúgios na declaração dos valores da terra. Há muitos anos esse imposto era discutido em Minas Gerais como forma de desincentivar o latifúndio improdutivo, e um dos pontos do programa econômico do PRM era a "remodelação do regime tributário, assentado no imposto territorial e no de renda, com a supressão gradual do da exportação à receita orçamentária do Estado".
Uma lei sobre o fornecimento de máquinas agrícolas pela Secretaria da Agricultura foi aprovada em 1919, mas só seria efetivamente posta em prática no governo seguinte. Para outro ponto do programa, o "povoamento do território do Estado", fundaram-se quatro grandes colônias mistas de imigrantes alemães e agricultores nacionais: Álvaro da Silvera, Bueno Brandão, David Campista e Francisco Sá. A expansão da rede viária, mencionada no programa, incluiu a construção de 1 498 quilômetros de estradas de rodagem, 138 pontes, subvenção a outras estradas de rodagem e a aquisição pelo governo das Estradas de Ferro Paracatu e Goiás. O patrimônio imobiliário do Estado e a arrecadação cresceram e grande parte da dívida foi liquidada.

### A questão do ferro

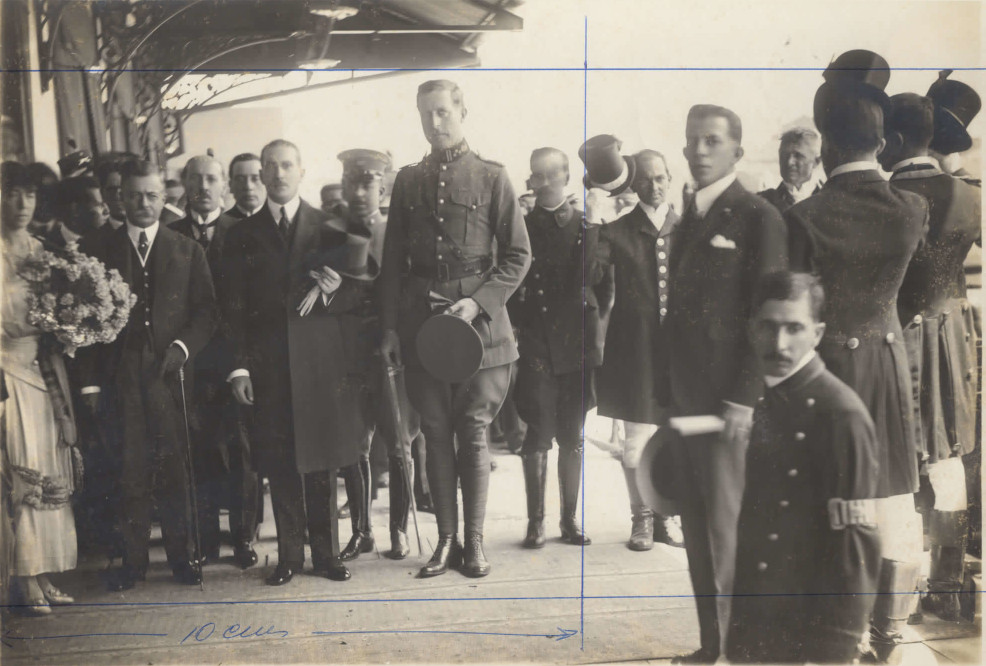
Rei Alberto I da Bélgica, ao centro, com Bernardes à sua esquerda na foto

A ambição industrial bernardista era transformar o vale do Rio Doce no "vale do Ruhr brasileiro", um complexo de minas, ferrovias, siderúrgicas e portos de Minas Gerais ao Espírito Santo. Minas Gerais tinha grandes jazidas não aproveitadas de minério de ferro, e a produção siderúrgica nacional era incipiente. Bernardes e Raul Soares queriam uma indústria siderúrgica e eram contrários à simples exportação do minério. O modelo pretendido pelo secretário de Agricultura Clodomiro de Oliveira era de pequenas usinas movidas a energia elétrica, carvão vegetal e carvão mineral de Santa Catarina, com tecnologia da Escola de Minas de Ouro Preto, onde Oliveira era professor. O carvão vegetal trazia o problema do desmatamento, do qual Bernardes estava ciente. Seus discursos esboçaram preocupação com a "conservação das selvas e rearborização do Estado, ameaçado de ver grandes porções de seu território transformadas em zonas descalvadas e estéreis".
Em setembro de 1919 o Congresso mineiro baixou o imposto de exportação do minério para empresas que transformassem em ferro e aço pelo menos 5% da quantia exportada. Caso contrário, a taxa seria cem vezes maior. Leis do mesmo teor foram aprovadas nos anos seguintes. Diversas usinas de aço foram fundadas nesse período sob o estímulo do governo estadual, todas de baixa produção. A exceção era a Companhia Siderúrgica Belgo-Mineira (CSBM), a primeira siderúrgica integrada de médio porte do país, cuja usina em Sabará iniciou as atividades em 1925. Embora longe de tornar o país autossuficiente, ela fez Minas exportar siderúrgicos aos demais estados. A CSBM foi fruto de negociações iniciadas durante a visita do rei Alberto I da Bélgica ao Brasil em 1920; Bernardes convidou-o a Minas para atrair o capital belga, e o governo estadual fez um acordo com uma empresa brasileira, a Companhia Siderúrgica Mineira, e outra belgo-luxemburguesa, a ARBED [fr].

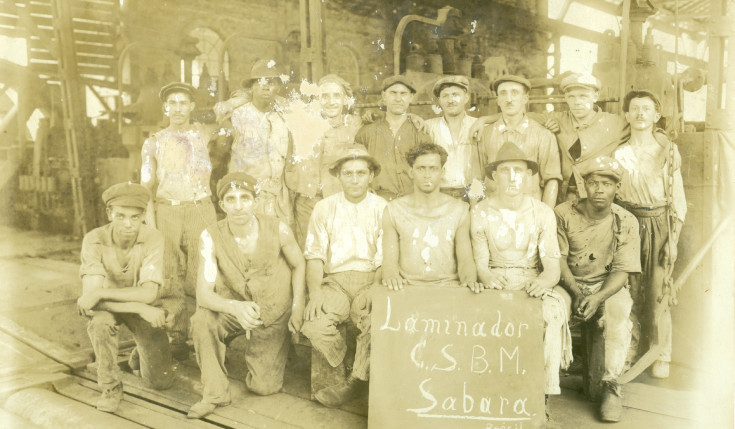
Trabalhadores da CSBM, instalada com capital belga, em 1925

A atitude do governo mineiro foi diferente para com o sindicato do investidor americano Percival Farquhar, que havia adquirido ações na Itabira Iron Ore Company e aprovação do governo federal para exportar o minério através de linhas privativas à Estrada de Ferro Vitória a Minas e um porto privativo a ser construído até Santa Cruz, no Espírito Santo. Em contrapartida, Farquhar instalaria em Santa Cruz uma usina de aço e laminação, operada com carvão europeu e americano. O Congresso Nacional demorou de 1920 a 1928 para debater o contrato, e enquanto isso Farquhar negociou outro contrato com o governo de Minas Gerais, conforme estipulado no contrato federal.
Em setembro de 1920 o Congresso estadual autorizou o Executivo a contratar a Itabira Iron ou outra empresa para instalar uma ou mais usinas siderúrgicas em Minas. Os debates entre legisladores e técnicos azedaram a atitude positiva inicial, e Clodomiro de Oliveira conseguiu convencer o presidente do Estado a adiar a assinatura do contrato. O governo mineiro duvidava da promessa de uma grande usina siderúrgica e temia que a empresa cobrasse preços exagerados no mercado interno e criasse um monopólio do transporte de minério. Bernardes assumiu um discurso nacionalista, exigindo que as empresas estrangeiras provassem os benefícios de seus contratos. Ainda assim, suas mensagens ao Congresso mineiro não recusavam peremptoriamente a proposta de Farquhar.

## Eleições de 1922

### Pré-candidatura (1919–1921)

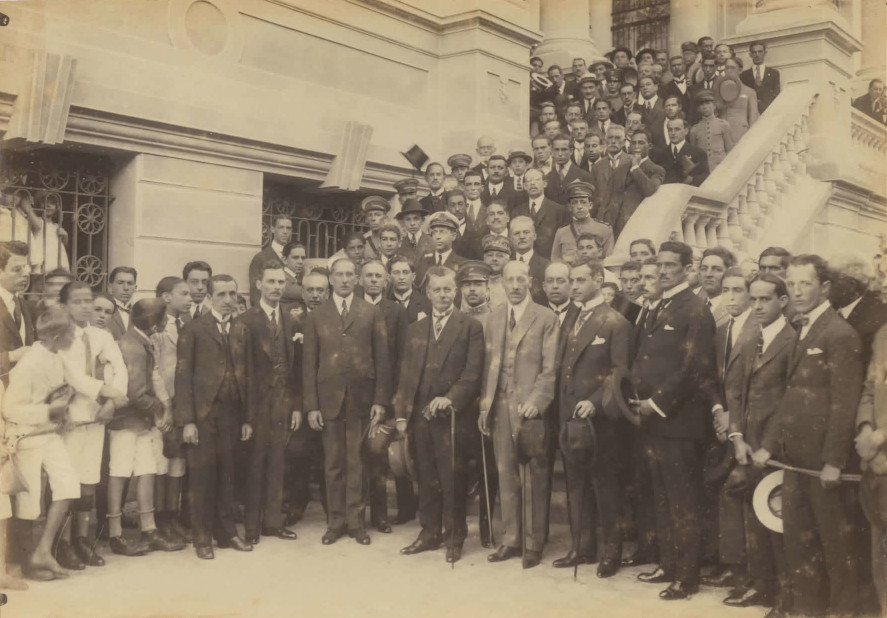
Presidente da República Epitácio Pessoa e presidente do Estado Artur Bernardes em Belo Horizonte

Desde a eleição de 1919 era visível que Bernardes poderia chefiar o Executivo federal, mesmo que tivesse que aguardar a eleição seguinte. Prudente de Morais Filho teria dito a Afrânio de Melo Franco que Bernardes certamente seria presidente da República "porque é mineiro, não se compromete, é tenaz e usa calças sempre bem vincadas". Se a candidatura era óbvia, o apoio não era, e todas as ações do PRM na esfera nacional dirigiram-se à ambição da Presidência.
A aliança mineiro-paulista sustentou no Congresso a administração de Epitácio Pessoa. Minas se aproveitou da relativa fraqueza de Epitácio, presidente oriundo de um estado pequeno, e embora só tenha recebido um ministério (a Marinha, sob Raul Soares), conseguiu emplacar o deputado do PRM Astolfo Dutra na Presidência da Câmara, mesmo com a oposição do Rio Grande do Sul e Bahia. Os aliados paulistas eram também competidores, pois tinham seu próprio pré-candidato, o presidente Washington Luís. Em 21 de março de 1920, Raul Soares escreveu a Bernardes para alertá-lo do custeio paulista a jornais da oposição mineira e de entendimentos paulistas com Francisco Sales.
Ainda em 1920 Bernardes buscou o apoio de J. J. Seabra, presidente da Bahia, enviando armamentos para a defesa de seu governo contra a revolta armada de Horácio de Matos, poderoso coronel da Chapada Diamantina. Esta medida foi duramente criticada na imprensa. Outra carta de Raul Soares, em julho, expressou o temor de uma aliança entre São Paulo e o governo federal em torno da candidatura do fluminense Nilo Peçanha. Em setembro Bernardes conciliou uma disputa dos paulistas com o presidente da República a respeito da emissão de moeda para auxiliar o café. Um jornal da época avaliou que Bernardes impediu Epitácio de isolar os paulistas, pois não poderia abrir mão da aliança.

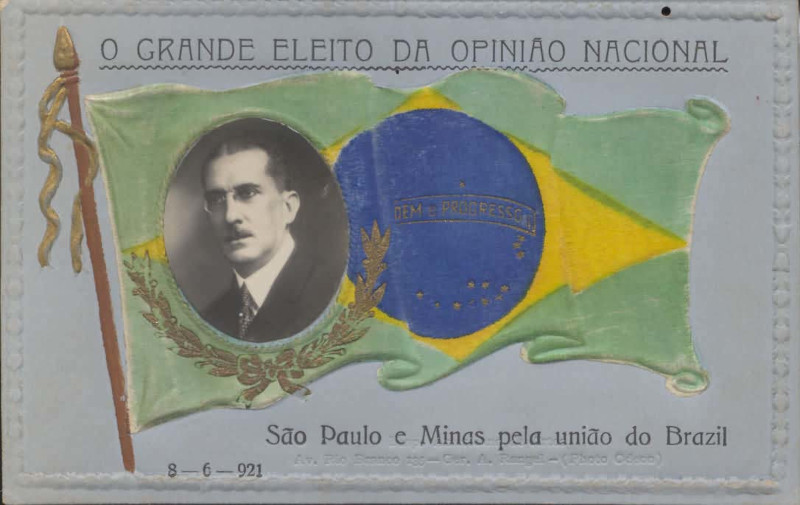
Um cartão postal de 1921 apresenta a candidatura de Bernardes: "São Paulo e Minas pela união do Brasil"

As negociações da sucessão presidencial começaram cedo, nos primeiros meses de 1921, devido ao desgaste do governo federal em múltiplos setores: com os militares, a população urbana e as oligarquias mineira e paulista. O PRM lançou a candidatura de Bernardes em abril e convocou as lideranças estaduais para uma convenção nacional. São Paulo aderiu com promessas de atendimento às suas reivindicações econômicas, apoio do governo Epitácio e apoio futuro a uma candidatura de Washington Luís. Epitácio Pessoa aceitou praticamente por imposição. Para atrair os estados setentrionais, Minas prometia continuar as obras públicas iniciadas na administração vigente.
O consenso em torno da candidatura oficial era normalmente fácil. Até maio a maioria dos estados aprovaram a candidatura, com a notável exceção do Rio Grande do Sul. As promessas econômicas feitas aos paulistas eram incompatíveis com os objetivos rio-grandenses, e na avaliação dos políticos mineiros, o Rio Grande do Sul havia passado à oposição por ter sido excluído da escolha. A escolha do candidato a vice-presidente, Urbano Santos, acrescentou à oposição o Pernambuco e Bahia, ambos os quais tinham seus próprios pré-candidatos.
A Convenção para homologar a candidatura oficial ocorreu no Senado em 8 de junho, com a ausência dos delegados do Rio Grande do Sul, Pernambuco, Bahia e Rio de Janeiro. A perda do estado do Rio foi mais uma surpresa aos mineiros, pois Nilo Peçanha havia anteriormente aconselhado o Partido Republicano Fluminense a apoiar a candidatura de Bernardes, mas agora afirmava que o compromisso "fora prematuro", apesar da "confiança que o nome do Sr. Bernardes e a tradição da política mineira inspiravam". De 192 delegados presentes, 188 aprovaram a candidatura. Das galerias do Senado, vaias às primeiras declarações e até a imitação dos balidos de um carneiro. Bernardes já era objeto de chacota por sua aparência. Dias antes, o senador bernardista Paulo de Frontin culpara a "canalha das ruas e a ambição dos quartéis" pela instabilidade política.

### Campanha presidencial

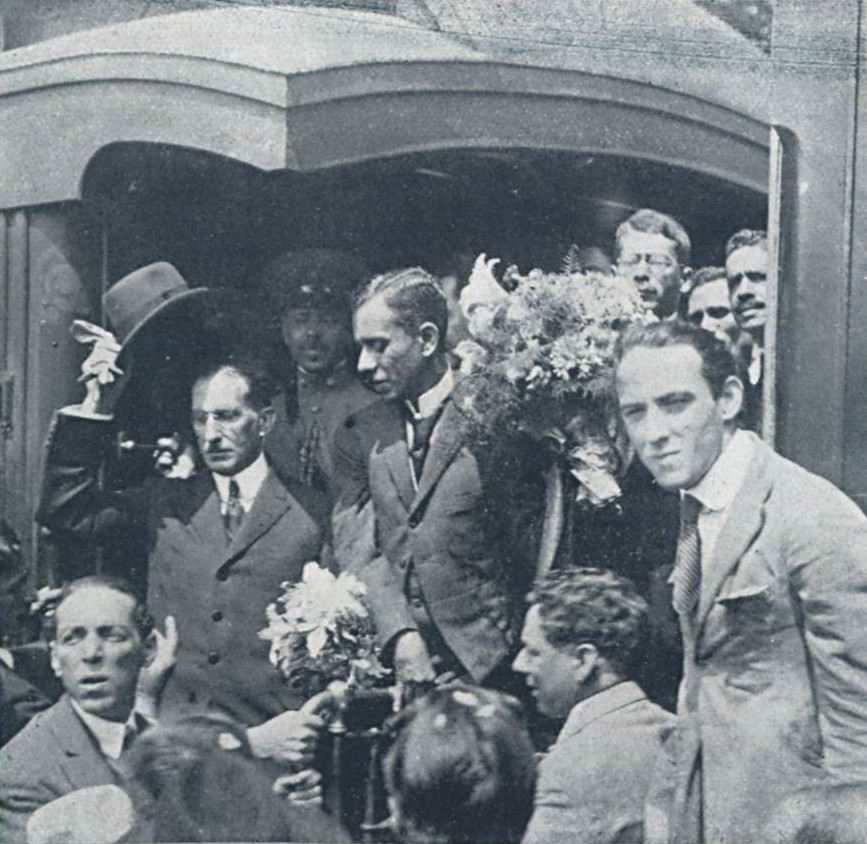
Bernardes é recebido pelos correligionários na estação ferroviária de Juparanã, em Valença, Rio de Janeiro

Os quatro estados dissidentes uniram-se na Reação Republicana para lançar as candidaturas de Nilo Peçanha a presidente da República e J. J. Seabra a vice-presidente. A cisão entre as oligarquias estaduais tem várias explicações na historiografia: a questão da Vice-Presidência, a associação às dissidências urbanas, a política econômica exclusivamente voltada ao café e o monopólio mineiro-paulista das benesses do Estado. Um terceiro pré-candidato, o marechal Hermes da Fonseca, tornou-se inviável, mas seu apoio militar foi transferido à Reação Republicana. Em 26 de abril ele chegou a visitar Bernardes no Palácio da Liberdade, mas sem nenhum resultado político.
É neste momento que a ascensão política de Bernardes deixa de ser tranquila e ele adentra a crise da Primeira República, que vivia sua última década. Minas concorria sem aliados tradicionais, mas o apoio do governo federal, São Paulo e estados menores dava boas chances à candidatura. Bernardes recusou as propostas de retirar sua candidatura para que se chegasse a um nome conciliatório. O método tradicional de garantir os votos, a distribuição de favores aos oligarcas e coronéis do interior, dava clara vantagem ao lado apoiado pela máquina federal. Nilo Peçanha também usava desse método, mas o complementou com os militares e as massas urbanas, que se sentiam marginalizadas do sistema político. A situação econômica e social deteriorava.
Cartas falsas atribuídas a Bernardes, com comentários ácidos sobre Hermes da Fonseca e os militares, circularam nos bastidores no segundo semestre e chegaram a ser oferecidos ao próprio candidato. Os textos vieram a público a partir de 9 de outubro, pelo Correio da Manhã. A primeira carta, endereçada a Raul Soares, chamava Hermes de "sargentão sem compostura", seu evento de campanha de "orgia" e os oficiais de "canalha", "venais" em "quase a totalidade". Os falsificadores, Oldemar Lacerda e Jacinto Guimarães, manipularam habilmente o ressentimento dos militares pelo desprezo que recebiam da elite civil. Bernardes imediatamente negou sua autoria, e Hermes concordou que elas eram falsas.
No início da campanha eleitoral, no dia 15, a comitiva bernardista foi recebida pelas vaias de uma imensa multidão no centro do Rio de Janeiro. Conforme uma testemunha, os manifestantes "assaltavam os automóveis, insultavam com palavras obscenas os ocupantes, golpeavam, com bastões arrancados à cercadura das árvores, os vidros e faróis, urravam como possessos, numa espécie de libertação furiosa". O candidato prosseguiu ao tradicional banquete de apresentação do candidato, no qual leu sua plataforma: uma revisão constitucional por iniciativa do Congresso, o equilíbrio orçamentário, a valorização da moeda e a proteção ao café e indústria. Estas propostas não eram muito diferentes das de Nilo Peçanha.
A campanha foi virulenta, envolvendo ataques pessoais e caricaturas. Para a Reação Republicana, a candidatura Bernardes era uma imposição das oligarquias sobre o povo. A imprensa polarizou-se entre os dois candidatos e trocou insultos e acusações. Bernardes recebeu os apelidos populares de "Seu Mé", por seu perfil afilado, semelhante a um carneiro, e "rolinha", por sua magreza. Só Hermes, nas eleições de 1910, foi mais ridicularizado. A marchinha Ai, seu Mé, popularíssima no Carnaval de 1922, avisava que "lá no Palácio das Águias" (Catete), "não hás de pôr os pés". Bernardistas quase lincharam o ex-deputado Maurício de Lacerda quando ele desembarcou em Juiz de Fora, em 24 de janeiro de 1922, e a polícia mineira não interveio.

Caricaturas antibernardistas na imprensa
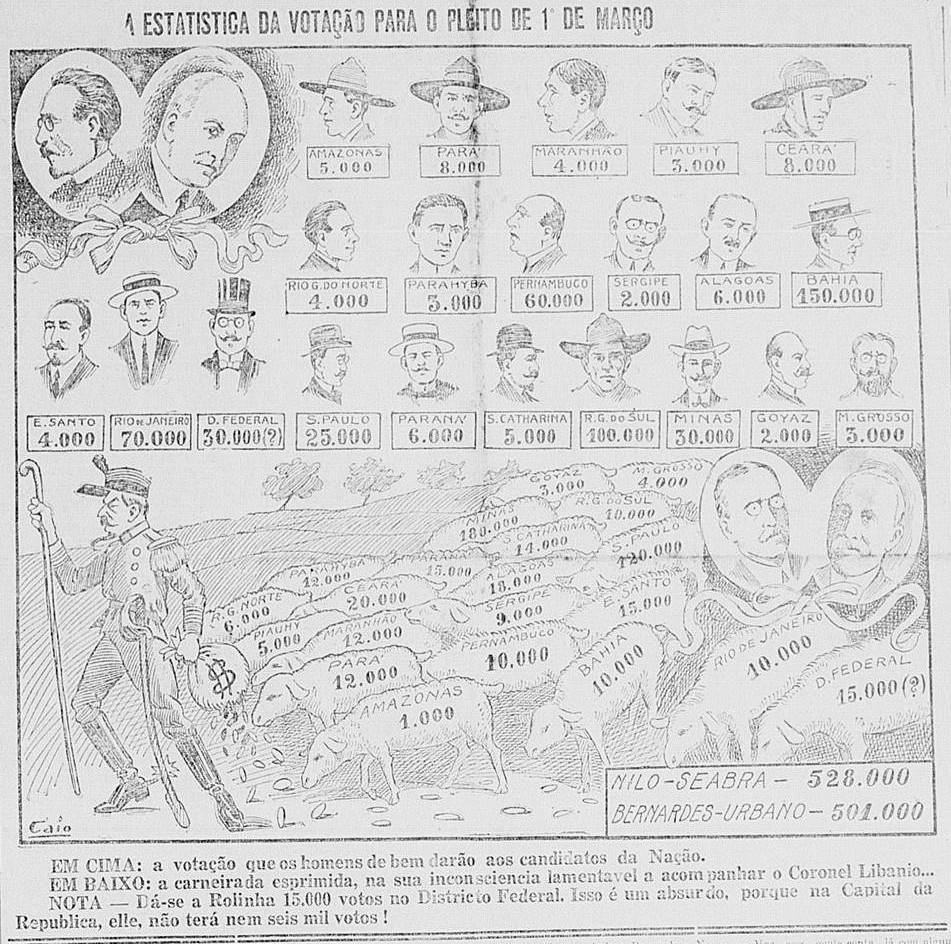
Os eleitores como carneiros, guiados pelo suborno
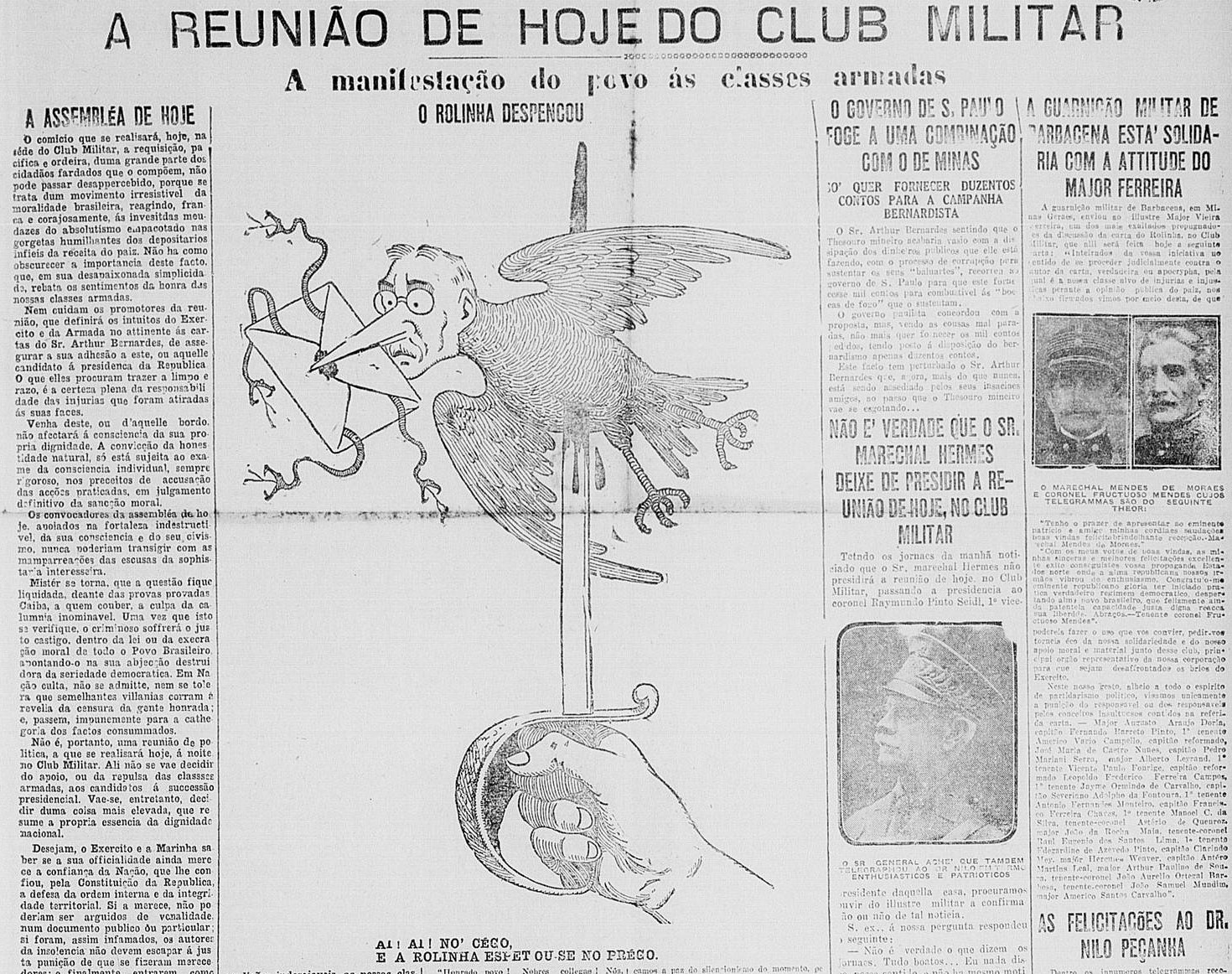
"Rolinha" traspassado pela espada militar
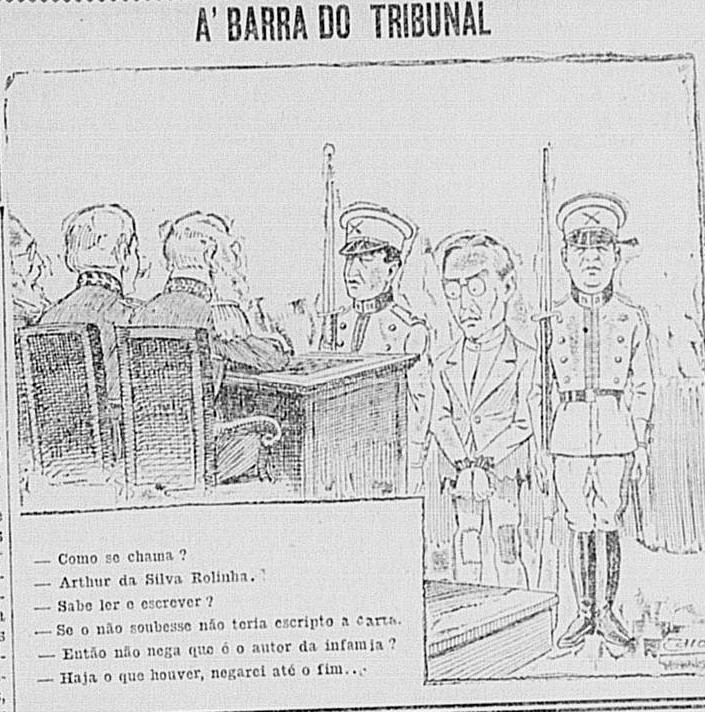
Um imaginado julgamento pelas cartas
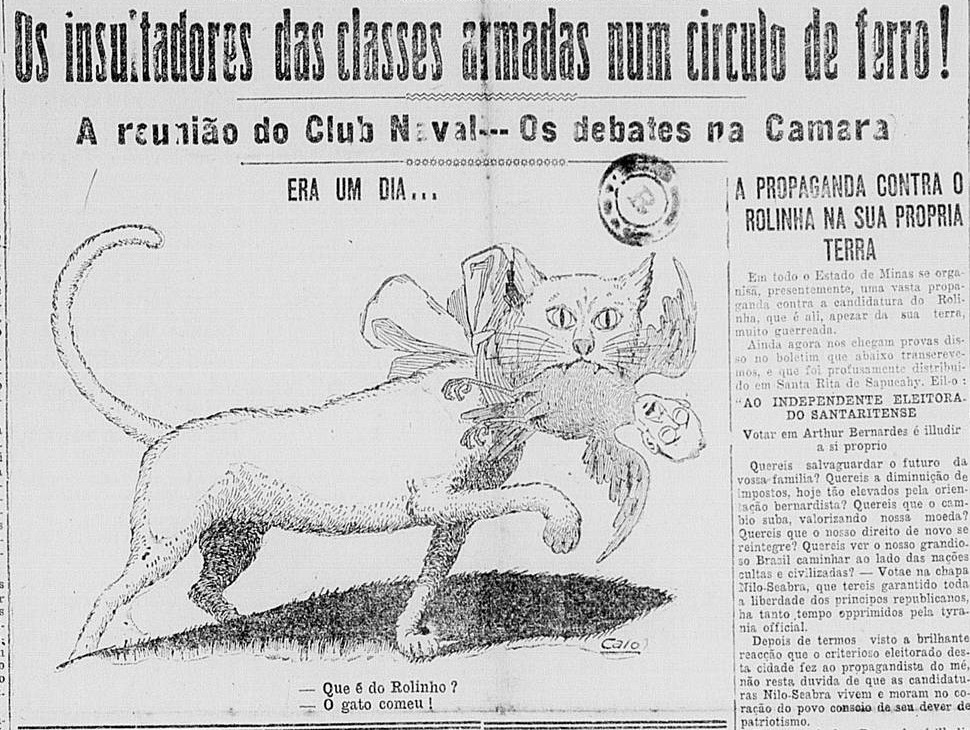
"Os insultadores das classes armadas num círculo de ferro"

A questão das cartas radicalizou os militares, um segmento que já estava insatisfeito. O Clube Militar, presidido por Hermes, criou uma comissão para estudar a veracidade das cartas. Sob pressão dos antibernardistas, ela concluiu em 28 de dezembro de 1921 por confirmar a autenticidade da primeira carta, apesar das evidências de fraude apontadas por peritos. O laudo propôs entregar o julgamento à nação, isto é, às urnas. Outros oposicionistas argumentavam que "se as cartas eram falsas, o pensamento era verdadeiro". Incidentes disciplinares e punições começaram no Exército ainda antes da eleição, com militares se posicionando abertamente a favor de Nilo e contra Bernardes. Alguns já pensavam num golpe de Estado.

### Resultados contestados

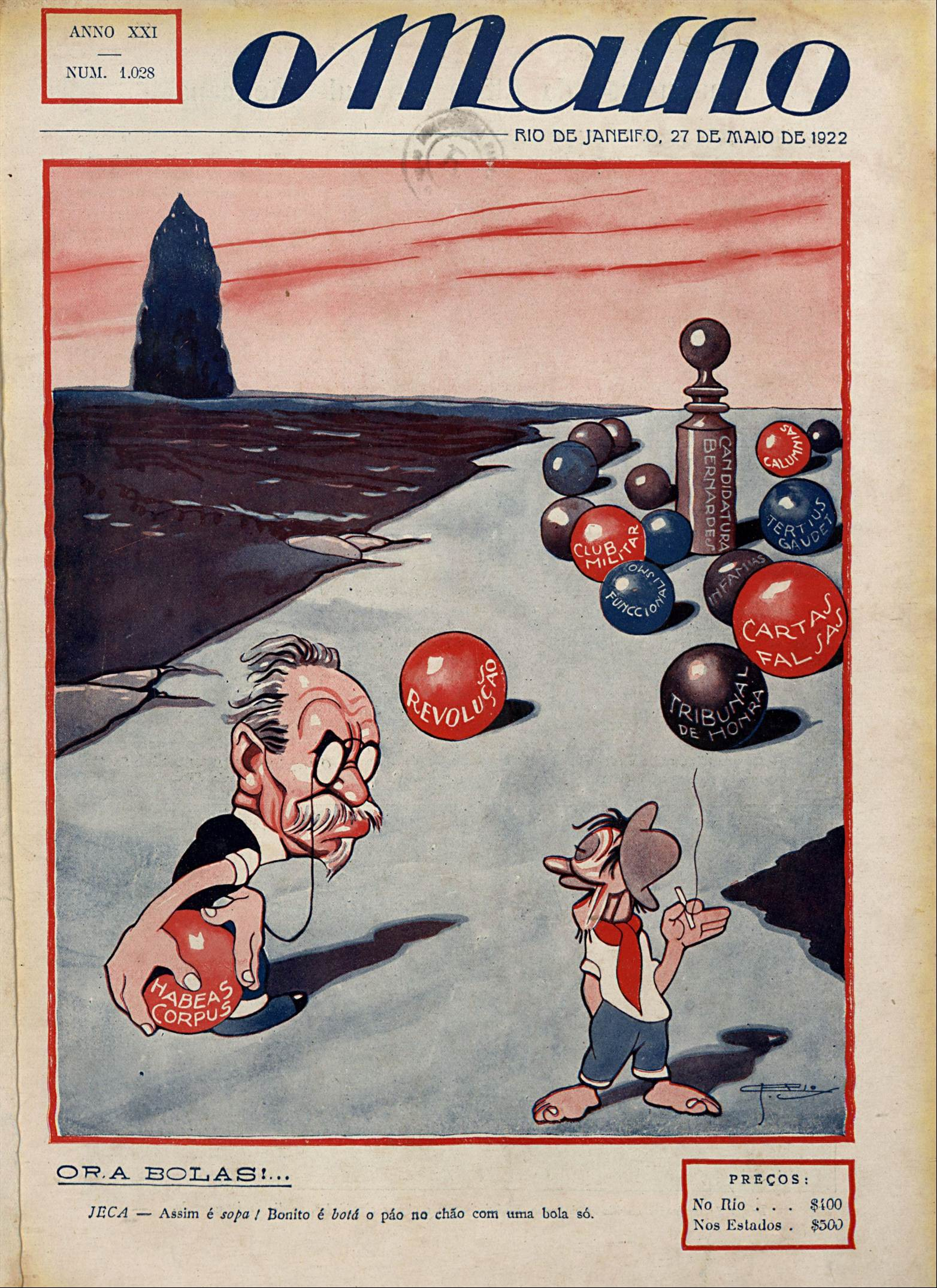
Caricatura na revista O Malho: a candidatura Bernardes sobrevive à "revolução", "Clube Militar", "cartas falsas" e "Tribunal de Honra"

O pleito realizado em 1.° de março de 1922 deu 466 972 votos a Artur Bernardes contra 317 714 de Nilo Peçanha, uma margem estreita e surpreendente para os padrões da Primeira República. Nilo acusou os resultados de fraude, proclamou-se "vencedor moral" e propôs um "Tribunal de Honra", com cinco representantes do Congresso e cinco do Supremo Tribunal Federal (STF), para apurar a lisura do processo. Epitácio e alguns líderes situacionistas chegaram a considerar a proposta, mas os mineiros recusaram. Em 1.° de maio o presidente da República reuniu seus ministros militares e representantes paulistas e mineiros para discutir a situação, que segundo ele, estava saindo de seu controle.
Para combater a conspiração militar, oficiais não confiáveis haviam sido transferidos para longe da capital. Os falsificadores das cartas haviam confessado a fraude, e a maioria dos oficiais aceitou as explicações de Bernardes. Ainda assim, alguns oficiais inferiores entretinham planos golpistas. Mas Epitácio ainda acreditava que Bernardes deveria renunciar, pois "não se aguentará 24 horas no Catete". Bernardes recusou, dizendo-se eleito "no mais disputado e livre dos pleitos presidenciais". O Congresso reconheceu sua vitória em 7 de junho.
A tentativa de golpe, ou revolução, viria a ser conhecida como o primeiro episódio do movimento tenentista. Ainda politicamente imaturo, ele era liderado por uma parcela da jovem oficialidade do Exército insatisfeita com a sociedade, o papel que sua corporação desempenhava nela e a conduta dos políticos civis, entre eles Bernardes. A revolta começou em 5 de julho e teve amplitude muito menor que a esperada pelos conspiradores, limitando-se a algumas unidades no Rio de Janeiro, Niterói e Mato Grosso. As forças legalistas prontamente restauraram o controle. O espetáculo sangrento dos últimos rebeldes do Forte de Copacabana, numa marcha suicida pela Avenida Atlântica, mudou o clima e serviu de inspiração a movimentos futuros.

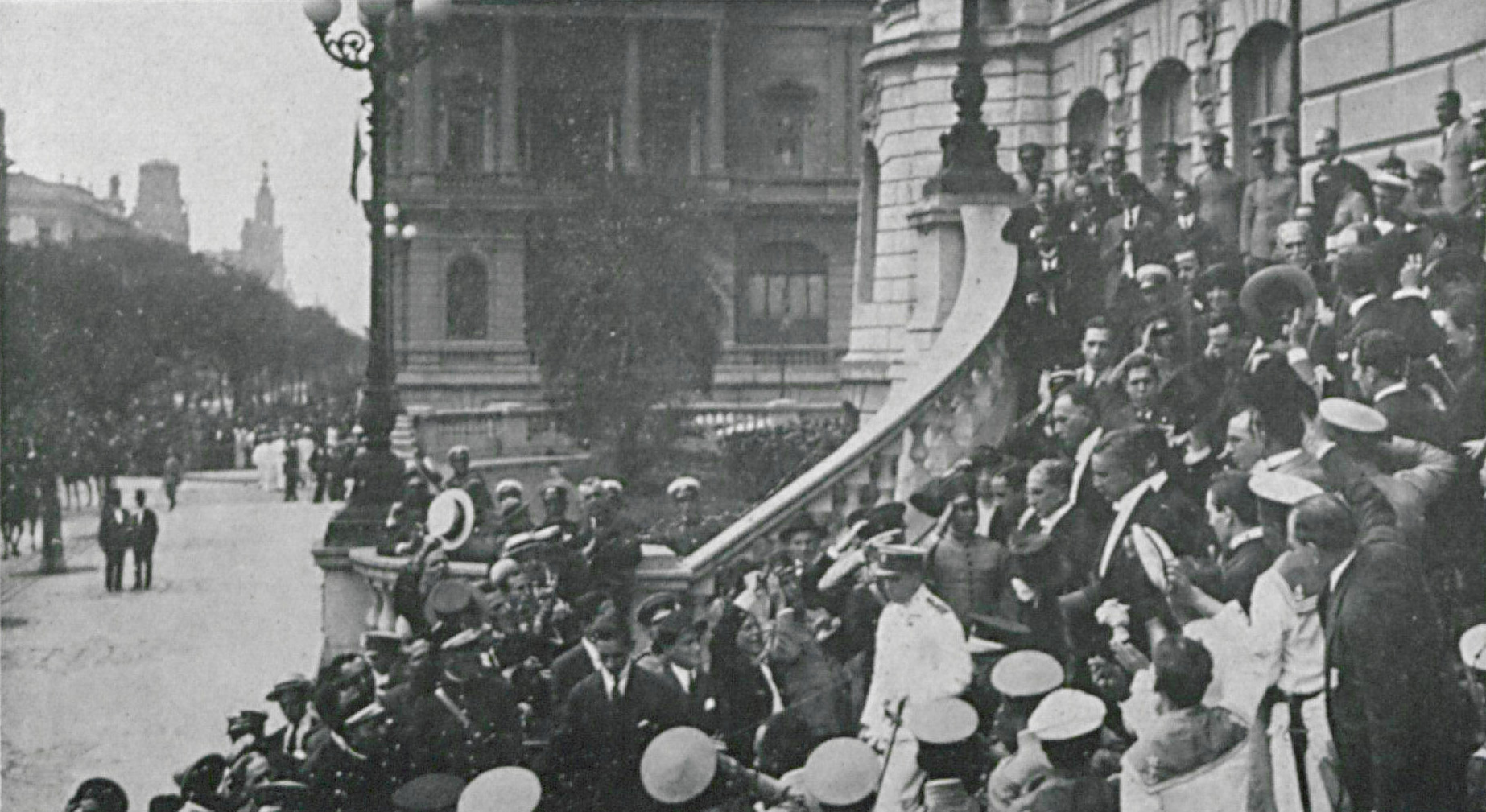
O novo presidente desce as escadas da Câmara dos Deputados após a posse

O Congresso aprovou como resposta o estado de sítio no Distrito Federal e estado do Rio de Janeiro, que foi prorrogado preventivamente até 31 de dezembro. A repressão policial, incluindo o fechamento do Correio da Manhã, assegurou o restante do mandato. No dia 9, Bernardes solicitou a Afrânio de Melo Franco que insistisse junto ao presidente da República para "tirar todas as vantagens" do estado de sítio. "Entre outras coisas, ele deve, a meu ver, agarrar os desordeiros e ociosos que infestam o Rio e Niterói, e deportá-los para bem longe, para o Acre, por exemplo". Em 7 de setembro transmitiu o governo mineiro a Raul Soares. Na véspera, promoveu um grande número de oficiais da Força Pública de Minas Gerais. Ao longo de sua administração, investimentos no treinamento e equipamento conquistaram a simpatia da oficialidade dessa força militar, cujos soldados seriam apelidados nos anos seguintes de "esbirros de Bernardes".
A 15 de novembro ocorreu a primeira posse presidencial sob estado de sítio na história republicana. A festa teve uma pesada escolta armada da Força Pública de Minas Gerais. Por medida de segurança, a cerimônia de compromisso ocorreu na Câmara e não no Senado. Como vice-presidente, tomava posse Estácio Coimbra, definido numa nova eleição após a morte inesperada de Urbano dos Santos em maio.

## Presidência da República

O presidente da República com todo o ministério no dia da posse

Bernardes distribuiu os ministérios a Rafael de Abreu Sampaio Vidal (Fazenda), João Luís Alves (Interior), Félix Pacheco (Exterior), Francisco Sá (Viação e Obras Públicas), Miguel Calmon (Agricultura), Setembrino de Carvalho (Guerra) e Alexandrino de Alencar (Marinha). A seleção representava um apoio amplo civil. Na pasta da Guerra, foi difícil encontrar um nome fiel ao governo e respeitado entre os pares.
Bernardes chegava isolado e amargurado à capital federal, um ambiente desconhecido e cheio de ameaças. Sua administração foi impopular no Rio de Janeiro e nas áreas urbanas em geral devido à alta no custo de vida, que duplicou entre 1921 e 1923, por alguns cálculos imprecisos. A causa era a valorização do café, que inflacionou a economia e depreciou o câmbio. O país estava dividido e o governo tinha inimigos nas classes médias urbanas, militares tenentistas, operários e oligarquias estaduais dissidentes.

### Crises estaduais

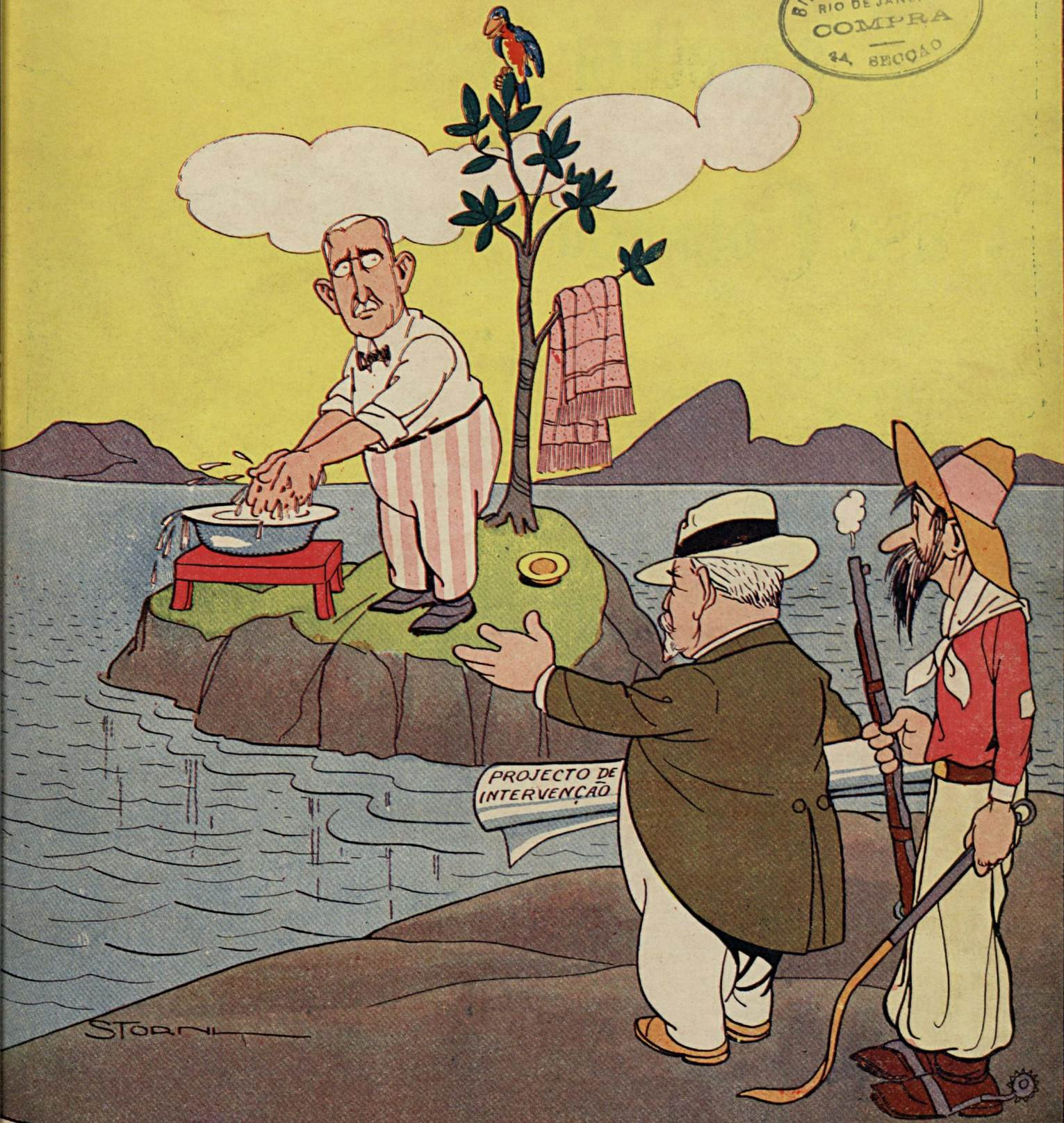
Revista Careta, outubro de 1923: Bernardes lava as mãos, como Pilatos, no caso riograndense "porque as sujei no caso fluminense"

O Rio de Janeiro, Rio Grande do Sul e Bahia, antigos integrantes da Reação Republicana, todos tiveram crises políticas internas, com riscos de intervenção federal e oposições que buscavam apoio de Bernardes. O Executivo federal, hipertrofiado, conseguiu presidentes favoráveis em todos os três. A interpretação predominante nas memórias e na historiografia é que Bernardes foi vingativo. Mesmo seus defensores admitem que as intervenções foram "preventivas", arquitetadas com antecedência. Pela interpretação do brasilianista Eul-Soo Pang, Bernardes substituiu a "política dos governadores" pela "política dos presidentes", na qual o Executivo federal foi o árbitro das disputas estaduais.
Nos primeiros dias de janeiro de 1923, o presidente do STF, Hermínio Francisco do Espírito Santo, procurou o presidente da República e o ministro do Interior para tratar do Rio de Janeiro. Raul Fernandes, "nilista" (aliado de Nilo Peçanha), tomara posse como presidente, garantido por tropas federais e um habeas corpus do Tribunal. A oposição, que não reconhecia o resultado das eleições, empossou Feliciano Sodré no mesmo cargo. A violência alastrou-se pelo interior fluminense, onde Câmaras Municipais nilistas foram destituídas. O juiz saiu convencido que o habeas corpus já estava cumprido e as autoridades municipais não eram protegidas por ele.
Bernardes decretou intervenção federal no estado do Rio em 10 de janeiro, "considerando que o Estado do Rio conta atualmente com dois governos", reinando "um estado permanente de desordem". O governo federal não estava isento; suas autoridades boicotavam Raul Fernandes e seus auxiliares, e agentes da polícia do Distrito Federal participaram das deposições de autoridades municipais. O decreto de intervenção instalou Aurelino Leal na chefia do governo fluminense, posição que ele aproveitou para desmontar a máquina política nilista. A decisão de intervir no Rio foi muito discutida e até o STF debateu se emitiria uma nota de repúdio pelo descumprimento ao habeas corpus. Juristas e políticos contemporâneos aprovaram a medida, mas os biógrafos dos envolvidos tentam isentar suas responsabilidades. Raul Soares escrevera a seu amigo em dezembro advertindo contra a ideia, pois seria um "ato de força que repugna a nosso espírito legalista". Segundo Aurelino Leal, Bernardes lamentou atingir "diretamente um homem tão distinto como Raul Fernandes", e disse que "gostaria de ver o que Nilo dirá a tudo isso".
No Rio Grande do Sul, o presidente não ousou intervir, mesmo em plena Revolução de 1923, com a oposição travando uma guerrilha rural contra o governo de Borges de Medeiros. O Partido Republicano Riograndense estava enraizado no poder, protegido pelas armas da Brigada Militar do Rio Grande do Sul. O Exército federal permaneceu neutro, embora enviesado à oposição. O Pacto de Pedras Altas, intermediado pelo ministro da Guerra em dezembro, anistiou os rebeldes e proibiu a reeleição. Borges de Medeiros ganhou alguns anos adicionais no poder, à custa de um compromisso de fidelidade a Bernardes.
Na Bahia, o conflito não foi tão grande, mas tropas federais garantiram a posse do presidente Góis Calmon em março de 1924, encerrando o domínio de J. J. Seabra. Mais tarde, de dezembro a fevereiro, o presidente não apoiou Calmon nas suas expedições militares contra Horácio de Matos. Este era ligado a Bernardes através de Francisco Sá Filho, deputado federal por Minas Gerais e filho do ministro da Viação. O presidente da República pressionou Calmon usando seu irmão, o ministro da Agricultura, e Horácio continuou a governar seu "estado dentro do estado".

### Revoltas de julho

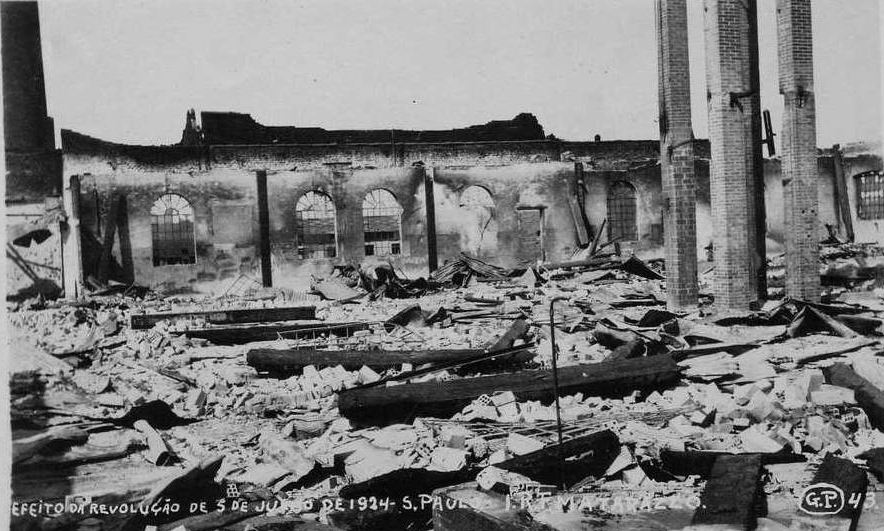
Destroços das Indústrias Reunidas Fábricas Matarazzo após o bombardeio a São Paulo

A anistia era a conclusão comum nas sedições militares republicanas. O governo Bernardes recusou-a aos responsáveis pelo 5 de julho de 1922 e o STF indiciou 50 deles em dezembro de 1923. Onze deles, foragidos, foram o núcleo de uma nova conspiração armada, que emergiu em julho de 1924. Elementos sublevados do Exército e Força Pública mergulharam a cidade de São Paulo num combate urbano prolongado. O líder do movimento, o general Isidoro Dias Lopes, proclamou-se chefe de um "Governo Provisório". Os manifestos revolucionários esclareciam que o movimento era nacional, não regional, acusavam Bernardes de despotismo e exigiam sua renúncia. Revoltas militares alastraram-se pelos outros estados; só em julho, apareceram em Mato Grosso, Sergipe, Amazonas e Pará.
A censura controlou as notícias sobre o conflito, mas era "possível perceber, nas entrelinhas dos jornais, que Bernardes, apesar de se manter firme no leme, navega perigosamente entre os escolhos de uma crise militar que pode espraiar-se por todo o país". Em 12 de julho, diplomatas estrangeiros ouviam rumores de que ele renunciaria. Uma lancha atracada nos fundos do Palácio do Catete tinha tripulação sempre de prontidão. Em São Paulo, as fábricas pararam, os famintos saquearam o comércio e pairava o espectro de uma revolução popular. A artilharia legalista bombardeou indiscriminadamente o território rebelde. Ao final do conflito a prefeitura contou 503 mortos e 4 846 feridos, dos quais dois terços eram civis. O governo rejeitou os pedidos humanitários de interrupção do bombardeio.

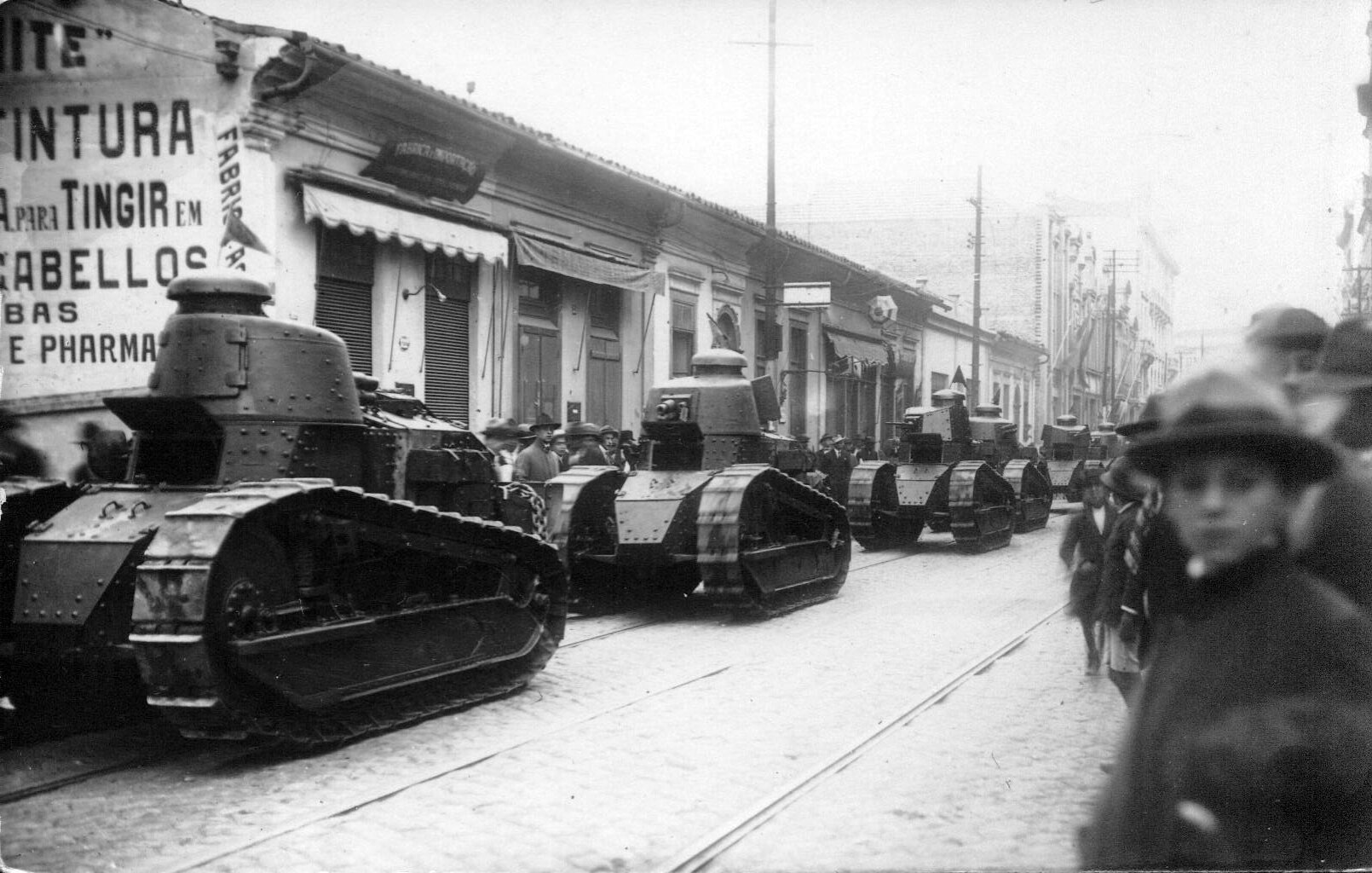
Carros de combate Renault FT-17 do Exército desfilam em São Paulo

O escritor Monteiro Lobato enviou uma carta a Bernardes após seu aniversário, em 9 de agosto. Após dizer que, dos presidentes, nenhum foi "menos compreendido em suas honestíssimas intenções", alertou que "o estado de espírito do povo brasileiro é de franca revolta". Após a saída dos rebeldes de São Paulo, em 27 de julho, "as tropas legais desfilam pela cidade e o povo não as clama como libertadoras (...) Indiferença absoluta. Exército alemão entrando em Paris..." Na sua resposta, Bernardes culpou em parte os imigrantes no operariado paulistano pela "falta de mais pronta reação cívica".
O presidente não poupou recursos no combate ao tenentismo e não compreendia a hostilidade que recebia. Numa carta a um amigo, escreveu que "os políticos ambiciosos e os maus cidadãos não me têm deixado tempo para trabalhar". Anos mais tarde ele declarou que o tenentismo era um movimento "sem programa conhecido nem outros objetivos que não os de ordem pessoal. Foram revoltas preparadas antes mesmo de eu assumir o governo e penso que visavam então a minha pessoa". Conforme seu "Manifesto à Nação" de novembro de 1924, as "causas reais, não confessadas, são a ambição desregrada do poder e a posse do Tesouro Público". Historiadores do tenentismo reconhecem que havia sim um programa político no movimento, vagamente nacionalista, exigindo liberdade de imprensa, voto secreto e superação das velhas oligarquias políticas, das quais Bernardes seria o ícone, o "símbolo da perversão da República".

### A Coluna Prestes

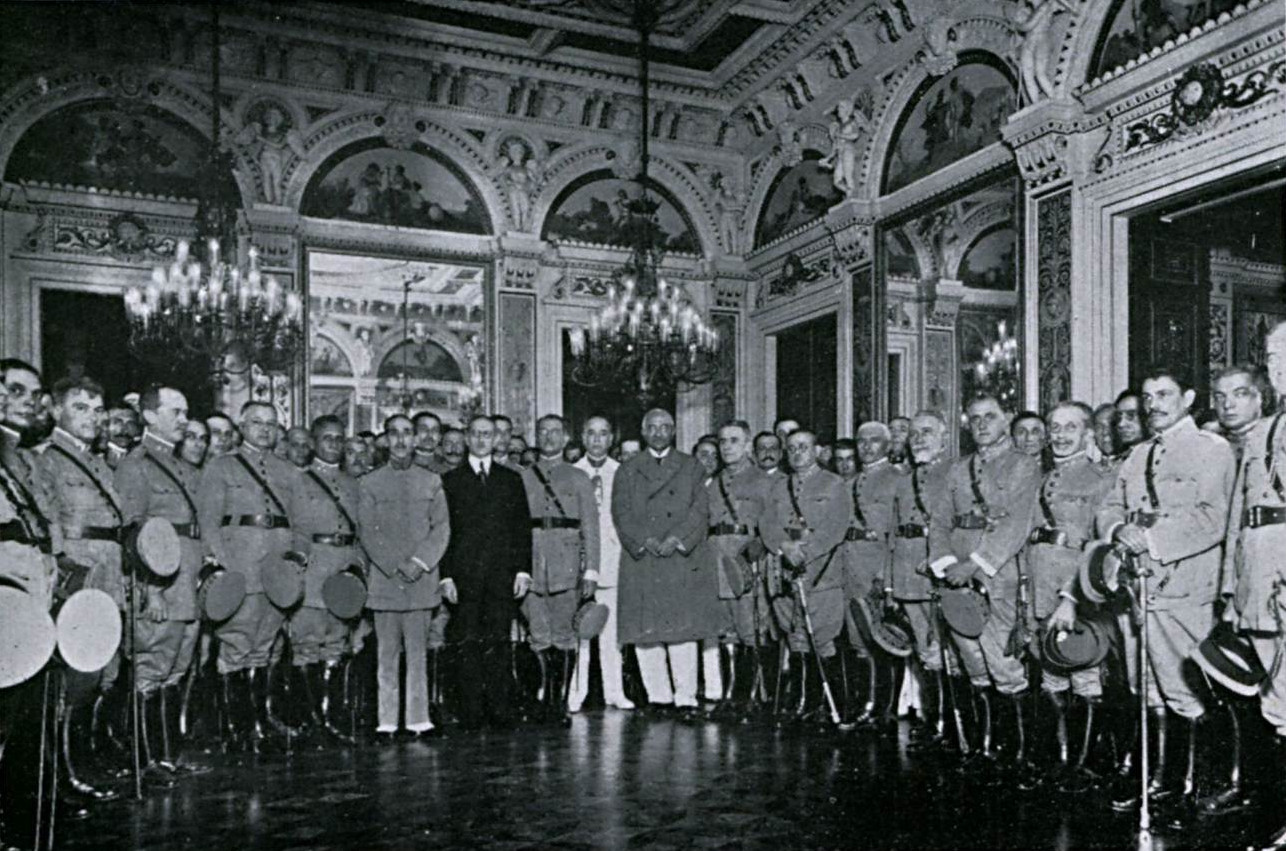
Oficiais legalistas do Exército saúdam o presidente no Palácio do Catete

Em 4 de novembro, conspiradores na Marinha assumiram o controle do encouraçado São Paulo, instaurando o pânico no Palácio do Catete quando o navio foi avistado em posição de ataque. Bernardes, já veterano dessas crises, não se incomodou: "todos podem sair, se quiserem, inclusive minha família. Eu, porém, aqui permanecerei em defesa do regime do qual sou representante". Como medida de precaução, o navio estava quase sem munição. O São Paulo navegou ao exílio. A guerra continuava; os rebeldes de São Paulo travavam a campanha do Paraná, e uma nova revolta surgiu no Rio Grande do Sul em outubro. A união entre esses dois grupos de rebeldes formou a Coluna Prestes, que percorreu o interior do país, prolongando a luta, até o início do mandato seguinte.
Revoltas menores continuavam a aparecer, e muitas conspirações foram descobertas com antecedência. A Coluna Prestes, com sua persistência, desacreditou o governo central e o Exército, mas evitou as áreas mais povoadas e só atacou uma grande cidade, Teresina. Afora a classe média urbana, os rebeldes tenentistas ficaram isolados. A classe política, as oligarquias rurais e urbanas e as altas patentes militares cerraram fileiras com o governo para defender a ordem. Bernardes permanecia em domínio absoluto. A única oposição organizada estava no Congresso, onde não chegava a um quarto dos deputados. Parlamentares congratulavam o presidente pela "serena energia e imperturbável intrepidez" com a qual esmagava as revoltas.

### Estado de sítio

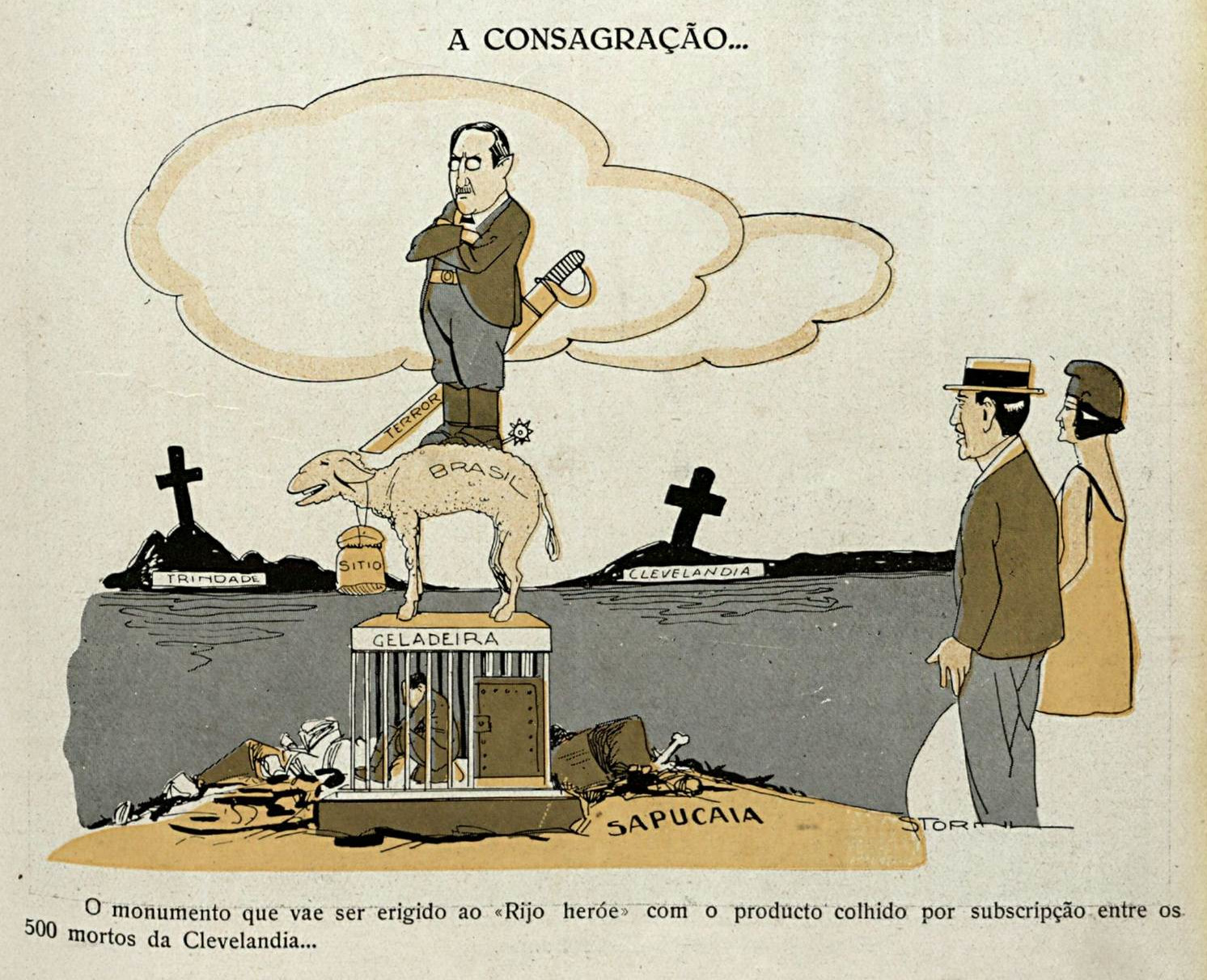
Caricatura antibernardista: o sítio, o terror, Trindade, Clevelândia e a "geladeira" (cela superlotada na Polícia Central)

Frente à instabilidade, Bernardes preferiu a repressão à conciliação. 1 287 de 1 460 dias, 88,15% do mandato, foram passados com o estado de sítio vigorando em algum ponto do território nacional, mais do que todos os antecessores somados. Este recurso suprimia garantias individuais e autorizava medidas coercitivas para abafar a agitação popular e atos revolucionários. Nas suas mensagens ao Congresso, o presidente alegou que a medida foi empregada "a contragosto, mas em defesa dos altos interesses nacionais", para "prevenir a desordem, eliminando-lhe as causas", mas o sítio não seria mais do que "uma situação que pode quase ser comparada ao regime constitucional sob o qual vivem normalmente muitos povos mais adiantados e livres".
Numa carta a Bueno Brandão, antes da posse, confidenciara: "dada a anarquia mental que ora observamos, o pendor das classes para a indisciplina e a tendência social para o desprestígio da autoridade, julguei necessária uma Polícia forte". Cinco dias após assumir, assinou um decreto de reorganização da polícia do Distrito Federal. A Chefia de Polícia não mais precisava ser ocupada por um bacharel em Direito e a Inspetoria de Investigação e Segurança Política foi transformada na 4.ª Delegacia Auxiliar, que tinha várias seções com funções de polícia política. O arquivo pessoal de Bernardes contém relatórios da 4.ª Delegacia produzidos entre março de 1924 e novembro de 1926, muitos dos quais são registros diários da espionagem de opositores e conspiradores.

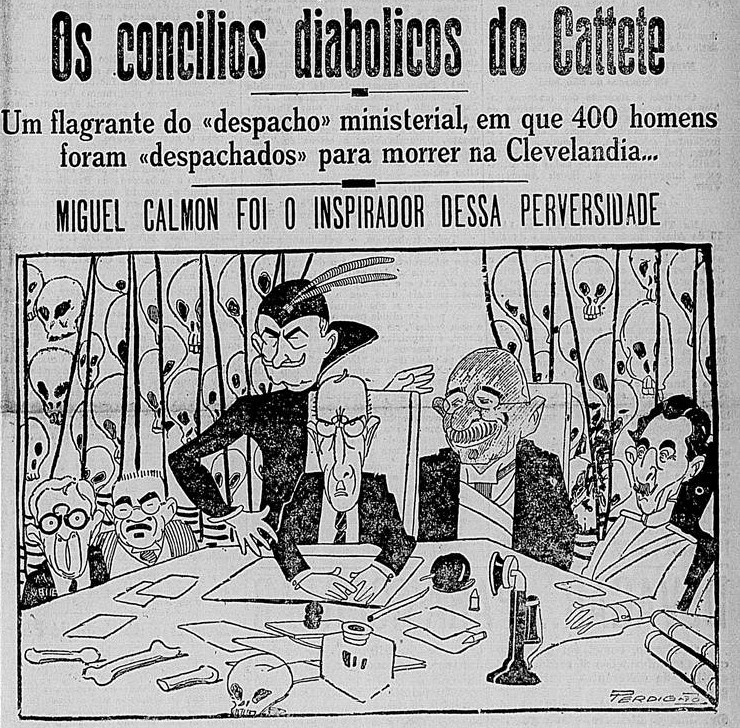
Bernardes, tendo ao lado o marechal Fontoura, é imaginado mandando prisioneiros a Clevelândia (jornal A Rua)

As duas grandes figuras da repressão foram o marechal Carneiro da Fontoura ("Marechal Escuridão"), chefe de polícia, e o major Carlos Reis, 4.° delegado. Fontoura, considerado símbolo do arbítrio policial, mais tarde perderia o cargo por envolvimento com o jogo do bicho. Às ordens do marechal, um "exército de espiões" vigiava a oposição na capital. Sindicatos foram invadidos e fechados. Periódicos críticos ao governo tiveram exemplares apreendidos e redações invadidas. Detenções e torturas de rebeldes, simpatizantes, suspeitos e parentes repetiram-se por todo o país.
Com as cadeias superlotadas, o governo recorreu a navios-prisão e ilhas na baía da Guanabara. Aproveitando a legislação sobre o estado de sítio, que permitia "o desterro para outros sítios do território nacional", alguns receberam destinos remotos e isolados: a ilha de Trindade, no meio do Atlântico Sul, e a colônia penal de Clevelândia, na fronteira com a Guiana Francesa, onde maus-tratos e doenças tropicais vitimaram cerca de metade dos deportados. O historiador Carlo Romani chega a qualificar o local como um campo de concentração. O relatório oficial registrou 946 presos, dos quais 491 morreram e 262 escaparam. Eram militares, civis presos por motivos políticos, entre eles anarquistas, criminosos comuns, pequenos comerciantes, menores de idade e desempregados.

### Economia

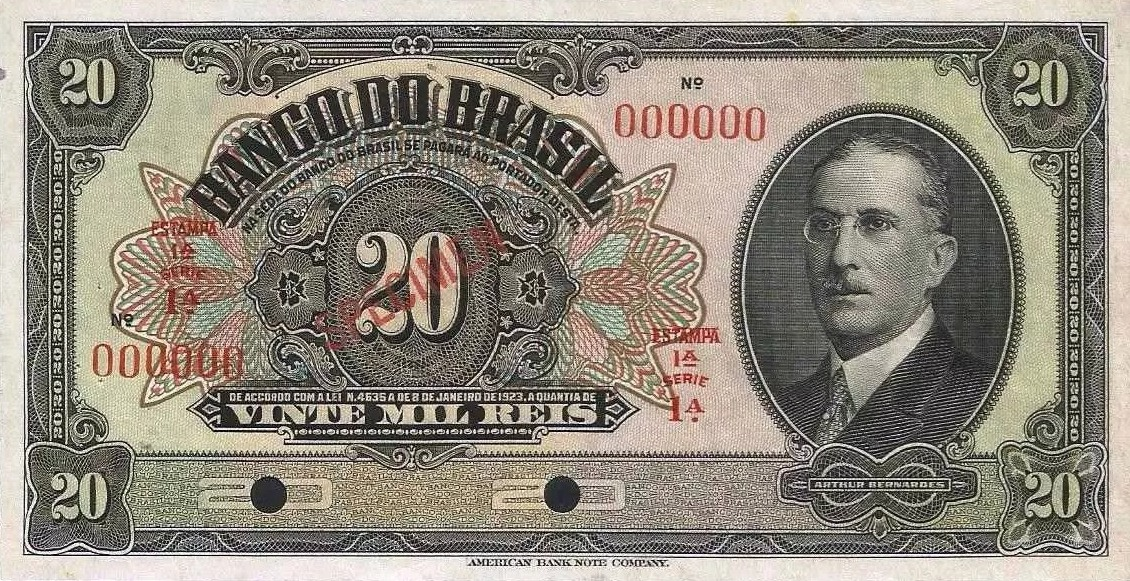
Cédula de 20 mil réis impressa em 1923 com a efígie do presidente

A plataforma econômica do governo Bernardes prometia equilibrar as contas públicas, estabilizar a taxa de câmbio e criar um banco central independente. O equilíbrio na balança comercial viria da defesa permanente do café, do incremento de outras exportações, como o algodão, e da substituição de importações, inclusive pela instalação de uma usina siderúrgica em Minas Gerais. O governo instituiu pela primeira vez o imposto de renda no Brasil e desde o primeiro ano fez cortes drásticos nos salários do funcionalismo e nas obras públicas, incluindo os investimentos contra a seca no Nordeste da administração anterior.
O banco central seria o Banco do Brasil, que recebeu as reservas de ouro do Tesouro. O presidente do Banco, Cincinato Braga, e o ministro da Fazenda, Sampaio Vidal, eram ambos paulistas, perfeito exemplo de acordo "café com leite". Eles usaram a capacidade de emissão do Banco na defesa do café, contra as preferências dos políticos mineiros ortodoxos. A safra de café de 1923 foi mais do que o dobro da anterior, a moeda continuou a depreciar e o governo procurou um empréstimo com os banqueiros de Londres. Estes tiveram o poder de barganha para impor uma missão de experts.
As recomendações da missão foram um escândalo na imprensa oposicionista: privatizações, favores a investidores estrangeiros, demissões de funcionários públicos e abandono do projeto da siderúrgica e dos subsídios federais à valorização do café. Para garantir a execução do acordo, os britânicos queriam a venda das ações públicas no Banco do Brasil. Em 2 de março de 1924, Bernardes foi pessoalmente pressionado por Edwin Samuel Montagu, chefe da missão financeira. Ele desconversou e, aconselhado pelo ministro da Fazenda, acabou concordando. Antes que a proposta referente ao Banco do Brasil chegasse ao Congresso, o governo britânico restringiu os empréstimos externos, jogando por terra meses de negociações. Ainda assim, a Missão Montagu inspirou muitas das reformas do restante do quadriênio.

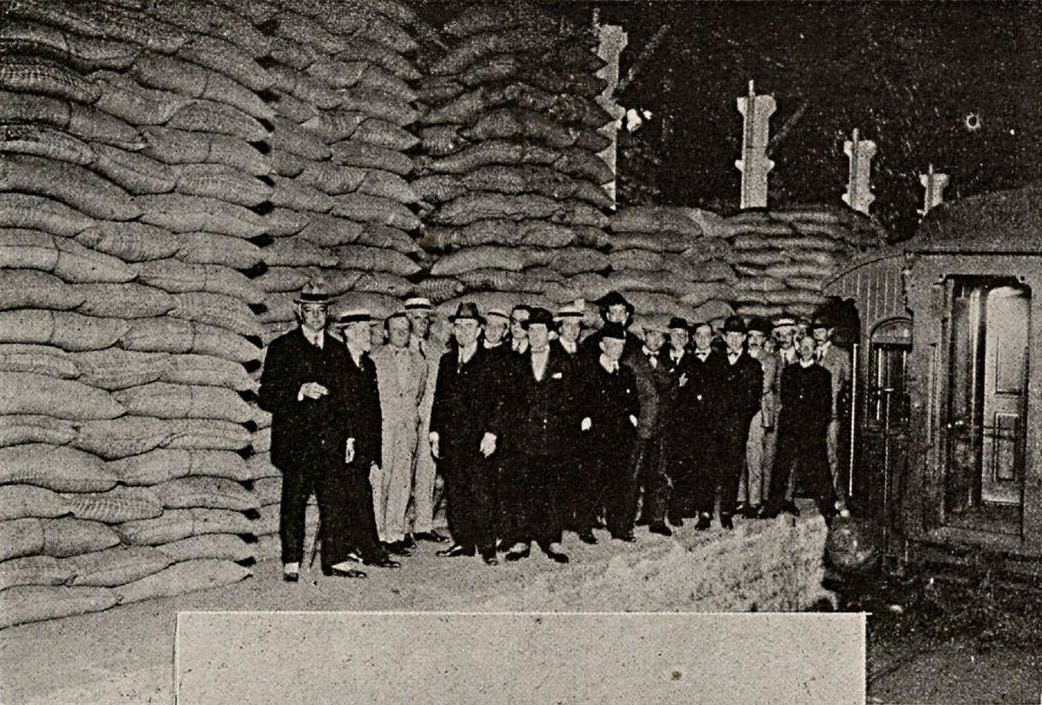
Estoques de café em Campinas, maio de 1924

A inflação continuava a subir e os gastos com as revoltas militares estouraram o limite legal das emissões monetárias do Banco do Brasil. Ao final de 1924, os ortodoxos convenceram Bernardes a executar um ajuste deflacionário e recessivo, única opção na ausência de crédito externo. O Banco do Brasil fez uma drástica contração monetária e o governo reduziu ainda mais o déficit no orçamento. Cincinato Braga e Sampaio Vidal foram exonerados e o encargo da defesa do café foi transferido aos paulistas. Esta foi uma reversão súbita da aliança com os setores agroexportadores, desgastando o presidente com São Paulo. Bernardes defendeu-se: "seria absurdo atribuir-me atitude contra a lavoura cafeeira". O que ele era contra era elevar "artificialmente e vertiginosamente o preço do produto à custa (...) das finanças da União, da economia nacional e da tranquilidade pública".
O ajuste ortodoxo deprimiu a produção industrial, que estagnou no nível de 1924, já baixo devido às lutas em São Paulo. As importações de bens de capital caíram e as falências ocorreram acima da média. Os objetivos foram atingidos: a apreciação da taxa de câmbio e controle da inflação. Isto não foi somente mérito do governo, mas também das tendências positivas no comércio internacional. A disciplina fiscal e monetária convenceu os banqueiros de Nova Iorque a conceder um empréstimo em 1926. A taxa de câmbio em pence por mil-réis, que havia caído a 4,84 em novembro de 1923, chegou a um máximo de 7,75 em julho de 1926. O custo de vida no Rio de Janeiro, em porcentagem do valor de 1939, era de 67 em 1922, subiu a 114,6 até 1925 e caiu a 93,9 em 1926. O Produto Interno Bruto (PIB) cresceu a uma média anual de 3,7% no quadriênio 1922–1926.

### Legislação

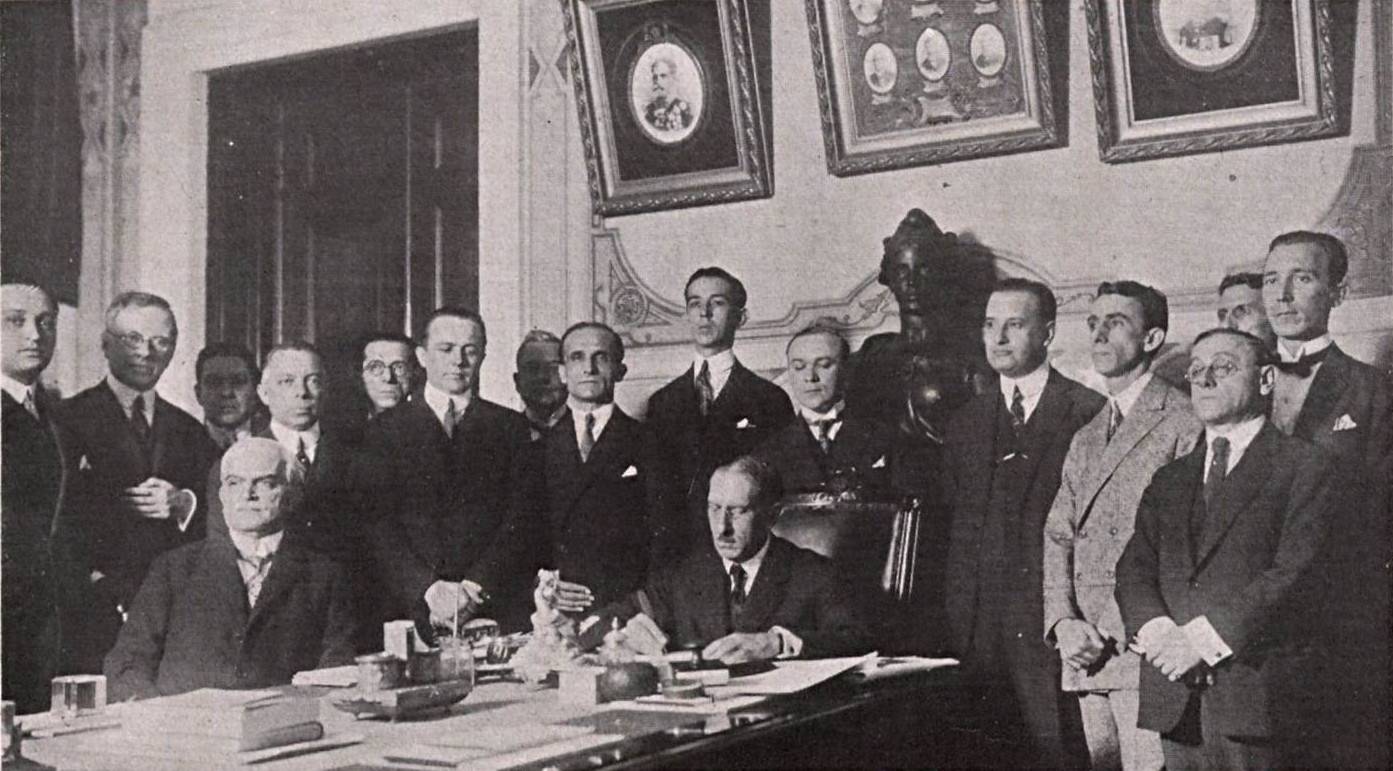
Assinatura da lei de férias dos trabalhadores do comércio

Dos governos do final da Primeira República, o de Bernardes foi simultaneamente o que mais interveio nas relações de trabalho e mais reprimiu o movimento operário. Aproximando-se de algumas lideranças operárias, promulgou a Lei Eloy Chaves, considerada a origem da previdência social no Brasil, e várias outras leis trabalhistas, embora modestas e frequentemente burladas pelos empregadores. Na legislação de imprensa, Bernardes apreciou o projeto do senador Adolfo Gordo, promulgado em outubro de 1923, por proteger "a dignidade do jornalismo" contra "os profissionais da difamação" e "os exploradores do escândalo". Entre outras provisões, o decreto instituiu a censura prévia e o direito de resposta e determinou que o "diretor ou redator principal será considerado autor de todos os escritos".
Na educação, a "Reforma Rocha Vaz", promulgada em janeiro de 1925, criou o Departamento Nacional de Ensino, considerado por alguns autores como um precursor do Ministério da Educação, embora suas atribuições fossem limitadas, e incluiu a educação moral e cívica no programa de ensino secundário. O governo concordava com a Igreja Católica que as questões políticas, econômicas e sociais eram, no fundo, morais. Em 4 de maio do ano anterior, o presidente compareceu com todo o ministério ao jubileu de ouro de D. Arcoverde, arcebispo do Rio de Janeiro, tornando pública a reaproximação da Igreja ao Estado brasileiro.
A primeira e única reforma da Constituição de 1891 foi aprovada em setembro de 1926. As alterações ao texto tratavam, entre outros tópicos, do veto presidencial aos projetos de lei, a elaboração dos orçamentos, a possibilidade de restringir o comércio internacional, a deportação, o passaporte e a exploração de jazidas minerais pelos estrangeiros, o sistema de apelações do Judiciário federal, o habeas corpus e os casos de intervenção federal. Pelo quinto parágrafo do artigo 60, "Nenhum recurso judiciário é permitido, para a justiça Federal ou local, contra a intervenção nos Estados [e] a declaração de estado de sítio". O saldo foi de fortalecimento do Executivo e do poder central.
As emendas foram discutidas em pleno estado de sítio, revoltas militares e sucessão presidencial. Bernardes inverteu a ideia de que a crise justificaria não alterar o estatuto político republicano. A iniciativa partiu dele, que hospedou no Catete as reuniões da comissão revisora. O historiador Hélio Silva procurou refutar as acusações de que a reforma foi promovida para oprimir a oposição: ela só foi conseguida ao final do mandato, suas condições mais específicas para a intervenção federal dificultaram a aplicação pelos governos seguintes e sua definição mais restrita de habeas corpus era normal em outros países. As principais alterações da reforma perduraram nas constituições seguintes.

### Política externa

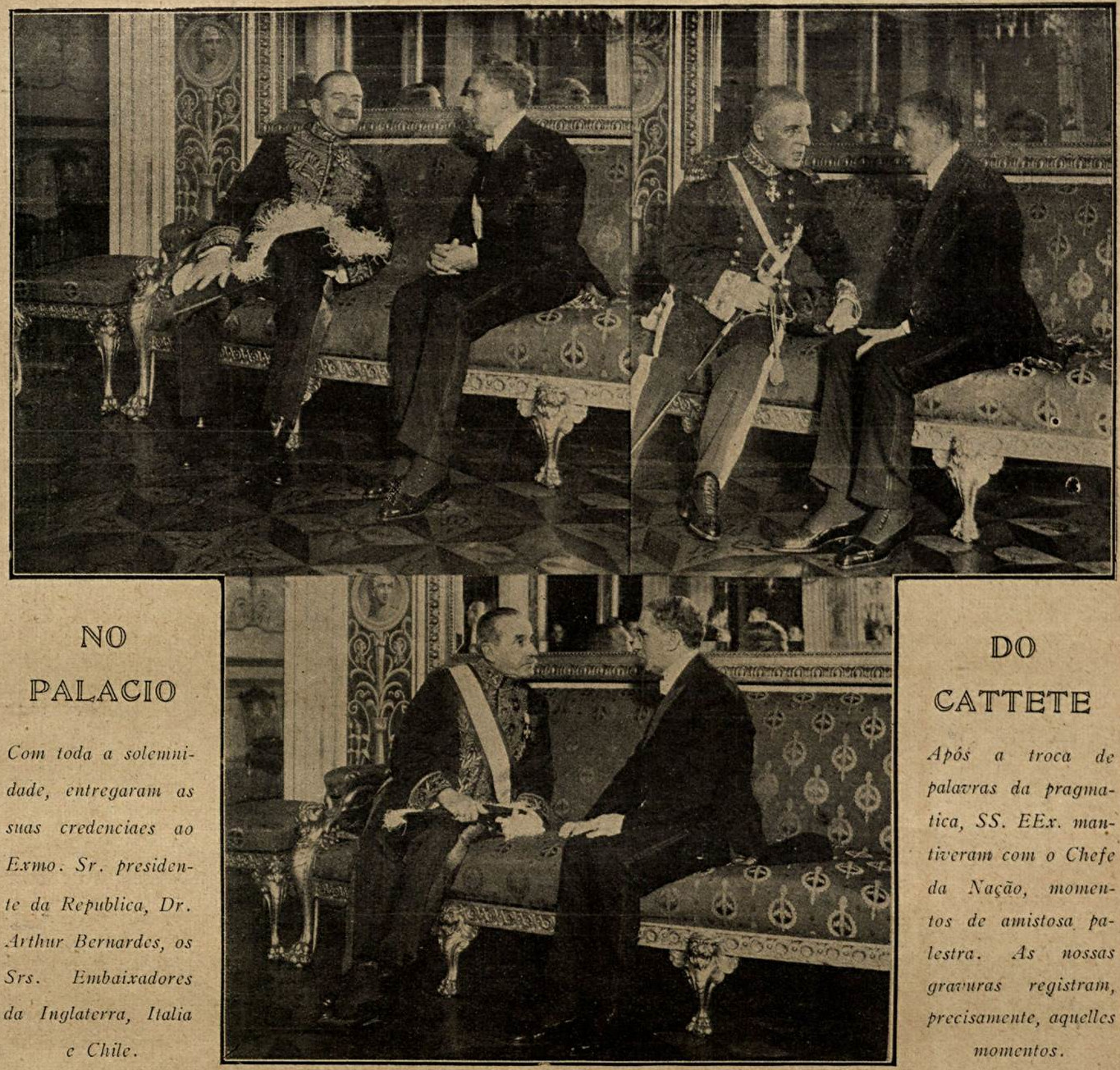
Conferências com os embaixadores do Reino Unido, Itália e Chile

A maior mudança nas relações exteriores brasileiras durante o quadriênio Bernardes foi a saída da Liga das Nações, em 10 de junho de 1926. Esta foi a culminação e derrota dos esforços diplomáticos para obter um assento permanente no Conselho Deliberativo da instituição, pretensão que pode ser comparada, no século XXI, a um assento permanente no Conselho de Segurança das Nações Unidas. Afrânio de Melo Franco representou o Brasil na Liga, em Genebra, onde a representação brasileira foi elevada, a grande custo, ao status de embaixada. A imagem do país no exterior, entretanto, foi arranhada pelas medidas repressivas internas. Em julho de 1924, o esforço de guerra governista matou cidadãos italianos, destruiu propriedades britânicas e censurou jornalistas americanos.
Para pressionar o Conselho, o Brasil ameaçou vetar o ingresso da Alemanha, e por fim, ameaçou desprestigiar a Liga com sua saída, o que acabou tendo que fazer quando não foi levado a sério. Bernardes superestimou a importância do país, pois a normalização diplomática da Alemanha nos Tratados de Locarno era uma preocupação muito maior às potências europeias. A retórica brasileira criticava a "europeização" da organização, alegando representar o continente americano, mas diplomatas dos países latino-americanos pediram a suspensão do veto. As relações com esses países estavam em descompasso, visível nas discordâncias quanto ao desarmamento na V Conferência Pan-Americana. Com países vizinhos (Argentina e Uruguai), o Brasil trocou informações a respeito do conflito no Rio Grande do Sul.
A literatura sobre o tema baseou-se principalmente nos opositores do presidente, concluindo que a saída brasileira da Liga foi um fiasco diplomático, no qual Bernardes, movido por considerações de opinião pública interna, impôs sua vontade contra a recomendação dos diplomatas. Estudos mais recentes argumentam que o fiasco foi também do sistema internacional como um todo e o presidente estava informado da geopolítica (através de correspondências com o contra-almirante Augusto Carlos de Souza e Silva) e queria mostrar no exterior que o Brasil tinha opinião própria.

### Sucessão presidencial

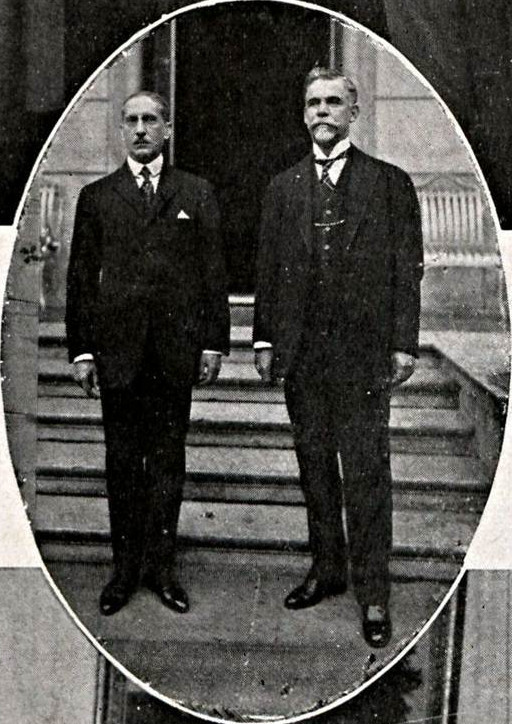
Bernardes (esq.) e Washington Luís (dir.)

A transmissão da Presidência da República de Artur Bernardes a Washington Luís, em 15 de novembro de 1926, foi tranquila, muito diferente do ocorrido quatro anos antes. O Catete, Minas Gerais e São Paulo puderam decidir o sucessor com resistências apenas retóricas. Possíveis inimigos estavam desmobilizados pela repressão. O único problema veio de Fernando de Melo Viana, presidente de Minas Gerais. Viana chegava a se imaginar o candidato de Bernardes à Presidência, criticando a candidatura de Washington Luís e flertando com a oposição ao sugerir uma anistia aos revoltosos. A solução foi nomeá-lo candidato à Vice-Presidência.
Melo Viana era o sucessor de Raul Soares, falecido em 1924, no governo de Minas Gerais e liderança do PRM. Bernardes, afastado de Minas e distraído pela turbulência política nacional, não conseguiu controlar a sucessão. A "era do poder pessoal" não se perpetuou no PRM, que voltou ao sistema colegiado da Tarasca. Melo Viana escolheu como sucessor um rival de Bernardes, o deputado Antônio Carlos Ribeiro de Andrada, líder da maioria na Câmara. Para espanto de seus correligionários, o presidente aceitou tranquilamente a nomeação.
A posse foi novamente sob estado de sítio. Bernardes não participou da cerimônia. Os primeiros momentos do novo governo aliviaram as tensões políticas: o governo extinguiu progressivamente o estado de sítio, liberou presos políticos e suspendeu a censura. A Coluna Prestes seguiu ao exílio. Não houve, entretanto, qualquer anistia.

## Carreira pós-presidencial

### Senador

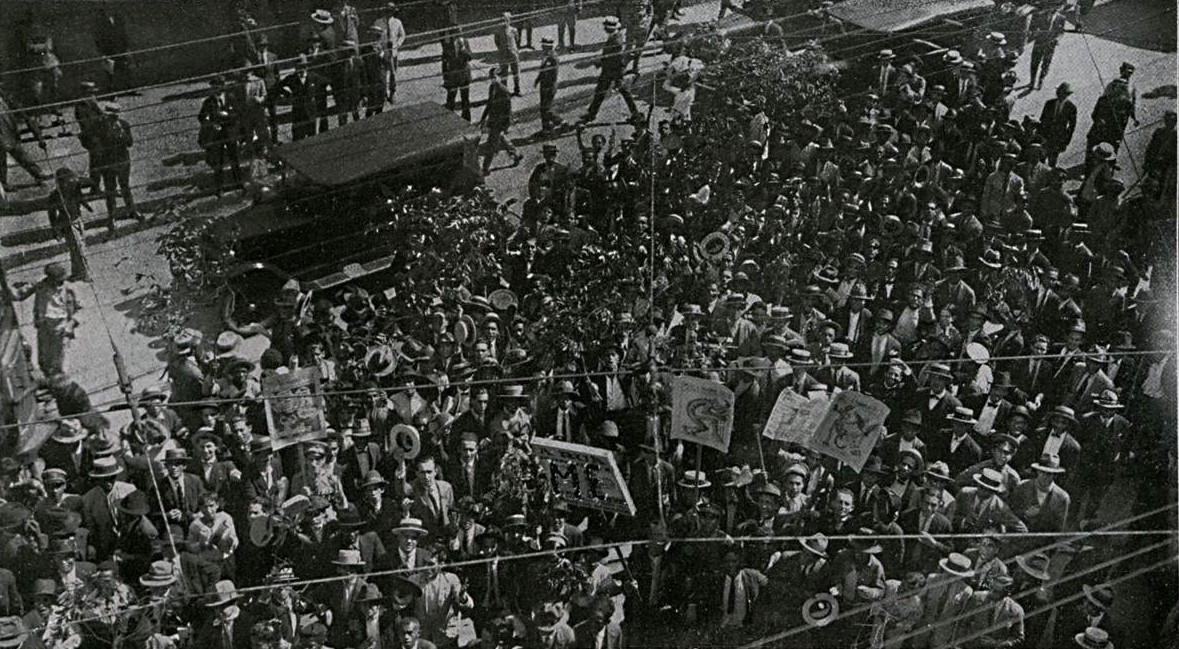
Manifestação no Rio de Janeiro contra a posse de Bernardes como senador

Apenas dois dias depois da posse, uma edição especial de O Globo denunciou os "vulcões de lama" da administração passada. A imprensa partiu para a revanche, descarregando sátiras e caricaturas contra o ex-presidente. As denúncias eram sérias: o caso de Clevelândia finalmente veio a claro, chocando a opinião pública. Muito repercutiu o caso de Conrado Niemeyer, comerciante que morreu no Prédio da Polícia Central em 1925. O jornal O Combate, de São Paulo, mencionou os "novos ricos do bernardismo", os chefes da polícia política enriquecidos por meios ilícitos. O Globo acusou o grupo palaciano de ter usado a censura em prol de seus interesses particulares, como a proibição a relatar o incêndio da fábrica de tecidos da Gávea, da qual Bernardes era um dos principais acionistas.
O Congresso reduziu o prazo de inelegibilidade dos ex-presidentes, de seis para três meses após o mandato, para permitir que Bernardes se candidatasse a senador nas eleições de fevereiro de 1927, preenchendo a vaga deixada por Antônio Carlos. Bernardes foi eleito com pouco menos de 175 mil votos, sem competidor, mas os resultados foram contestados na Comissão de Poderes. Ele enfim tomou posse no Palácio Monroe em 25 de maio, protegido por uma enorme presença policial. O esquema de segurança mais forte era da Tijuca, onde morava seu irmão Olegário, até o Monroe, para despistar a multidão que pretendia vaiar a comitiva. Pouco antes Bernardes havia declarado à imprensa de Belo Horizonte que o povo carioca era "carnavalesco" e carente de civismo. O ex-presidente apareceu pelos lados de Botafogo e entrou pela porta dos fundos. No Senado, foi coberto de confete e dálias brancas, ovacionado por centenas de simpatizantes e discursou em defesa de suas realizações.

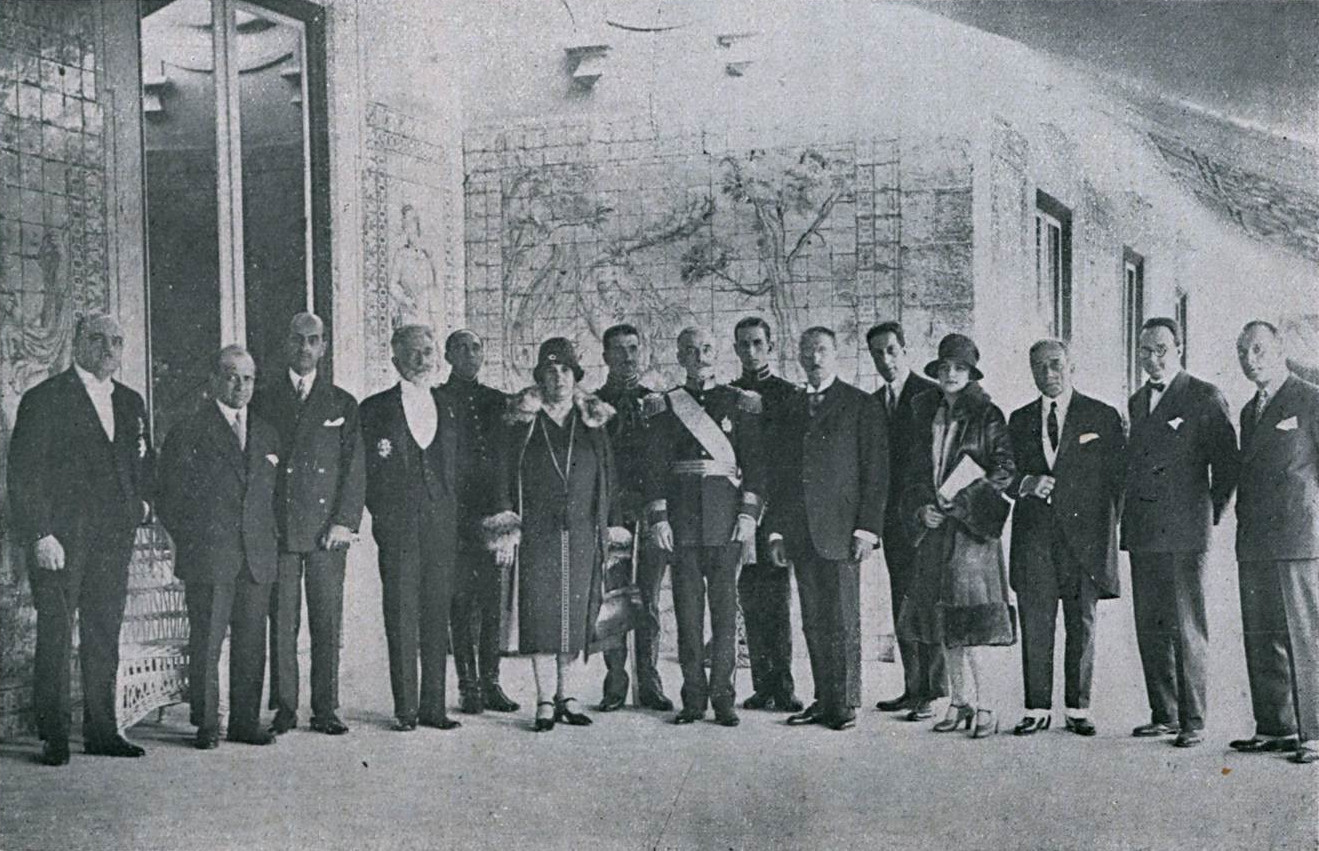
Bernardes com Óscar Carmona, presidente de Portugal

Na manhã seguinte embarcou sob escolta policial para a Europa, onde passou um período de vilegiatura, morando em Paris na casa de seu amigo Lineu de Paula Machado e visitando diversos países. Em maio de 1929, começou a participar dos trabalhos do Senado. Só dois de seus discursos tiveram destaque: rebatendo críticas de Antônio Azeredo e debatendo com Irineu Machado. Contra Azeredo, que lembrou da detenção de "cidadãos de todas as classes, condenados pelo ódio e pelo capricho", leu fichas policiais da época do estado de sítio.
A sucessão de Antônio Carlos no governo de Minas Gerais dividiu o PRM: Bernardes, Melo Viana e Venceslau Brás lançaram-se como pré-candidatos em 1929. Bernardes acabou aceitando Olegário Maciel, o candidato de conciliação nomeado pelo presidente do Estado. Melo Viana recusou e fez campanha contra a Aliança Liberal, a coligação da qual o PRM e seus equivalentes no Rio Grande do Sul e Paraíba faziam parte para a eleição de 1930. A estrutura partidária montada por Bernardes conheceu sua primeira cisão. Seu oponente no pleito federal era o paulista Júlio Prestes, candidato de Washington Luís. Não era uma questão pessoal; o candidato admirava Bernardes.

### Revolução de 1930

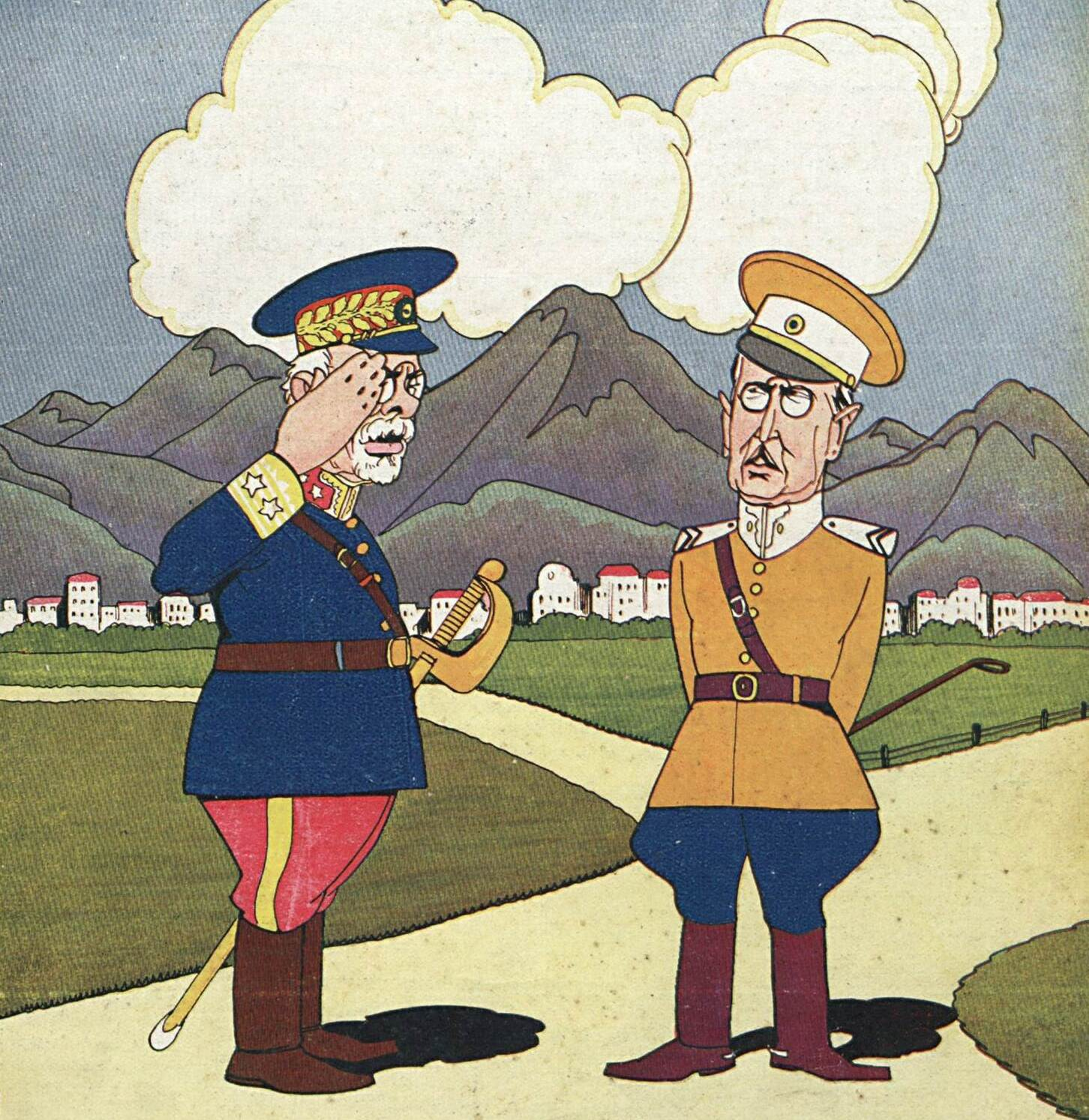
O "general" Olegário Maciel e o "tenente" Bernardes (revista Careta)

Derrotada a Aliança Liberal, em março–abril os dirigentes do PRM foram convencidos pelo deputado mineiro Virgílio de Melo Franco e o gaúcho Batista Luzardo a aderirem a um futuro movimento armado contra o governo, a Revolução de 1930. Segundo o deputado Daniel Serapião de Carvalho, Bernardes foi o político mineiro mais difícil para se conquistar à causa revolucionária, mas permaneceu fiel a ela até o fim. Ele ainda era o elemento de maior prestígio de seu partido e ajudou a arrastar os indecisos.
Luís Aranha, irmão de Osvaldo Aranha, o Secretário do Interior do Rio Grande do Sul, visitou Bernardes em abril para informá-lo dos planos. Ele relata que o ex-presidente deixou uma impressão muito forte e não tinha motivo ideológico para apoiar a revolução, mas a considerava necessária e inevitável. Bernardes propôs a organização de um conselho de ex-presidentes após a tomada do poder. A historiadora Helena Bomeny acredita que Bernardes participou da Revolução para restaurar a velha relação mineiro-paulista, que Washington Luís havia rompido.
Bernardes assumiu os riscos de conspirar e foi o único chefe a participar da revolução até o final. Isto fez dele um aliado momentâneo dos ex-revoltosos tenentistas. Ao início do movimento armado, em outubro, ele estava em Belo Horizonte, tendo estado ao lado de Olegário Maciel quando este ordenou o assalto ao 12.º Regimento de Infantaria e influído para que ele aceitasse a transferência do poder da Junta Governativa Provisória para Getúlio Vargas.
O novo regime dissolveu o Congresso Nacional, encerrando o período como senador. Momentaneamente, a Revolução o engrandecia. Ao retornar a Viçosa, foi visitado pelo comandante revolucionário João Alberto Lins de Barros, veterano da Coluna Prestes. Nos jornais cariocas, os tenentistas identificavam em Bernardes o jugo oligárquico e o regionalismo dos quais a revolução deveria se livrar. A desilusão foi rápida. A festa dos políticos mineiros no Jóquei Clube do Rio de Janeiro, em 29 de dezembro, foi fria e sem discursos.

### Declínio do PRM

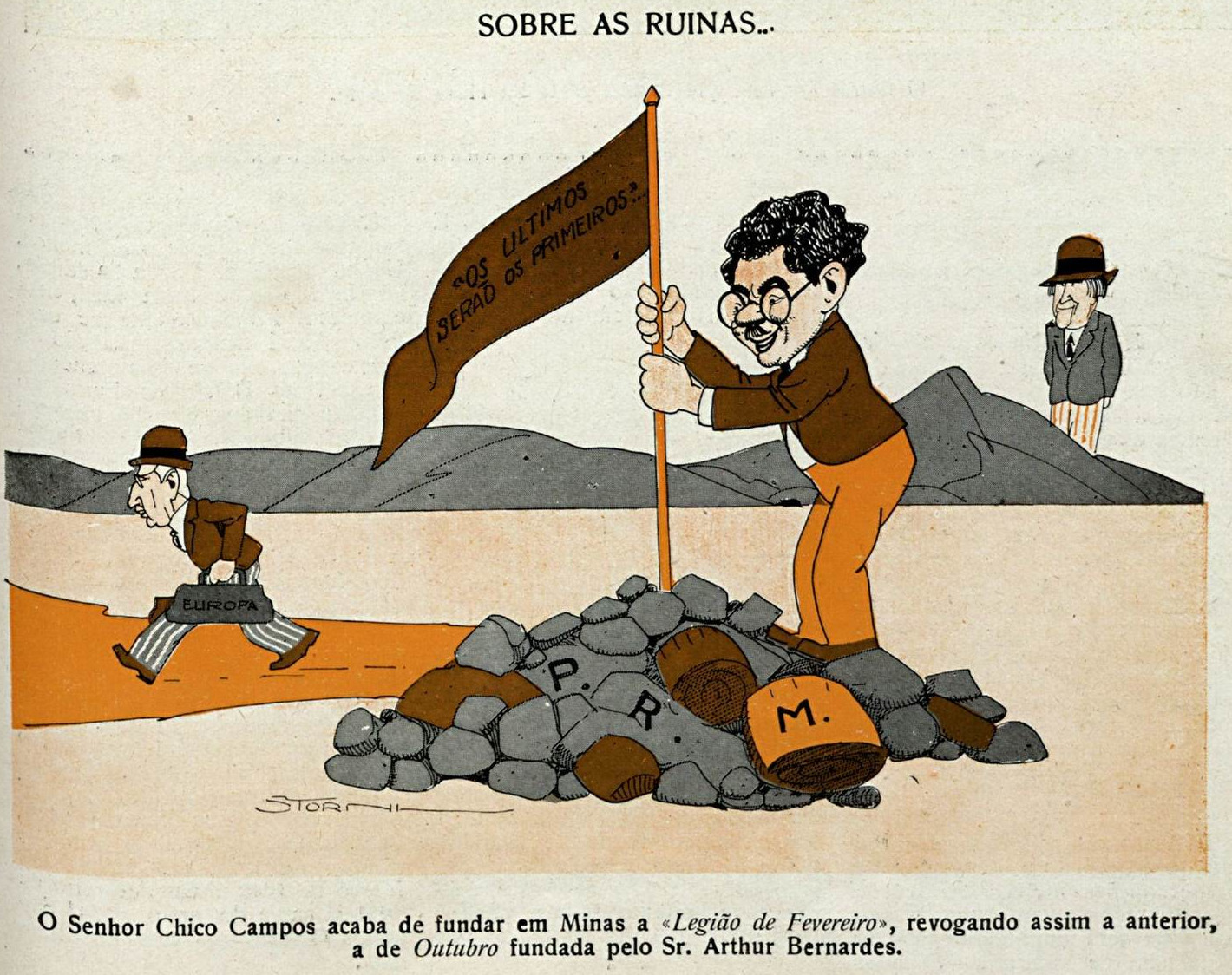
Francisco Campos triunfa sobre o PRM enquanto Bernardes se dirige à Europa (revista Careta)

O período após 1930 veria a ascensão da geração seguinte da política mineira, que os bernardistas não puderam impedir. Logo em novembro de 1930, Olegário Maciel exonerou três secretários estaduais bernardistas. Com 80 anos de idade, o presidente foi influenciado pelas figuras ascendentes que precisavam esvaziar o poder de Bernardes — o "Bloco da Montanha" de Francisco Campos (ministro da Educação federal), Gustavo Capanema e Amaro Lanari. Francisco Campos fora iniciado na política, como deputado estadual e depois federal, pelo próprio Bernardes. Da sua perspectiva, um traidor.
Todas as suas indicações de prefeitos foram ignoradas. O presidente Vargas convidou-o chefiar a embaixada brasileira em Paris e ele recusou, percebendo seus inimigos à espreita. Em 1931, 80% dos diretórios municipais do PRM foram incorporados pela Legião de Outubro, posterior Legião Liberal Mineira. Dela faziam parte Venceslau Brás, Olegário Maciel e Antônio Carlos, mas não Bernardes. A ideologia da Legião remetia às críticas tenentistas ao bernardismo.
Olegário Maciel anunciou a absorção do PRM pelo novo partido, mas Bernardes negava: "isso depende de seus diretores, que há longos anos não se reúnem". Portanto, convocou os correligionários para escolher uma nova direção. O partido foi reduzido a uma facção minoritária liderada por Bernardes, congregando algumas figuras como Mário Brant, Djalma Pinheiro Chagas, Ovídio de Andrade, Daniel de Carvalho, Afrânio e Virgílio de Melo Franco. Na sua opinião, "as próprias defecções havidas vieram fortalecê-lo, expurgando-o dos maus elementos, dos que não sabem ser leais".
Em 18 de agosto de 1931, Bernardes e outros perremistas foram detidos na convenção partidária em Belo Horizonte. Recaía neles a culpa por um "equívoco", como definiria o governo federal: uma tentativa de golpe do Exército articulada por Osvaldo Aranha, ministro da Justiça de Vargas, para instalar Virgílio de Melo Franco no lugar de Olegário Maciel. Vargas pretendia derrubar o presidente do Estado através do PRM para mais tarde livrar-se do próprio PRM. Olegário manteve-se no poder graças à lealdade da Força Pública. Em fevereiro de 1932 o partido chegou a um acordo com a facção dominante, unificando a política mineira no Partido Social Nacionalista (PSN). Apelidado de "partido sem nome", o acordo não durou dois meses.

### Revolução de 1932

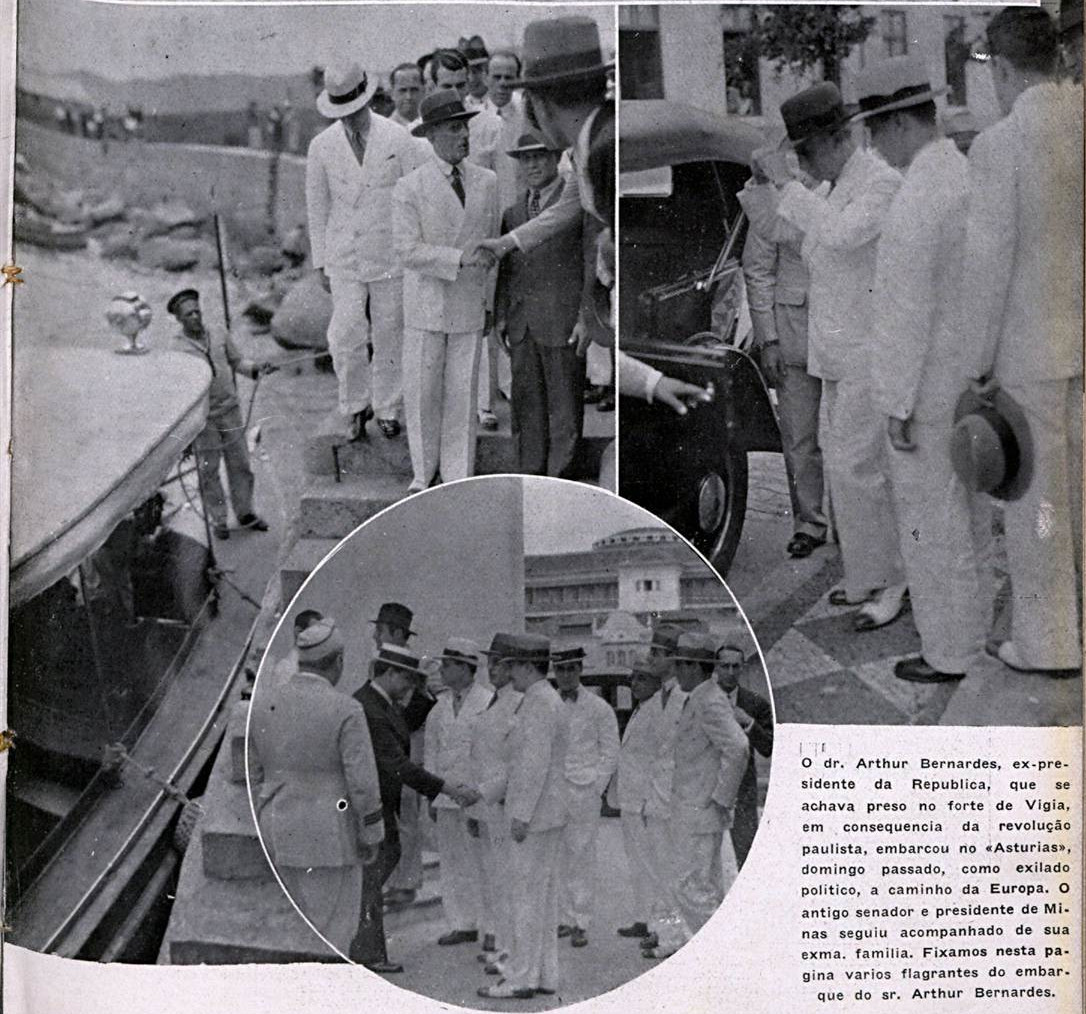
A família Bernardes segue ao exílio em 1932

Não surpreende, portanto, que Bernardes tenha participado das articulações da Revolução Constitucionalista de 1932, iniciada em São Paulo. Seus objetivos eram a deposição de Vargas, cuja autoridade ele considerava ilegal, e de Olegário Maciel. Em 8 de agosto publicou um manifesto: "Quanto a mim, fico com São Paulo, porque para lá se transportou hoje a alma cívica do Brasil". Nisto ele teve que se esforçar para melhorar sua imagem com os paulistas. O constitucionalista Leven Vampré usou o bombardeio de São Paulo como exemplo do descaso do governo federal com o estado no passado, mesmo sem exaltar a rebelião em si.
Bernardes tentou sublevar a Força Pública, sem sucesso. Prefeitos e fazendeiros da região de Viçosa aceitaram sua liderança num esforço de guerra, no qual recrutaram voluntários e compraram armas, fardas e alimentos. As tropas governistas suprimiram esta milícia e Bernardes escondeu-se, passando uma noite em cada fazenda. Investigadores prenderam-no numa choupana na mata, de roupas rasgadas e revólver na cintura. Ele não resistiu à prisão, mas pediu para passar mais três dias em Viçosa e prosseguir a Belo Horizonte sem escolta. Ele foi informado que não era "autoridade maior" e embarcado num trem para o Rio de Janeiro.
Preso na capital, Bernardes, juntamente com seus filhos homens e outros parentes, passou pelas ilhas das Cobras e do Rijo, e nesta última prestou depoimento assumindo total responsabilidade pela sua revolta. Em 1.° de novembro ele foi transferido ao forte do Vigia. Como outros líderes da revolução, em 3 de dezembro teve seus direitos políticos cassados por três anos e foi destinado ao exílio. No dia seguinte, tomou uma lancha no cais da Polícia Marítima para o embarque no navio Astúrias. Uma multidão enfrentou a polícia para aclamar sua partida, o que Hélio Silva cita como prova de seu prestígio acumulado. Entretanto, o embarque de seus familiares, em outros cais, foi violento: sua esposa e filhas foram agredidas por partidários dos tenentistas e Artur Bernardes Filho foi ferido a bala. Com Bernardes em Lisboa e outros líderes cassados, o PRM ficou acéfalo.

### Constituinte e Estado Novo

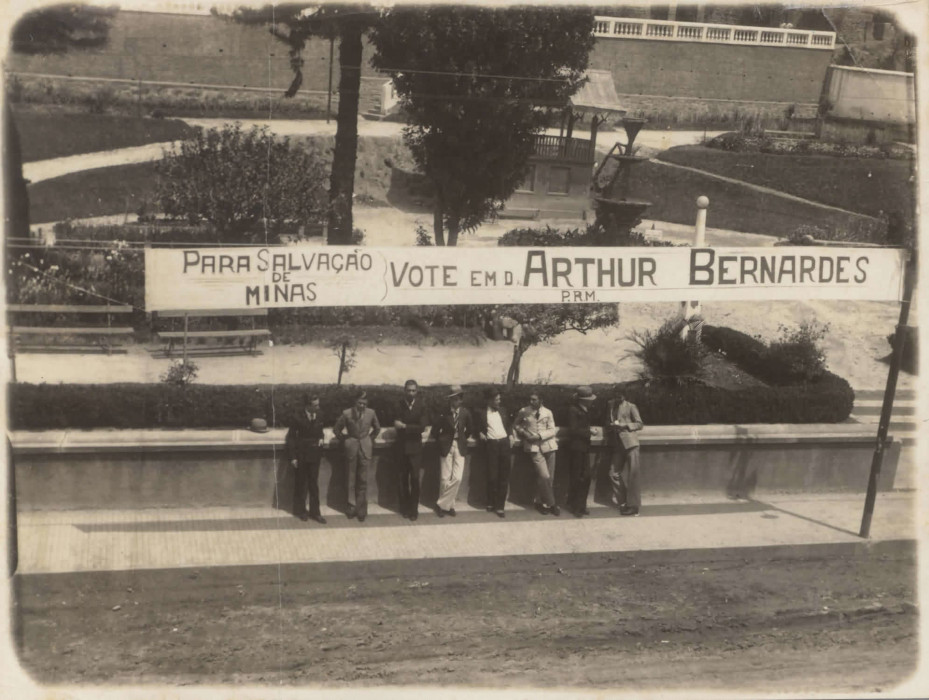
Campanha eleitoral do PRM em 1934

Vargas convocou uma Assembleia Nacional Constituinte em 1933 e decretou uma anistia ampla em 28 de maio do ano seguinte, tornando Bernardes elegível. O presidente foi reeleito indiretamente pelo Congresso num pleito no qual Bernardes recebeu um dos 71 votos de oposição. As manifestações positivas na sua chegada a Belo Horizonte, em 21 de agosto, foram noticiadas até mesmo pelo Estado de Minas, jornal oficial do Partido Progressista (PP), do interventor (governador) Benedito Valadares, ao qual o PRM era oposição. O partido elegeu 14 de 48 deputados estaduais e 11 deputados federais, com os demais pertencentes ao PP. Bernardes, presidente de honra do partido e eleito em ambas as listas, optou pela Câmara dos Deputados, que iniciou seus trabalhos em 3 de maio de 1935. Ele planejou com outros oposicionistas regionais (Borges de Medeiros, Cincinato Braga, Sampaio Correia e Otávio Mangabeira) um partido nacional.
Como deputado, Bernardes se opôs à Lei de Segurança Nacional, foi um dos poucos oposicionistas a apoiar integralmente a decretação do estado de sítio após a Intentona Comunista e se opôs radicalmente à Itabira Iron, cujo caso ainda era polêmico, propondo que o governo declarasse o contrato caduco, por ser lesivo ao interesse nacional. Na política mineira, o interventor Valadares foi acusado de violência policial contra os candidatos perremistas às eleições municipais de 1936. Bernardes encontrou-se duas vezes no Rio com Valadares, mas não quis uma conciliação. Flores da Cunha, interventor do Rio Grande do Sul, aconselhava-o que o acordo seria apenas uma manobra contra o presidente da Câmara dos Deputados, Antônio Carlos. Ao final do ano, dez do quatorze deputados estaduais do PRM aderiram a um acordo com Valadares e foram por isto acusados de "desertores" e "adesistas" por Bernardes.
Para a eleição presidencial de 1938, Bernardes presidiu a comissão executiva da União Democrática Brasileira, criada em 10 de junho para lançar o candidato oposicionista Armando de Sales Oliveira. Tais articulações foram interrompidas pelo golpe de 1937, que instaurou Vargas na ditadura do Estado Novo e fechou o Congresso Nacional. Bernardes, sem mandato, foi ameaçado de exílio (que chegou a ser imposto a Artur Bernardes Filho em 1938) e restrito na sua locomoção: primeiro a só o Rio de Janeiro e Viçosa e, por fim, no início de 1939, só a sua fazenda em Viçosa. Em agosto, após informar ao chefe de polícia do Distrito Federal, Filinto Müller, que iria ao Rio de Janeiro para tratar da sua saúde, não foi mais confinado. Bernardes ficou longe da política, afora conversas privadas e articulações discretas, mas assinou em 1943 o Manifesto dos Mineiros, declaração favorável à redemocratização. Ao ler a versão final, que mencionava "a opressão de estados de sítio de duvidosa legitimidade e extensa duração", tentou retirar sua assinatura.

### Quarta República

Retrato como deputado em 1951

Após a deposição de Vargas em 1945, Bernardes participou da comissão diretora provisória da União Democrática Nacional (UDN), formada por opositores do regime, mas se desligou para fundar uma agremiação própria, o Partido Republicano (PR), que ele presidiria até sua morte em 1955. O PR "confundia-se (...) com a figura de seu criador", muito mais bernardista do que fora o PRM. De pouca projeção nacional, o partido era a terceira força política em Minas Gerais, onde viveu em coligações aos dois partidos maiores, a UDN e o Partido Social Democrático (PSD). Na esfera nacional, o PR apoiou Eduardo Gomes, da UDN, na eleição presidencial de 1945. Ironicamente, Eduardo Gomes era uma das antigas lideranças tenentistas. Em 1950 o PR apoiou Cristiano Machado, do PSD.
Nas eleições para a nova Constituinte, Bernardes foi eleito com 8 548 votos, o menos votado dos seis deputados do PR por Minas Gerais. Como deputado federal, após 1946, ele foi eleito presidente da Comissão de Segurança Nacional. Com pouco mais de nove mil votos na eleição seguinte, ele ficou apenas como terceiro suplente do partido, assumindo várias vezes as cadeiras dos titulares na legislatura de 1951-1955. Curiosamente, nunca retornou ao Senado, casa tradicional de ex-presidentes e ex-governadores. Quando perguntado pelo jornalista Paulino de Oliveira, respondeu que não poderia arcar com os gastos da eleição. Mas Artur Bernardes Filho foi senador por Minas Gerais.
Em todo este período final da carreira política, nos anos 40 e 50, Bernardes participou da campanha pelo monopólio estatal do petróleo, que resultaria na fundação da Petrobras. Em abril de 1948, tornou-se um dos presidentes de honra do Centro de Estudos e Defesa do Petróleo e da Economia Nacional (CEDPEN). A Campanha era perseguida pelo governo de Eurico Gaspar Dutra e incluía militares, estudantes, homens públicos, intelectuais e comunistas. Também em 1948 Bernardes se opôs a criação do Instituto Internacional da Hileia Amazônica, que segundo ele, resultaria na internacionalização da Amazônia.
Nas eleições de 1954, quase aos 80 anos, foi o segundo mais votado dos cinco deputados federais do PR, com 21 761 votos. Em 23 de março de 1955, menos de dois meses após o início dos trabalhos, morreu às 13h45 de infarto do miocárdio, na companhia de familiares e do frade capuchinho Cassiano de Vila Rosa. O cortejo foi acompanhado por políticos ilustres e aviões da Força Aérea Brasileira. Numa coroa de flores, uma lembrança incômoda e possivelmente irônica: "os sobreviventes da Clevelândia pedem perdão por terem se insurgido contra um governo tão honesto e um presidente tão digno". O corpo foi velado na Câmara dos Deputados e sepultado no Cemitério de São João Batista. Era o fim de longos 51 anos de carreira política. O culto a Bernardes ainda deu uma sobrevida ao PR até a extinção dos velhos partidos pelo Ato Institucional n.º 2, em 1965.

## Ideologia e imagem

### Personalidade

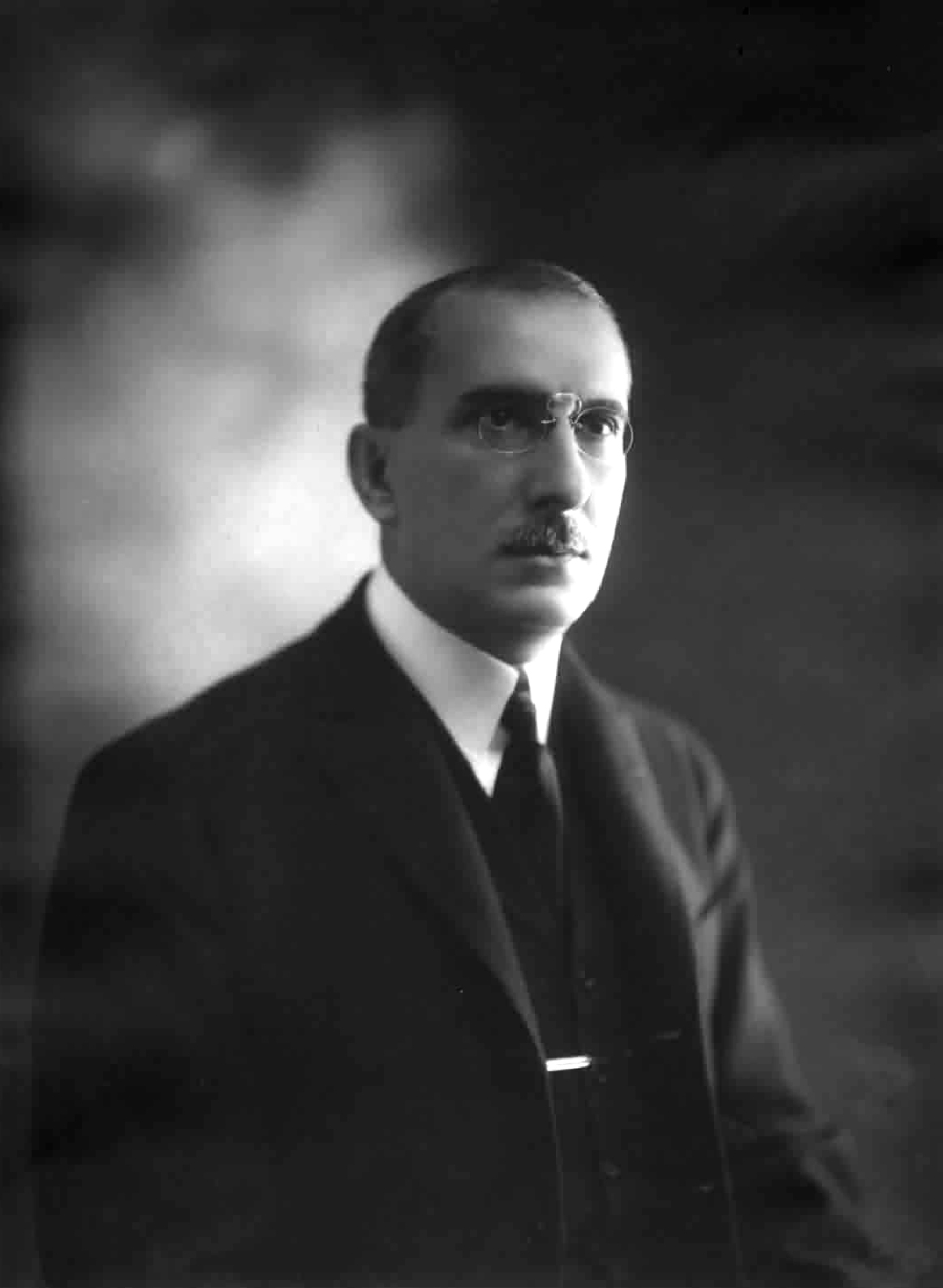
Retrato do período presidencial

Pessoalmente, Bernardes já foi descrito como um homem disciplinado, diligente, inteligente e bem informado, pontual, "bem falante, culto e de gestos educados". De "vida privada acima de suspeitas", "hábitos austeros, aspecto severo, sempre sisudo", "raramente sorria". "Ninguém jamais lhe conheceu uma explosão de cólera". Aparentemente tímido, expressava-se bem, embora preferisse ouvir do que falar diante dos ministros. Em público, sempre estava com "calças impecavelmente vincadas". Escrevia com correção, "sobriedade" e "elegância". Nair de Teffé, esposa de Hermes da Fonseca, descreveu-o como um "homem seco, austero, formal", "afável no trato ameno". Afonso Arinos descreveu-o: "invariavelmente cortês, extremamente reservado, sempre bem posto nos trajes", "costumava ficar imóvel na sua bancada, tão atento na leitura da ordem do dia que a parecia estar aprendendo de cor".
Quando presidente, não aparecia em público e só se mostrava em recintos fechados ou a plateias previamente selecionadas, o que pode ser explicado pelas turbas enfurecidas que o receberam no início da campanha no Rio. O Globo elogiou Washington Luís por abrir o Catete a audiências populares, "restabelecendo praxes que a tendência misantrópica do seu antecessor havia abolido". Mesmo no gabinete particular, pela manhã, Bernardes vestia jaquetão. Às tardes, podia ser visto a rezar o terço no terraço do Catete, embora, segundo ele, em 1925 ele já não era católico praticante e só mais tarde retomou a religião.
Ainda conforme Afonso Arinos, Bernardes tinha "ampla ambição pessoal", trazendo "provavelmente bem assentada no espírito a segurança da sua própria ascensão". Depositava muita confiança em si mesmo por "uma fé quase religiosa na missão republicana que lhe tinha sido atribuída por Deus ou pelo destino". Inversamente, "dos adversários desconfiava por motivos morais, atribuindo-lhes sempre intenções cavilosas. Dos amigos desconfiava também, mas porque os supunha ingênuos, inexperientes, despercebidos da malícia universal". Já dizia Bernardes que "é indispensável muita malícia para com os políticos desse meio e desconfiar sempre deles, por muito que nos mereçam". Na visão de Pandiá Calógeras, ministro de Epitácio Pessoa, Bernardes "considerava a qualquer dissentimento de suas opiniões próprias, como uma prova de inimizade pessoal".
Conforme a historiadora Norma de Goés Monteiro, Bernardes "não era homem de perdoar. Aos inimigos tratara sempre com ferro e fogo". Ele "tinha a fama de empedernido lutador político: lembrava-se de seus amigos e jamais se esquecia de seus inimigos", segundo Eul-Soo Pang. Predomina na historiografia sua caracterização como um governante revanchista e vingativo, de caráter opinioso e voluntarioso. Segundo Afonso Arinos, ele empreendeu a "metódica destruição de todos os seus inimigos e ex-adversários", menos "por sentimentos de vingança ou por interesse da sua segurança, do que por espírito de moralidade pública e dever de manutenção da ordem do país". Já Afrânio de Carvalho, biógrafo de Raul Soares, avaliou que o presidente Bernardes comportou-se como "um ressentido que, havendo vencido os adversários, não venceu a si mesmo".
O presidente "encheu o quadriênio 1922-1926 com a sua ríspida e indomável individualidade", nos termos de Assis Chateaubriand. Segundo Pedro Calmon, os psicólogos viam nele um "homem forte", "inflexível nas suas diretivas". Pelo testemunho de Gilberto Amado, "Bernardes gostava do poder para o exercer de fato" e "mandou, jamais foi mandado". "Não se conceberia a hipótese de Bernardes abandonar o poder". Conforme outras descrições, era "áspero, duro e intransigente", mas também "honrado e incorruptível"; "probo e de elevado espírito público", mas "por demais rígido e reservado". "Homem de ação", "ia até o fim". "Não sabia ser generoso, nem mesmo tolerante para com seus adversários", mas tudo por uma sincera "convicção de estar cumprindo missão superior", conforme Calógeras.

### Reputação

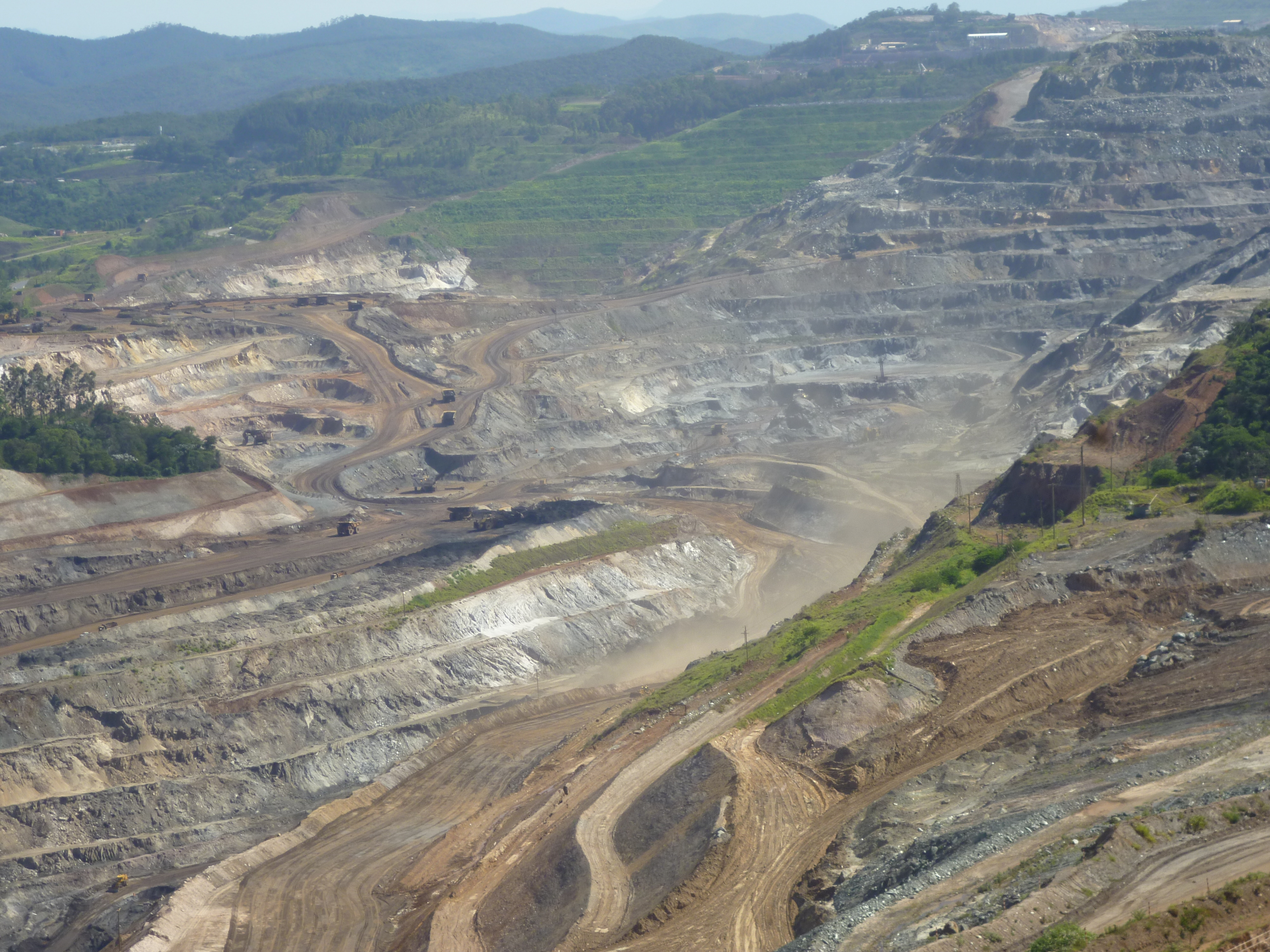
Mineração de ferro em Itabira, fundamento da imagem nacionalista do bernardismo

Bernardes foi um dos governantes mais controversos de seu período. Carismático, mas não popular, foi idolatrado pelos amigos e odiado pelos inimigos. Ele é lembrado por ter governado através de um autoritarismo violento, mas também um "autoritarismo modernizante". Seus opositores cunharam apelidos como "réprobo de Viçosa", "Seu Mé", "rolinha", "Calamitoso" e "presidente do sítio". O Estado Novo, ao desqualificar a "República Velha" do qual Bernardes era representante, sedimentou sua memória negativa. Na historiografia ele é apontado como xenófobo e intransigente. Autores mais favoráveis preferem justificar suas medidas repressivas como reação às atitudes da oposição. As biografias positivas descrevem-no como estadista e "construtor do Estado", que implementava políticas de interesse público, sem nunca tolerar a imoralidade administrativa.
Pandiá Calógeras viu uma tragédia no mandato: "o presidente ansiava, sinceramente, por se apresentar aos olhos da Nação como um anjo defensor da pureza da doutrina republicana, e do princípio da autoridade". Mas o que "a massa dos administrados" pôde ver foi "uma sorte de baixa ditadura policial, nas mãos de subalternos sem imputabilidade, da mais ínfima classe e da menos respeitável". Ele eximiu Bernardes da culpa "de suas mais censuradas decisões": foi "vítima de exploradores de suas conhecidas fraquezas".
O descumprimento flagrante de uma de suas promessas de campanha foi muito cobrado: "o presidente se esquecerá das injúrias feitas ao candidato". Hélio Silva lembra que a imprensa de oposição desprezou esta promessa, e Bruno de Almeida Magalhães Magalhães argumenta que a oposição anulou a promessa no momento que ameaçou a governabilidade. Para Francisco Moacir de Assunção Filho, o papel de Bernardes "não foi exatamente o de um estadista", mas "possivelmente nenhum outro presidente da chamada República Velha enfrentou tantas adversidades durante o mandato". Uma autocrítica do ex-presidente, quando deputado federal, foi publicada em Ultima Hora em 17 de novembro de 1967: "como presidente da República, eu fui apenas um chefe de polícia. E chefe de polícia ante as pressões revolucionárias, só sabia fazer uma coisa: prender, perseguir, conter pelo terror".
Outro aspecto de sua reputação foi a "luta da defesa das riquezas naturais" contra o capital estrangeiro, nos casos do ferro, do petróleo e da Hileia Amazônica. Como protecionista e oponente da Itabira Iron, chegou a ser acusado de inimigo da siderurgia. O nacionalismo econômico nem sempre foi reconhecido pelos seus contemporâneos. Pelas propostas da Missão Montagu, em 1924, foi acusado de fantoche dos interesses estrangeiros.

### São Paulo e Clevelândia

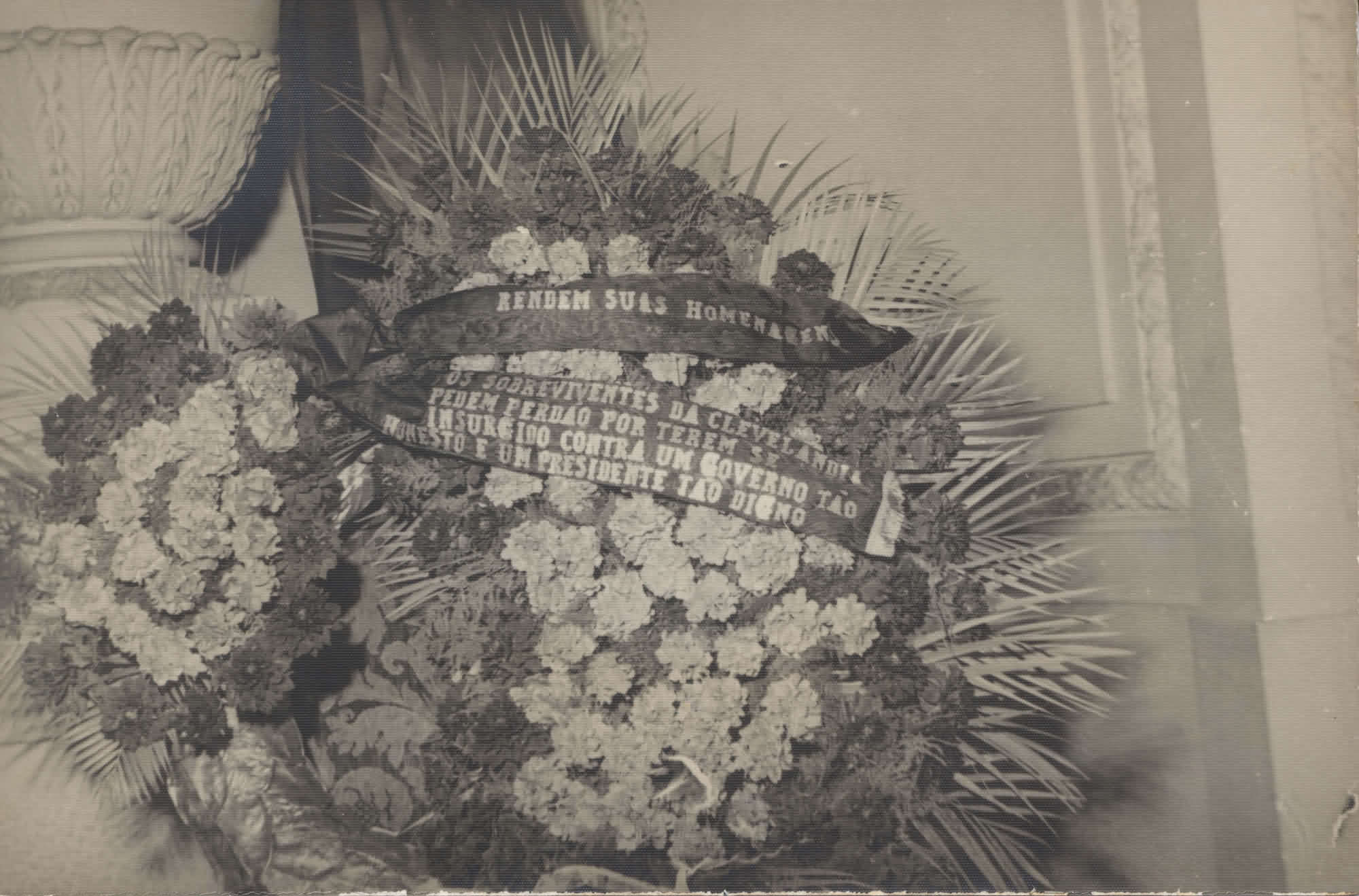
Homenagem dos "sobreviventes da Clevelândia" no velório em 1955

A biografia autorizada Arthur Bernardes: Estadista da República, de Bruno de Almeida Magalhães, pouco toca no bombardeio, repressão e outros assuntos sensíveis à imagem do ex-presidente. O capítulo referente ao estado de sítio, Clevelândia e a revisão constitucional é intitulado "Bastião da legalidade". O biógrafo lembra das medidas de exceção tomadas em governos anteriores, argumentando que Floriano Peixoto, com seus fuzilamentos e deportações à Amazônia, fez muito pior. No mesmo capítulo, compara Bernardes a Floriano, elogiando ambos por salvar a República esmagando ondas revolucionárias. A "energia férrea" de Epitácio e Bernardes teria poupado a nação da luta fratricida.
Em São Paulo, o presidente é em parte lembrado como o destruidor da cidade. O emprego da artilharia, por ter atingido mais os civis do que as posições dos rebeldes, foi tachado de "bombardeio terrificante". Juristas discutiram a decisão como um possível crime de guerra do qual o então presidente seria a mais alta autoridade responsável. Bernardes evitou o assunto em público. Em privado, teria argumentado que o bombardeio foi para evitar uma ocupação americana da Amazônia, a pretexto da fraqueza do governo brasileiro. Esta explicação condiz com sua retórica nacionalista, mas é pouco verossímil considerando o não-intervencionismo do então presidente dos Estados Unidos, Calvin Coolidge.
O movimento armado de 1924 acabou caindo no esquecimento oficial em São Paulo. Também Clevelândia caiu no esquecimento por muitos anos, embora às vezes tenha aparecido na imprensa sob "a tese central de um campo de extermínio a céu aberto". Magalhães releva o caso: "pereceram alguns prisioneiros", mas "a lenda acerca de Clevelândia" já foi "irrespondivelmente refutada". A bibliografia especializada comprova uma elevada mortalidade no local.

### Bernardismo

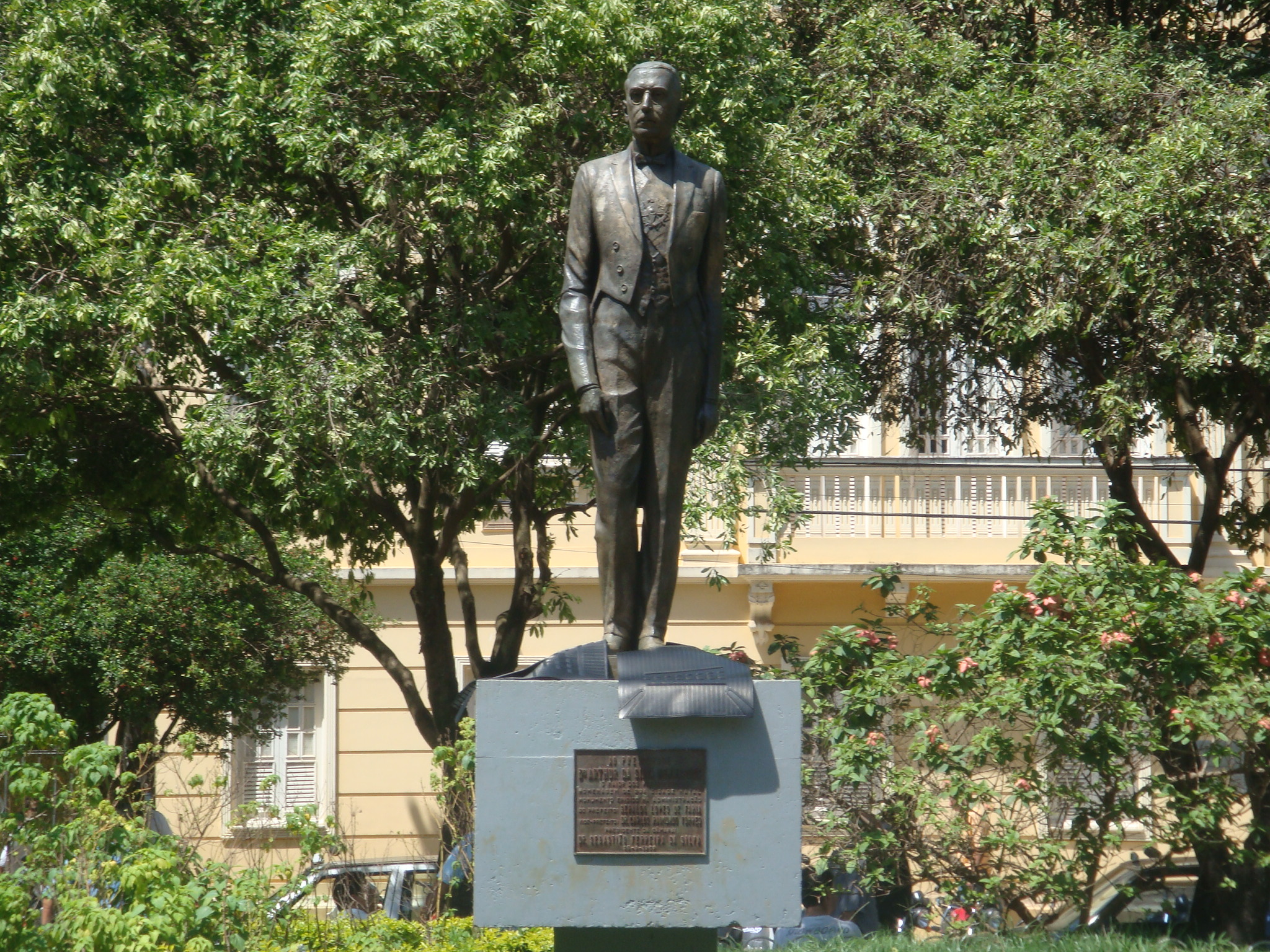
Estátua de Artur Bernardes em Viçosa

A corrente política identificada com a liderança de Bernardes, seu estilo e sua época no poder são denominados bernardismo, cujo símbolo era o cravo vermelho vestido na lapela. Como admirador de Floriano Peixoto, Bernardes chega a ser citado como um jacobino, rótulo ideológico que podia significar radicalismo, nacionalismo e/ou autoritarismo nesse período histórico. As ações de Bernardes nos governos mineiro e federal demonstram simpatia às linhas gerais do programa jacobino brasileiro: a proteção da indústria, nacionalização do solo, exclusão dos estrangeiros da política, auxílio à pequena propriedade e reforma das tarifas. Entretanto, ele divergia grandemente ao propor a colaboração entre a Igreja e o Estado. O cientista político Christian Lynch classifica Bernardes num conservadorismo republicano da linha de Pinheiro Machado, Quintino Bocaiúva, Campos Sales e outros políticos eminentes do período.
Bernardes, Raul Soares e Nelson Coelho de Sena foram expoentes do que Fabíula Sevilha de Souza definiu como um projeto desenvolvimentista mineiro iniciado na administração de João Pinheiro (1906–1908). Pinheiro defendia o protecionismo num estágio inicial da indústria, para impulsionar a iniciativa privada, que começaria com as matérias-primas disponíveis no território para evoluir a indústrias mais complexas. Um Estado modernizador promoveria os transportes, a mão-de-obra imigrante e a difusão do crédito. A educação, incluindo a educação popular e a técnico-agrícola, treinaria uma força de trabalho disciplinada e moralizada, com gosto pelo trabalho e propriedade, atenuando a instabilidade social da modernização. A ESAV pode ser considerada uma herdeira das fazendas-modelo de João Pinheiro.
Pinheiro e o trio Bernardes-Soares-Sena divergem no liberalismo, do qual estes se afastaram, num ambiente intelectual mais nacional-autoritário. O autoritarismo seria a resposta à degeneração e desvio da Ordem e Progresso demonstrada pelas convulsões sociais. As leis brasileiras, dizia Bernardes, foram elaboradas sob um "idealismo entusiástico e generoso, por homens que não tinham experiência e o conhecimento prático da nova forma de governo", que teriam transformado a República num "sistema de excepcionais liberdades", "excessivamente adiantadas e pouco adequadas ao nosso país, à nossa índole, à nossa cultura social e política". A Constituição de 1891 "desarmou o governo para defender convenientemente a ordem". Ele inclusive concordava com os tenentistas que as eleições na República Velha eram uma "burla" e o governo, repleto de corruptos.
Christian Lynch viu nele e em Washington Luís uma Presidência autocrática, diferente de seus antecessores, que foram árbitros ou sentinelas do sistema. Hélio Silva defendeu-o da acusação de ser um ditador, mas reconheceu que foi um presidente autoritário. Na figura de Bernardes "o culto, o respeito, a personalização da autoridade, completavam-se, ampliando-se com o autoritarismo, sob cujo signo o mundo começava a viver". Para Afonso Arinos, "se o governo de Bernardes em Minas foi, como se diz, ditatorial, não há dúvida de que se tratava de uma espécie de 'ditadura esclarecida'".

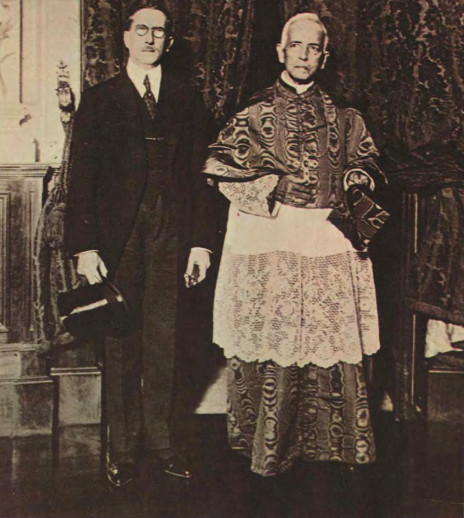
Bernardes, como presidente, confirma com o cardeal Arcoverde a reaproximação entre Igreja e Estado

Sua ambição de desenvolvimento era elitista e manteria no poder as elites agrárias, agora associadas às industriais. Uma modernização conservadora colocaria as classes mais baixas sob tutela estatal. Ao declarar feriado nacional no 1.° de Maio, Dia do Trabalhador, Bernardes esclareceu que a data não se destinava aos "projetos subversivos", mas à "glorificação do trabalho ordeiro e útil". O Executivo seria forte, e o Estado, voluntarista e dirigista; em suas palavras à imprensa, quando fundou o PR, "o Estado não pode ser um simples espectador", "cumpre-lhe intervir para policiar, regular, manter o equilíbrio, reprimir abusos e injustiças, como órgão supremo de segurança e harmonia social". Por outro lado, na Constituinte de 1946 ele criticou o intervencionismo estatal e propôs a extinção das autarquias criadas nos governos de Getúlio Vargas.
A força política do sistema, Bernardes reconhecia, começava nos municípios. Como municipalista, defendia a autonomia municipal e descentralização administrativa, embora também tivesse procurado maior controle externo sobre os orçamentos municipais. Na sua plataforma de candidato a presidente do Estado, defendeu o apoio estadual às facções que melhor cuidassem da "imparcial e severa arrecadação dos impostos" e "honesta e escrupulosa aplicação dos dinheiros públicos", exigindo deles "um cunho de mais nobreza e elevação na política local".
Suas mensagens ao Congresso Nacional argumentaram em favor do voto obrigatório e secreto, desenvolvimento das ferrovias e colonização das terras marginais, restrição das armas de fogo a militares e policiais, endurecimento dos critérios de naturalização de estrangeiros e aplicabilidade da pena de morte durante revoltas internas. Propôs a transferência da capital federal para longe do "tumulto de uma grande cidade cosmopolita", combinando a promessa de desenvolvimento do interior com o pavor às massas do Rio de Janeiro. Na Constituinte de 1946, foi contrário à eleição do prefeito do Distrito Federal e defendeu um mandato de seis anos para o Presidente da República.

### Legado

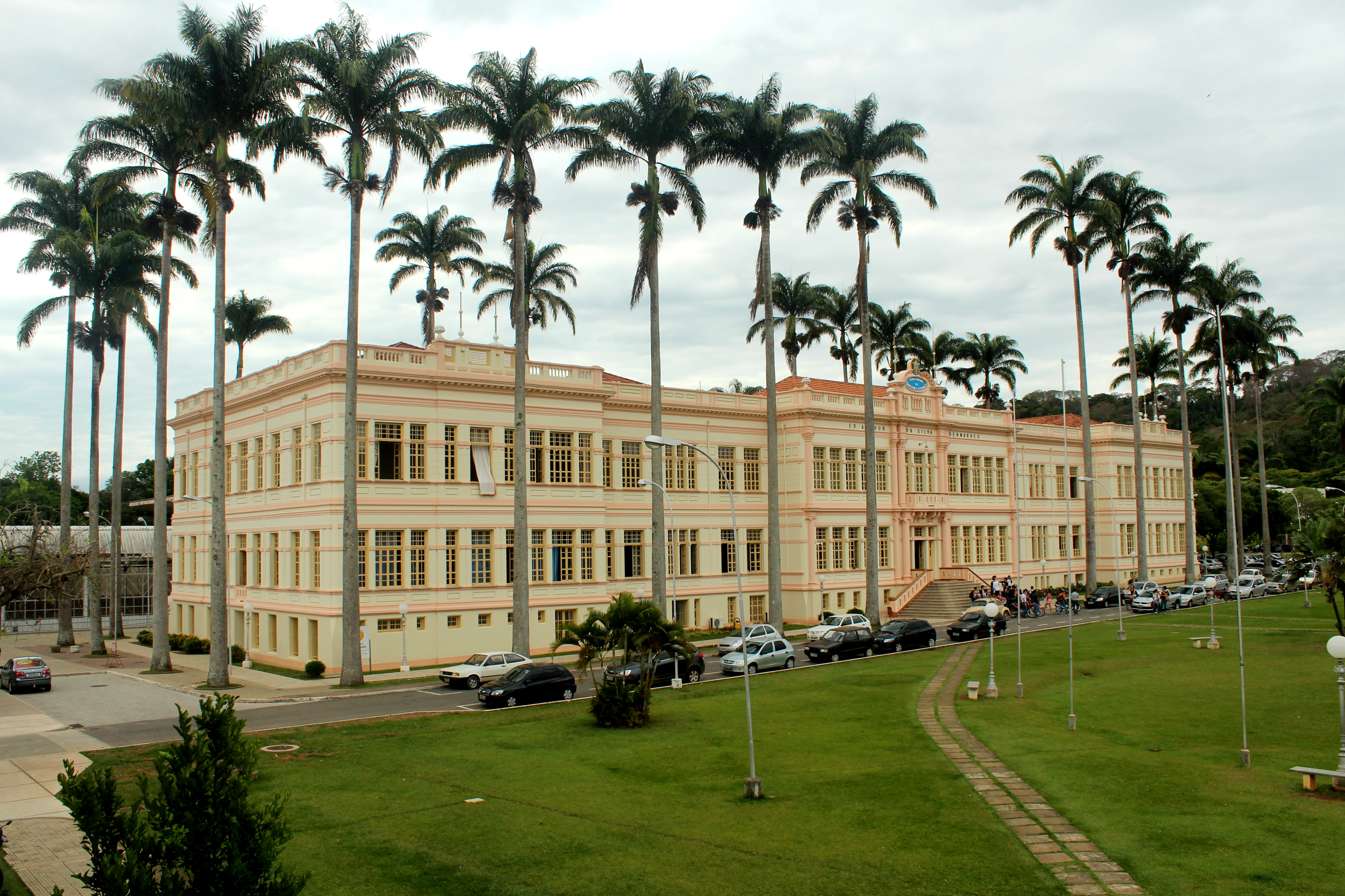
Prédio Arthur Bernardes, o principal da Universidade Federal de Viçosa, em 2015

Em Viçosa, a ESAV não impediu a crise da cafeicultura da Mata, mas se tornou referência nacional, cultivando uma elite intelectual agronômica na administração pública, setor privado e academia. A síntese biográfica de Bernardes publicada pela editora da Universidade Federal de Viçosa tem tom positivo, e a Casa Artur Bernardes, localizada na praça Silviano Brandão, em Viçosa, foi tombada em 1995 pelo Instituto Estadual do Patrimônio Histórico e Artístico (Iepha) de Minas Gerais. O imóvel foi construído durante seu mandato presidencial, frequentado esporadicamente por ele e hoje contém um memorial.
A legislação trabalhista do governo Bernardes apontava para um sindicalismo oficial, modelo implantado na Era Vargas. A Companhia Vale do Rio Doce S.A., fundada em 1942 para administrar, entre outras, as minas de Itabira, seguiu um modelo semelhante ao proposto por Bernardes. Entretanto, a primeira grande siderurgia estatal do país, a Companhia Siderúrgica Nacional, foi instalada no Rio de Janeiro e não em Minas Gerais.
Segundo o historiador Carlo Romani, a herança do governo Bernardes foi "o início de um controle social preventivo e sistemático, por parte do governo federal", cujo "aparato repressivo montado e, mais do que isto, a mentalidade nos escalões inferiores da burocracia de vigilância e controle sobre a vida permaneceu latente" nas ditaduras de 1937-1945 e 1964-1985. O exemplo da 4.ª Delegacia Auxiliar, que prendeu o próprio Bernardes em 1932, foi logo seguido pela criação dos DOPS (Departamento de Ordem Política e Social) nos estados. A repressão durante o estado de sítio coincide com o período de declínio dos anarquistas e ascensão do Partido Comunista no movimento operário brasileiro. Ambos foram reprimidos, mas os comunistas menos, tornando-se predominantes no Rio de Janeiro.
O nome "Presidente Bernardes" existe num município de Minas Gerais, antiga Calambau, e outro de São Paulo, antiga Guarucaia.

### Citações
1. ↑  «ARTHUR BERNARDES - Biografia». Câmara dos Deputados. Consultado em 7 de julho de 2024
2. ↑  Meirelles 2002, p. 679.
3. ↑  «Galeria de Governadores». Governo de Minas Gerais. Consultado em 7 de julho de 2024
4. 1 2 3 4  Monteiro 1997, p. 43.
5. ↑  Malin 2015, p. 5.
6. ↑  Meirelles 2002, p. 117, Macaulay 1977, p. 49, Maciel 2021, p. 397-398, 404, e Carone 1983, p. 390.
7. ↑  Dulles 1973, p. 13 (Prefácio), Romani 2011b, p. 167-168, e Batalha 2000, p. 57-59.
8. ↑  Souza 2017, p. 334, Monteiro 1997, p. 74, Ribeiro 2015, cap. 3 e Cascardo 2005, p. 248.
9. 1 2 3  Monteiro 1997, p. 36.
10. ↑  Oliveira 2019, p. 31.
11. ↑  Camargos, Daniel (31 de julho de 2011). «Cidades mineiras disputam título de local de nascimento de personalidades políticas». Estado de Minas. Consultado em 17 de junho de 2024
12. 1 2 3 4 5  Araújo, Fernando. «Arthur da Silva Bernardes, patrono da cadeira número 06». Instituto Histórico e Geográfico de Minas Gerais. Cópia arquivada em 8 de junho de 2024
13. ↑  «Min Olegário da Silva Bernardes (1950)». Tribunal de Contas da União. Arquivado do original em 30 de outubro de 2019
14. 1 2  Monteiro 1997, p. 37.
15. ↑  Braga 1998, p. 411.
16. ↑  Oliveira 2019, p. 30.
17. 1 2 3 4  Civita 1970, p. 894.
18. 1 2 3  Meirelles 2002, p. 597-598.
19. 1 2 3 4  Borges, Sabioni & Magalhães 2006, p. 49-52, reproduzido em Personagens e Pioneiros da UFV.
20. 1 2 3  Monteiro 1997, p. 38.
21. 1 2  Souza 2017, p. 223.
22. ↑  Oliveira 2019, p. 16.
23. 1 2  Malin 2015, p. 1.
24. ↑  Oliveira 2019, p. 19-22.
25. 1 2 3  Malin 2015, p. 2.
26. 1 2  Monteiro 1997, p. 37-38.
27. 1 2  Magalhães 1973, p. 8.
28. ↑  Magalhães 1973, p. 10-11.
29. ↑  Motoyama 2006, p. 82.
30. 1 2  Monteiro 1997, p. 39.
31. ↑  Oliveira 2019, p. 26.
32. ↑  Malin 2015, p. 2-3.
33. ↑  Oliveira 2019, p. 38.
34. 1 2  Monteiro 1997, p. 89.
35. ↑  Oliveira 2019, p. 48-49.
36. ↑  Oliveira 2019, p. 23-24.
37. ↑  Monteiro 1997, p. 40.
38. ↑  Freitas, Caio de (19 de setembro de 1964). «Memórias de uma primeira-dama». Manchete (648). Rio de Janeiro. p. 127.
39. ↑  Torrezam 2008, Anexo 1, p. 2.
40. ↑  Malin 2015, p. 40.
41. ↑  Carone 1978, p. 267-268.
42. 1 2  Souza 2017, p. 35-36.
43. ↑  Oliveira 2019, p. 45-46.
44. 1 2  Monteiro 1997, p. 42.
45. ↑  Braga 1998, p. 412.
46. ↑  Oliveira 2019, p. 37-38.
47. ↑  Oliveira 2019, p. 40-41.
48. ↑  Malin 2015, p. 2-4.
49. ↑  Monteiro 1997, p. 40, 71.
50. ↑  Oliveira 2019, p. 42-43.
51. ↑  Oliveira 2019, p. 48.
52. ↑  Oliveira 2019, p. 68.
53. ↑  Oliveira 2019, p. 33.
54. 1 2 3 4 5  Malin 2015, p. 4.
55. ↑  Oliveira 2019, p. 57.
56. 1 2  Monteiro 1997, p. 41.
57. ↑  Oliveira 2019, p. 14, 66.
58. ↑  Oliveira 2019, p. 101.
59. ↑  Oliveira 2019, p. 69-70.
60. ↑  Monteiro 1997, p. 50-51.
61. ↑  Monteiro 1997, p. 49.
62. 1 2  Monteiro 1997, p. 42-43.
63. 1 2 3  Malin 2015, p. 4-5.
64. ↑  Souza 2017, p. 169.
65. 1 2  Monteiro 1997, p. 46.
66. ↑  Carone 1978, p. 276.
67. 1 2 3  Malin 2015, p. 6.
68. ↑  Viscardi 1999, p. 95.
69. 1 2  Malin 2015, p. 5-6.
70. 1 2  Monteiro 1997, p. 46-47.
71. 1 2 3 4  Monteiro 1997, p. 45.
72. 1 2 3 4  Viscardi 1999, p. 98.
73. 1 2 3 4  Civita 1970, p. 897.
74. ↑  Monteiro 1997, p. 51.
75. ↑  Carone 1978, p. 276, 308-309.
76. ↑  Medina 2018, p. 274.
77. ↑  Medina 2018, p. 144-145.
78. ↑  Malin 2015, p. 6-7.
79. 1 2  Monteiro 1997, p. 53.
80. 1 2  Monteiro 1997, p. 54.
81. ↑  Viscardi 2019, p. 241.
82. ↑  Viscardi 2019, p. 239-240.
83. ↑  Carone 1983, p. 331.
84. ↑  Viscardi 2019, p. 244.
85. ↑  Calmon 1939, p. 303.
86. ↑  Malin 2015, p. 7.
87. ↑  Viscardi 2019, p. 245.
88. ↑  Monteiro 1997, p. 64.
89. ↑  Monteiro 1997, p. 63-64.
90. 1 2  Carone 1983, p. 332.
91. ↑  Viscardi 2019, p. 248.
92. ↑  Viscardi 2019, p. 252-253.
93. 1 2 3 4  Malin 2015, p. 8.
94. ↑  Souza 2017, p. 229.
95. ↑  Souza 2017, p. 186-187.
96. 1 2  Souza 2017, p. 250.
97. 1 2  «Aniversário de ex-presidente Arthur Bernardes é lembrado em Viçosa». G1 Zona da Mata. 8 de agosto de 2014. Consultado em 12 de junho de 2024
98. ↑  Souza 2017, p. 181.
99. ↑  Iglesias 1985, p. 259-260.
100. ↑  Souza 2017, p. 182, 185.
101. ↑  Souza 2017, p. 145-146.
102. 1 2 3  Monteiro 1997, p. 52.
103. 1 2  Iglesias 1985, p. 258.
104. ↑  Souza 2017, p. 187-188.
105. ↑  Souza 2017, p. 184.
106. ↑  Magalhães 1973, p. 48-49.
107. ↑  Mello 2010, p. 32, 172.
108. ↑  Monteiro 1997, p. 55-56.
109. ↑  Carone 1978, p. 93.
110. 1 2  Carone 1978, p. 94.
111. 1 2 3  Monteiro 1997, p. 61.
112. ↑  Monteiro 1997, p. 58.
113. ↑  Souza 2017, p. 211.
114. ↑  Mello 2010, p. 169-170.
115. 1 2  Mello 2010, p. 31.
116. ↑  Abreu 2015, p. 2-3.
117. ↑  Monteiro 1997, p. 57.
118. ↑  Monteiro 1997, p. 59-61.
119. ↑  Souza 2017, p. 206.
120. ↑  Viscardi 2019, p. 247.
121. ↑  Carone 1983, p. 345.
122. ↑  Viscardi 2019, p. 261.
123. 1 2  Viscardi 2019, p. 260.
124. ↑  Viscardi 2019, p. 258, 269.
125. ↑  Viscardi 2019, p. 256-257, 261, 285.
126. ↑  Viscardi 2019, p. 259.
127. 1 2  Viscardi 2019, p. 276-277.
128. ↑  Viscardi 2019, p. 263.
129. ↑  Carone 1978, p. 264-265.
130. ↑  Viscardi 2019, p. 263-264.
131. ↑  Viscardi 2019, p. 265-266.
132. 1 2  Malin 2015, p. 9.
133. ↑  Carone 1983, p. 344.
134. ↑  Monteiro 1997, p. 65.
135. ↑  Viscardi 2019, p. 271-272.
136. ↑  Viscardi 2019, p. 270, 272.
137. 1 2 3  Ferreira & Pinto 2018. Seção "A cisão intraoligárquica e a Reação Republicana".
138. 1 2  Viscardi 2019, p. 274-275.
139. 1 2  Carone 1983, p. 346-347.
140. ↑  Doria 2016, cap. 7.
141. ↑  Carone 1983, p. 348.
142. ↑  Viscardi 2019, p. 281.
143. ↑  Viscardi 2019, p. 276.
144. 1 2  Doria 2016, cap. 4.
145. ↑  Ferreira & Pinto 2018.
146. ↑  Viscardi 2019, p. 275.
147. ↑  Malin 2015, p. 10.
148. 1 2  Carone 1983, p. 350-351.
149. ↑  Baptista 2016, p. 123, 130-131.
150. ↑  Carvalho 2006, p. 142.
151. 1 2  Carone 1983, p. 351.
152. ↑  Silva 2004, p. 30.
153. ↑  Souza 2017, p. 245-246.
154. ↑  Silva 2004, p. 29-30.
155. ↑  Baptista 2016, p. 136.
156. ↑  Assunção 2015, cap. 3.
157. ↑  Malin 2015, p. 11.
158. ↑  Meirelles 2002, p. 451.
159. 1 2  Lustosa 1989, p. 64.
160. 1 2 3  Doria 2016, cap. 9.
161. ↑  Baptista 2016, p. 131-135.
162. ↑  Carone 1983, p. 351-352.
163. ↑  Silva 2004, p. 29.
164. ↑  Carone 1983, p. 355-356.
165. ↑  Viscardi 2019, p. 65, 277.
166. ↑  Viscardi 2019, p. 277-279.
167. ↑  Carone 1983, p. 357-358.
168. 1 2  Doria 2016, cap. 10.
169. ↑  Carone 1983, p. 357.
170. ↑  McCann 2009, p. 336-337.
171. ↑  Viscardi 2019, p. 280.
172. ↑  Carone 1983, p. 358-359.
173. ↑  McCann 2009, p. 339-342.
174. ↑  Carone 1983, p. 363-368.
175. 1 2  Doria 2016, cap. 15.
176. ↑  Carone 1983, p. 370-371.
177. ↑  Cascardo 2005, p. 245.
178. ↑  Viscardi 1995, p. 52-53.
179. ↑  Andrade 1976, p. 38, 50.
180. ↑  Carone 1983, p. 371.
181. 1 2  Carone 1983, p. 372.
182. ↑  Carone 1983, p. 359.
183. ↑  Monteiro 1997, p. 66.
184. 1 2  Pinheiro et al. 2006, p. 442.
185. 1 2  Viscardi 2019, p. 296.
186. ↑  Lima 2017, p. 53-54.
187. ↑  Viscardi 2019, p. 288-289, 296.
188. 1 2  Galvão 2013, p. 36-38, 62, 150-151.
189. ↑  Pang 1979, p. 166-167.
190. ↑  Galvão 2013, p. 114-115.
191. ↑  Galvão 2013, p. 111.
192. ↑  Carone 1983, p. 374-375.
193. ↑  Galvão 2013, p. 111-115.
194. ↑  Silva 2004, p. 61-62.
195. ↑  Silva 2004, p. 60.
196. ↑  Silva 2004, p. 70.
197. ↑  Galvão 2013, p. 165.
198. ↑  Muxfeldt & Giorgis 2022, p. 268, 273.
199. ↑  Muxfeldt & Giorgis 2022, p. 274.
200. ↑  Viscardi 2019, p. 299.
201. ↑  Macaulay 1977, p. 19.
202. ↑  Cunha 2011, p. 124.
203. ↑  Pang 1979, p. 173-174.
204. ↑  Pang 1979, p. 182-186.
205. ↑  Silva 2004, p. 107.
206. ↑  McCann 2009, p. 342-343.
207. 1 2  Carone 1983, p. 387-389.
208. ↑  Meirelles 2002, p. 97.
209. ↑  Macaulay 1977, p. 24.
210. ↑  Meirelles 2002, p. 117.
211. ↑  Meirelles 2002, p. 114-115.
212. ↑  McCann 2009, p. 348-349.
213. ↑  Meirelles 2002, p. 73-74.
214. ↑  Assunção 2015, Breve contexto histórico e político de 1924 e os antecedentes do movimento.
215. ↑  Silva 2004, p. 118.
216. ↑  Aragão 2011, p. 121-122.
217. ↑  Malin 2015, p. 18.
218. 1 2 3 4 5  Assunção 2015, cap. 3.
219. ↑  Malin 2015, p. 16.
220. ↑  Pinheiro et al. 2006, p. 440-441.
221. ↑  Macaulay 1977, p. 17.
222. ↑  Antosz 2000, p. 98.
223. ↑  Meirelles 2002, p. 251-252.
224. ↑  Meirelles 2002, p. 258-259.
225. ↑  Meirelles 2002, p. 249-250.
226. ↑  Carone 1983, p. 394.
227. ↑  Carone 1983, p. 386-390.
228. ↑  Carone 1983, p. 390-391, 396-399.
229. ↑  Carone 1983, p. 399.
230. ↑  Aragão 2011, p. 120.
231. ↑  McCann 2009, p. 355.
232. ↑  Carone 1983, p. 398.
233. ↑  Fritsch 1988, p. 103.
234. ↑  Viscardi 2019, p. 289.
235. ↑  Carone 1983, p. 392.
236. 1 2  Carone 1983, p. 401.
237. ↑  Carone 1983, p. 392-393.
238. ↑  Ribeiro 1967, p. 81.
239. ↑  Carone 1983, p. 391.
240. ↑  Meirelles 2002, p. 438.
241. ↑  Carone 1983, p. 373, 378-379.
242. ↑  Pivatto 2006, p. 115-117.
243. ↑  Carone 1983, p. 373.
244. ↑  Aragão 2011, p. 99-100.
245. ↑  Cunha 2011, p. 57, 90-92.
246. ↑  Cunha 2011, p. 91-92, 97-98.
247. ↑  Romani 2011b, p. 172.
248. ↑  Calmon 1939, p. 318.
249. ↑  Meirelles 2002, p. 519-520.
250. ↑  Carone 1989, p. 37.
251. ↑  Batalha 2000, p. 59.
252. ↑  Carone 1983, p. 379.
253. ↑  McCann 2009, p. 353.
254. ↑  Romani 2011b, p. 168, 170-172.
255. ↑  Meirelles 2002, p. 103.
256. ↑  Aragão 2011, p. 235-237.
257. 1 2 3  Assunção 2015, cap. 7.
258. ↑  Romani 2011a, p. 516.
259. ↑  Franco & Correa do Lago 2011, p. 43-44.
260. ↑  Fritsch 1988, p. 76-77.
261. ↑  «1922 a 1924 - A Instituição do Imposto de Renda no Brasil». Receita Federal. 25 de setembro de 2020. Consultado em 13 de julho de 2024
262. ↑  Fritsch 1988, p. 78.
263. 1 2  Travassos, Souza & Silva 2013, p. 154.
264. ↑  Fritsch 1988, p. 79.
265. ↑  Fritsch 1993, p. 3.
266. ↑  Fritsch 1988, p. 104.
267. ↑  Fritsch 1988, p. 83-85.
268. ↑  Franco & Correa do Lago 2011, p. 44-45.
269. ↑  Meirelles 2002, p. 240-241.
270. 1 2  Franco & Correa do Lago 2011, p. 45.
271. ↑  Monteiro 1997, p. 67-69.
272. ↑  Fritsch 1988, p. 101-110.
273. ↑  Cardoso et al. 2006, p. 105.
274. ↑  Viscardi 2019, p. 291-292.
275. ↑  Fritsch 1988, p. 111-113, 115-117.
276. ↑  Franco & Correa do Lago 2011, p. 45-46.
277. ↑  Fritsch 1988, p. 188.
278. ↑  Fritsch 1988, p. 176.
279. ↑  «Em foco: PIB dos presidentes do Brasil». Acervo O Globo. Cópia arquivada em 2 de fevereiro de 2023
280. 1 2  Pinheiro et al. 2006, p. 184.
281. ↑  Westin, Ricardo (3 de junho de 2019). «Primeira lei da Previdência, de 1923, permitia aposentadoria aos 50 anos». Agência Senado. Consultado em 27 de junho de 2024
282. ↑  Malin 2015, p. 20.
283. ↑  Maciel 2021, p. 392-393.
284. ↑  Maciel 2021, p. 395-398.
285. ↑  Maciel 2021, p. 393.
286. 1 2  Bomeny 2015, p. 8-9.
287. ↑  Camargo, Angélica Ricci; Gabler, Louise (março de 2022). «Departamento Nacional do Ensino». Arquivo Nacional, Dicionário Primeira República. Consultado em 7 de junho de 2024
288. ↑  Arce 2007, p. 10.
289. ↑  Azzi 1977, p. 85-88.
290. ↑  Castro & Santos 2021, p. 121.
291. ↑  Ribeiro 1967, p. 93-94.
292. ↑  Ribeiro 1967, p. 94-95.
293. ↑  Calmon 1939, p. 334.
294. ↑  Ribeiro 1967, p. 101, 113-114.
295. ↑  Ribeiro 1967, p. 112-113.
296. ↑  Castro & Santos 2021, p. 122-123, 137.
297. ↑  Ribeiro 1967, p. 91-92.
298. ↑  Silva 2004, p. 147.
299. ↑  Ribeiro 1967, p. 104-105.
300. ↑  Malin 2015, p. 21.
301. ↑  Carone 1978, p. 292.
302. ↑  Ribeiro 1967, p. 67-68.
303. ↑  Souza 2017, p. 302.
304. ↑  Silva 2004, p. 146.
305. ↑  Silva 2004, p. 146-148.
306. ↑  Malin 2015, p. 21-22.
307. 1 2 3 4  Vidigal & Doratioto 2014, cap. 3.3.
308. ↑  Vidigal & Doratioto 2014, cap. 6.3.
309. ↑  Santos 2003, p. 90.
310. ↑  Campos 2019, p. 12-13, 39-40.
311. ↑  Meirelles 2002, p. 311-312.
312. ↑  Santos 2003, p. 96-99.
313. 1 2  Campos 2019, p. 205.
314. ↑  Meirelles 2002, p. 287.
315. 1 2  Santos 2003, p. 106.
316. ↑  Campos 2019, p. 203-206.
317. ↑  Campos 2019, p. 118-119, 178-181, 203-206.
318. ↑  Calmon 1939, p. 336.
319. ↑  Viscardi 2019, p. 296-297.
320. 1 2 3 4  Malin 2015, p. 22.
321. 1 2  Monteiro 1997, p. 75-76.
322. ↑  Gasparetto 2018, p. 265.
323. 1 2  Meirelles 2002, p. 607-608.
324. ↑  Carone 1983, p. 404-405.
325. ↑  Meirelles 2002, p. 629, 635-636.
326. ↑  Meirelles 2002, p. 629.
327. ↑  Magalhães 1973, p. 169.
328. ↑  Meirelles 2002, p. 609.
329. ↑  Meirelles 2002, p. 680.
330. ↑  Meirelles 2002, p. 677-683.
331. ↑  Meirelles 2002, p. 684.
332. 1 2 3 4  Monteiro 1997, p. 77.
333. ↑  Magalhães 1973, p. 205-208.
334. ↑  Malin 2015, p. 23.
335. ↑  Magalhães 1973, p. 220-221.
336. ↑  Malin 2015, p. 24.
337. ↑  Silva 1972, p. 152.
338. ↑  Medina 2018, p. 176.
339. ↑  Silva 1972, p. 113-115.
340. 1 2 3 4  Souza 2017, p. 331.
341. 1 2  Monteiro 1997, p. 78-79.
342. ↑  Pinheiro et al. 2006, p. 449.
343. 1 2  Malin 2015, p. 25.
344. ↑  Magalhães 1973, p. 224-225.
345. ↑  Magalhães 1973, p. 227-228.
346. ↑  Viscardi 1999, p. 99.
347. ↑  Malin 2015, p. 25-26.
348. ↑  Monteiro 1997, p. 79.
349. ↑  Magalhães 1973, p. 230-231.
350. 1 2  Monteiro 1997, p. 80.
351. 1 2 3 4  Malin 2015, p. 26.
352. ↑  Magalhães 1973, p. 233.
353. ↑  Cardoso et al. 2006, p. 87.
354. ↑  Magalhães 1973, p. 236.
355. ↑  Malin 2015, p. 26-27.
356. ↑  Monteiro 1997, p. 80-81.
357. 1 2  Monteiro 1997, p. 82.
358. ↑  Malin 2015, p. 27-28.
359. 1 2  Assunção 2015, cap. 9.
360. ↑  Martins 2012, p. 11-12, 28.
361. ↑  Malin 2015, p. 27.
362. ↑  Nossa, Leonencio (9 de julho de 2023). «O presidente que acreditou na força de sua milícia e acabou sozinho no mato». Estado de S. Paulo. Consultado em 12 de junho de 2024
363. 1 2  Malin 2015, p. 28.
364. ↑  Silva 2004, p. 17.
365. ↑  Monteiro 1997, p. 82-83.
366. ↑  Souza 2017, p. 333.
367. ↑  Malin 2015, p. 28-30.
368. ↑  Malin 2015, p. 30.
369. ↑  Monteiro 1997, p. 62.
370. ↑  Abreu 2015, p. 3.
371. ↑  Malin 2015, p. 30-31.
372. ↑  Malin 2015, p. 32.
373. ↑  Malin 2015, p. 32-33.
374. ↑  Medina 2018, p. 220.
375. ↑  Malin 2015, p. 33-34.
376. 1 2 3  Malin 2015, p. 34.
377. ↑  Monteiro 1997, p. 84, 89.
378. ↑  Doria 2016, Epílogo.
379. ↑  Malin 2015, p. 35.
380. ↑  Malin 2015, p. 34-36.
381. ↑  Medina 2018, p. 325-326.
382. ↑  Malin 2015, p. 36-39.
383. 1 2 3  Torrezam 2008, Anexo 1, p. 9.
384. ↑  Malin 2015, p. 39-40.
385. ↑  Samis 2013, p. 2.
386. 1 2  Souza 2017, p. 334.
387. 1 2  Monteiro 1997, p. 84.
388. ↑  Meirelles 2002, p. 312.
389. ↑  Meirelles 2002, p. 120.
390. 1 2 3 4  Cascardo 2005, p. 248.
391. 1 2 3  Meirelles 2002, p. 188-189.
392. ↑  Magalhães 1973, p. 243.
393. ↑  Medina 2018, p. 328.
394. ↑  Meirelles 2002, p. 612, 680.
395. ↑  Meirelles 2002, p. 289.
396. ↑  Azzi 1977, p. 88.
397. ↑  Monteiro 1997, p. 64-65.
398. ↑  Monteiro 1997, p. 74.
399. ↑  Pang 1979, p. 164.
400. 1 2  Souza 2017, p. 277.
401. 1 2  Souza 2017, p. 340.
402. ↑  Monteiro 1997, p. 66-67.
403. 1 2  Medina 2018, p. 304.
404. ↑  Meirelles 2002, p. 596.
405. ↑  Calmon 1939, p. 337.
406. ↑  Medina 2018, p. 323.
407. 1 2  Ribeiro 2015, cap. 3.
408. 1 2  Monteiro 1997, p. 88.
409. 1 2  Silva 2004, p. 143.
410. 1 2  Monteiro 1997, p. 36, 89.
411. ↑  Oliveira 2019, p. 28-29.
412. ↑  Souza 2017, p. 249.
413. ↑  Carone 1983, p. 378.
414. ↑  Silva 2004, p. 55.
415. 1 2  Silva 2004, p. 152.
416. ↑  Monteiro 1997, p. 85.
417. ↑  Fritsch 1988, p. 100.
418. ↑  Meirelles 2002, p. 243.
419. ↑  Magalhães 1973, p. 168-172.
420. ↑  Martins 2012, p. 2.
421. ↑  Romani 2011a, p. 513.
422. ↑  Mota 2018, p. 310.
423. ↑  Meirelles 2002, p. 681.
424. ↑  Souza 2017, p. 225-226.
425. ↑  Lynch 2014, p. 91.
426. ↑  Souza 2017, p. 336.
427. ↑  Souza 2017, p. 84.
428. ↑  Souza 2017, p. 272.
429. ↑  Souza 2017, p. 79-81.
430. ↑  Medina 2018, p. 148.
431. ↑  Souza 2017, p. 249, 289.
432. ↑  Souza 2017, p. 339.
433. ↑  Souza 2017, p. 285.
434. ↑  Antosz 2000, p. 94.
435. ↑  Lynch 2014, p. 158-159.
436. ↑  Monteiro 1997, p. 48.
437. ↑  Souza 2017, p. 231.
438. ↑  Galisi, Juliano (7 de abril de 2024). «Dia do Trabalhador: conheça a história do feriado prestes a completar cem anos de existência no País». Estado de S. Paulo. Consultado em 27 de junho de 2024
439. ↑  Souza 2017, p. 338, 340.
440. ↑  Braga 1998, p. 413.
441. ↑  Monteiro 1997, p. 54-55.
442. ↑  Monteiro 1997, p. 73.
443. ↑  Cavalcante, Igor (15 de abril de 2021). «Entenda como o acesso a armas de fogo voltou ao centro do debate político no Brasil». Diário do Nordeste. Consultado em 17 de junho de 2024
444. ↑  Cunha 2011, p. 119-120.
445. ↑  Lynch 2013, p. 281-283.
446. ↑  Souza 2017, p. 254-255.
447. ↑  Mello 2010, p. 163-164.
448. ↑  Abreu 2015, p. 3-4.
449. ↑  Malin 2015, p. 31.
450. ↑  Romani 2011b, p. 161, 175.
451. ↑  Ribeiro 2018, p. 369.
452. ↑  Motta 2006, p. 56.
453. ↑  Batalha 2000, p. 57-59.
454. ↑  Dulles 1973, p. 13 (Prefácio).
455. ↑  Romani 2011b, p. 167-168.
456. ↑  «História». Presidente Bernardes - Minas Gerais. Consultado em 5 de julho de 2024
457. ↑  «História do Municipio». Presidente Bernardes - São Paulo. Consultado em 5 de julho de 2024